# Ligne 3b du tramway d'Île-de-France
La ligne 3b du tramway d'Île-de-France, plus simplement nommée T3b, est une ligne du tramway d'Île-de-France reliant, dans Paris, la porte Dauphine à la porte de Vincennes.
Elle est ouverte le 15 décembre 2012 entre la porte de Vincennes et la porte de la Chapelle, dans la continuité de la ligne T3a (anciennement T3) qui est prolongée à la même date de la porte d'Ivry à la porte de Vincennes. La ligne T3b est étendue jusqu'à la porte d'Asnières le 24 novembre 2018, puis jusqu'à la porte Dauphine en passant par la porte Maillot le 5 avril 2024.
Elle est exploitée par la Régie autonome des transports parisiens (RATP).

Plan schématique de la ligne.

## Histoire

### Chronologie

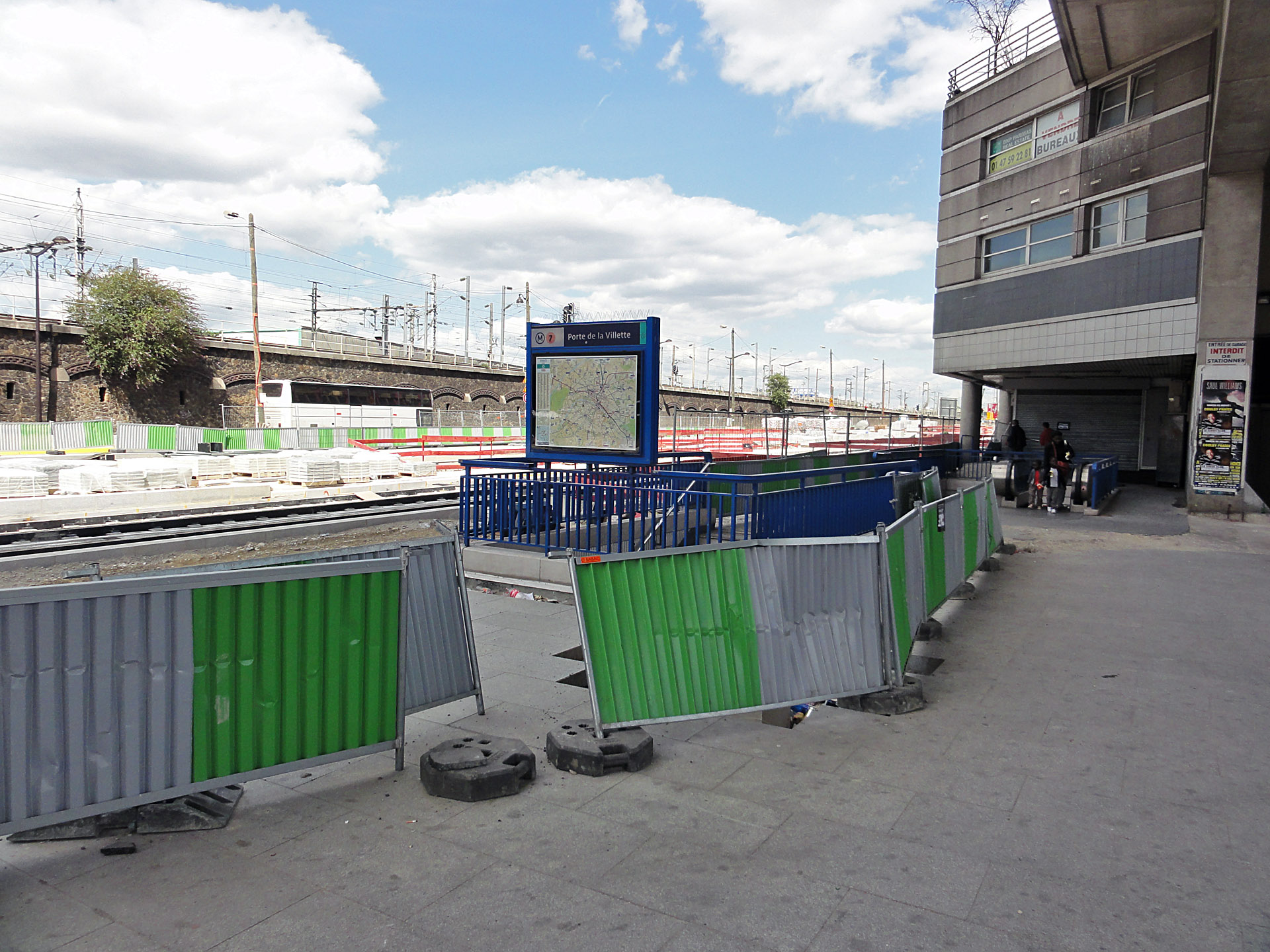
La ligne T3b, ici en travaux en juin 2011, offre une correspondance avec la ligne 7 du métro à Porte de la Villette
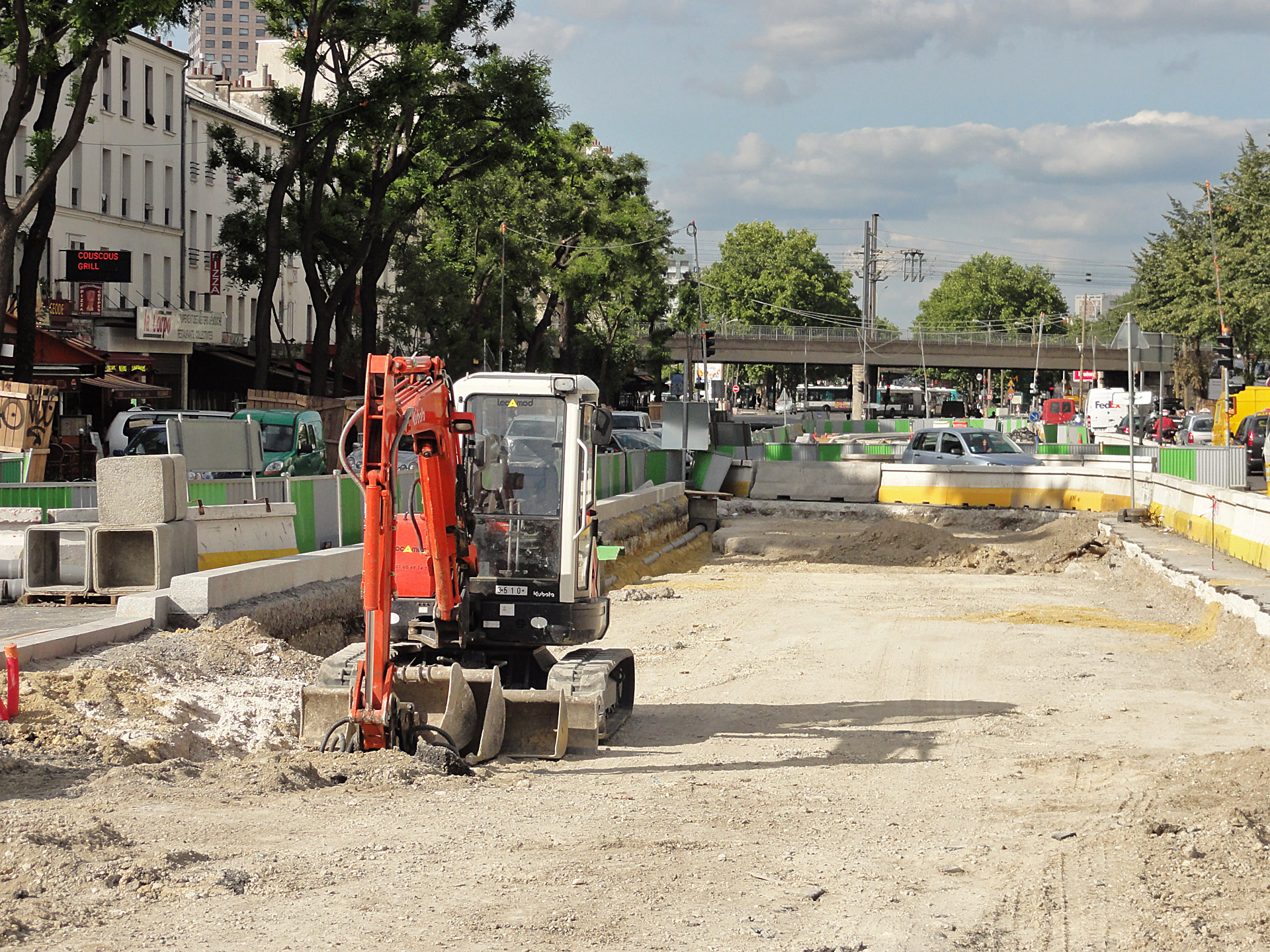
Travaux de la plateforme durant l'été 2011, avenue Corentin-Cariou
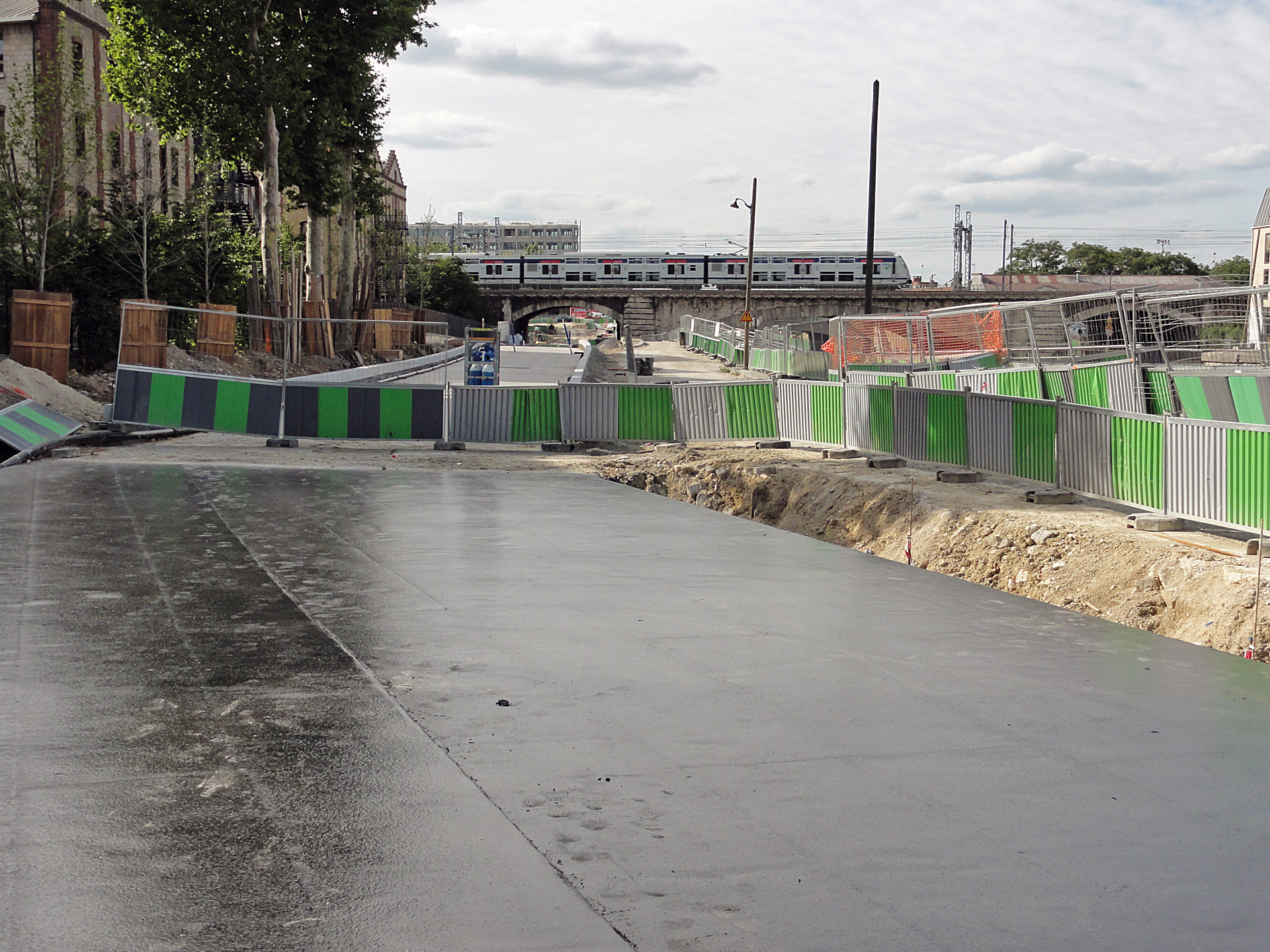
La plateforme en cours de réalisation en juin 2011, quai de la Gironde
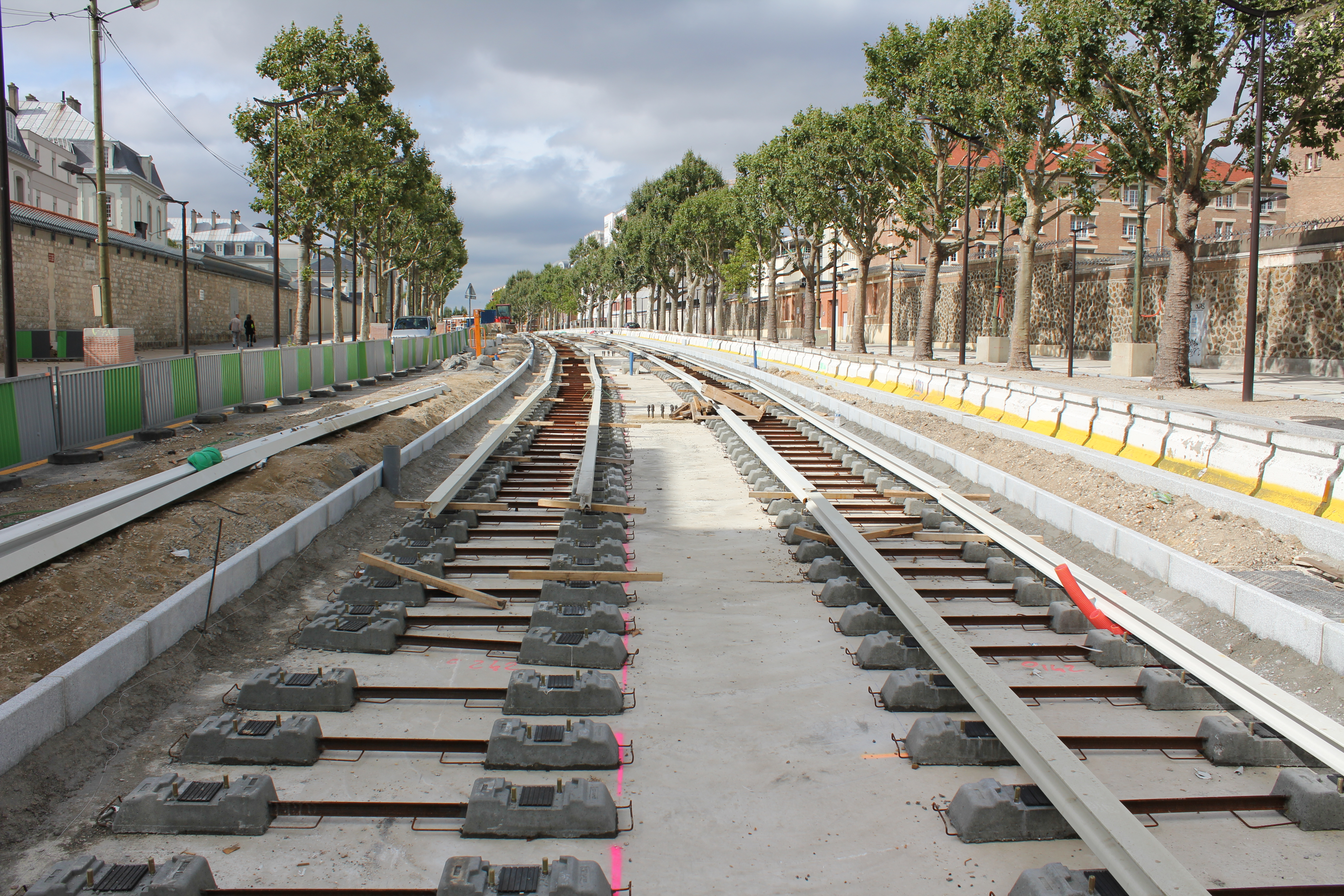
Pose des voies, boulevard Mortier en août 2011
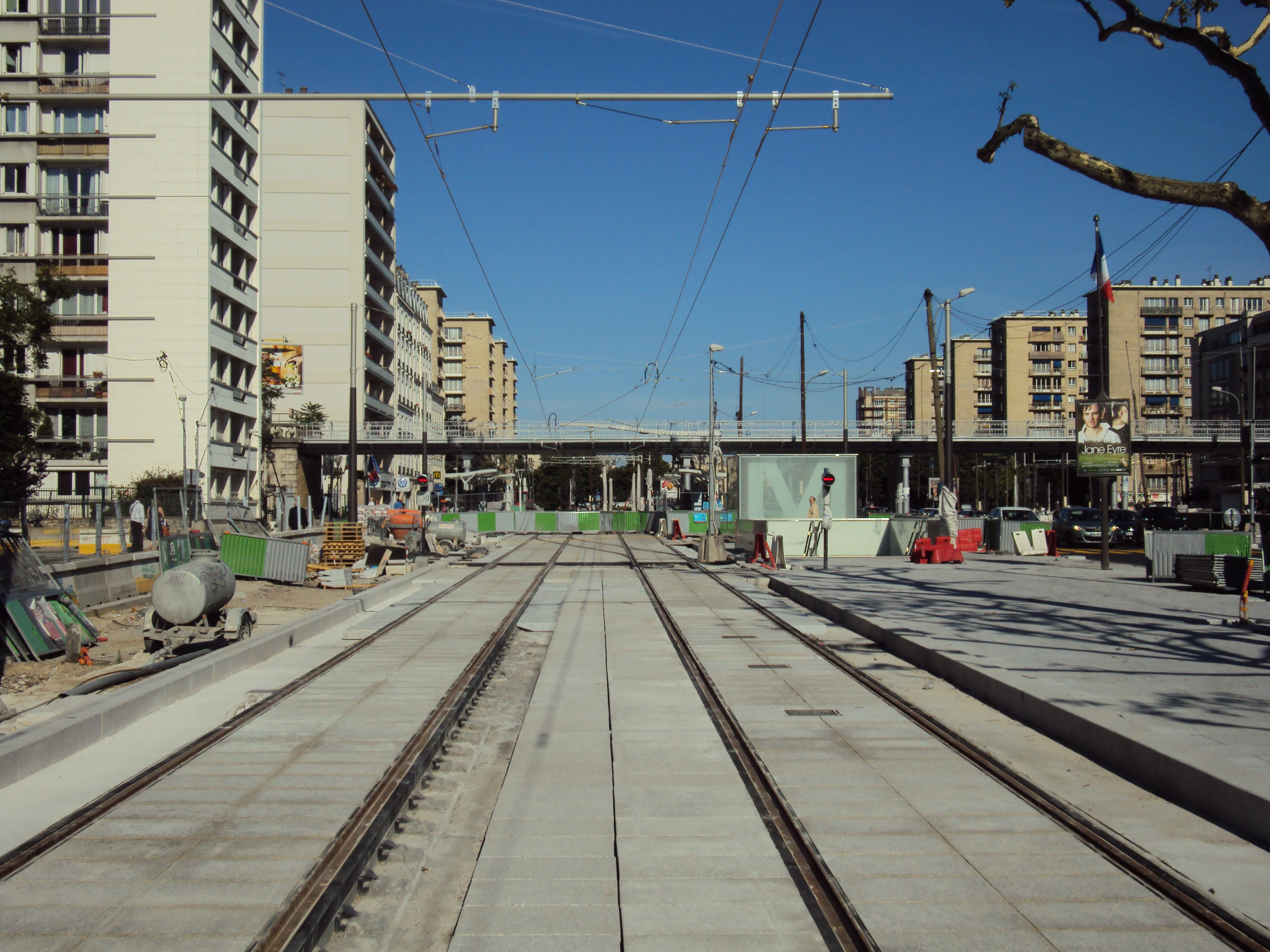
du 30 janvier 2006 au 15 mai 2006 : débat public pour le prolongement du T3 de Porte d’Ivry à Porte de la Chapelle
- 10 octobre 2007 : tracé définitivement validé par le Syndicat des transports d'Île-de-France (STIF)[1]
- du 28 avril 2008 au 7 juin 2008 : enquête publique[2]
- de 2009 à 2012 : réalisation des travaux
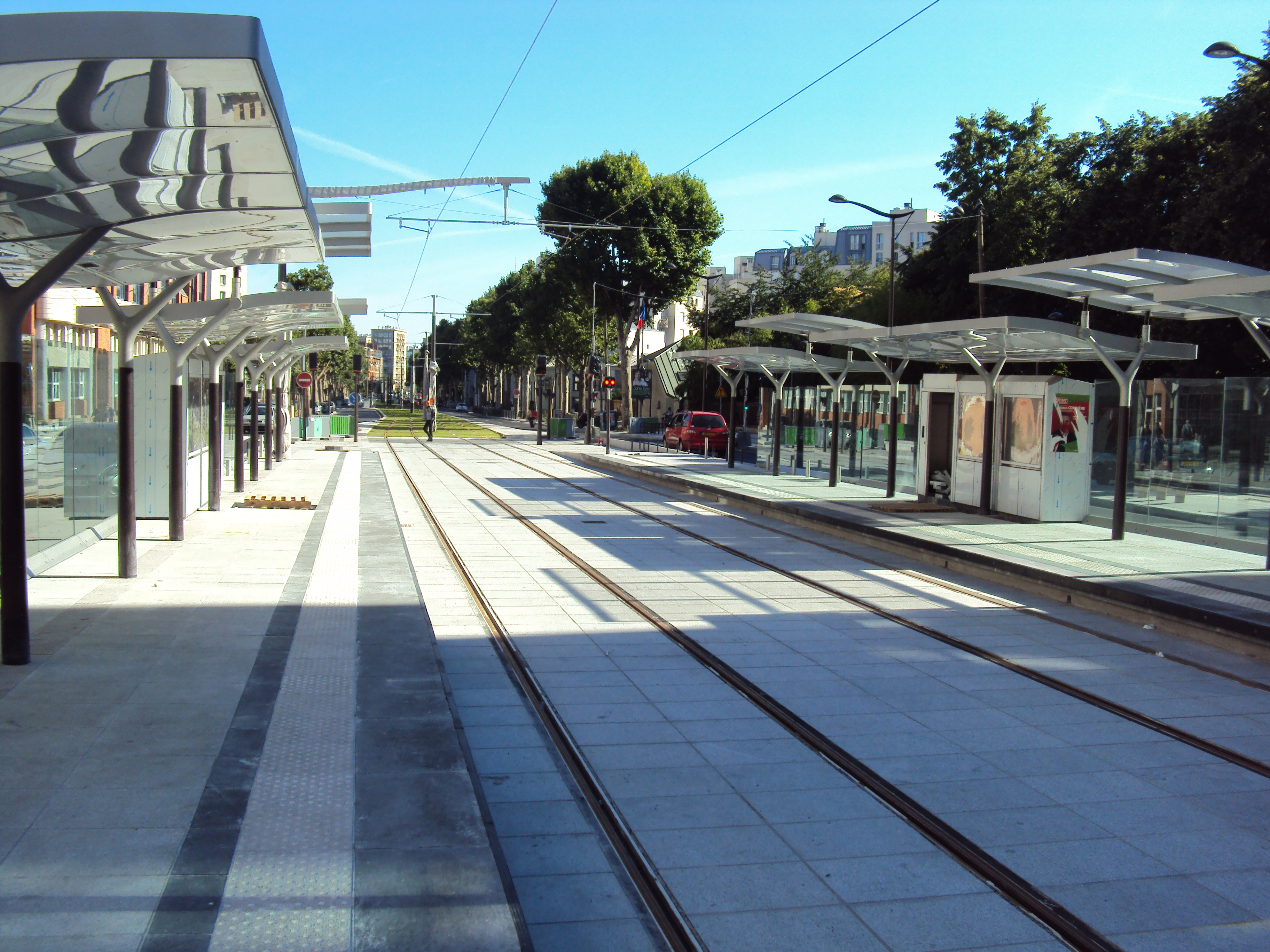
15 décembre 2012 : mise en service entre Porte de Vincennes et Porte de la Chapelle
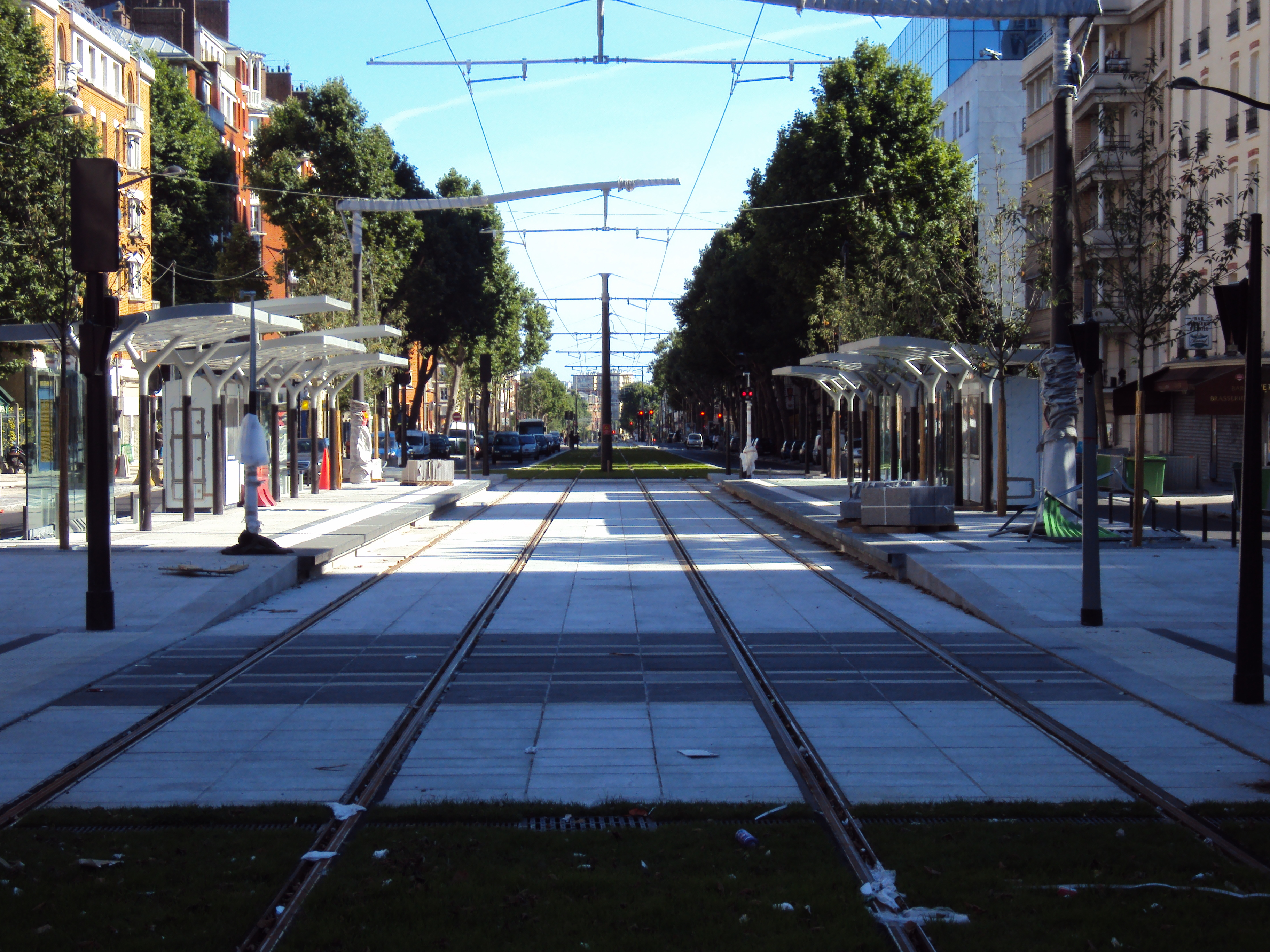
Marie de Miribel
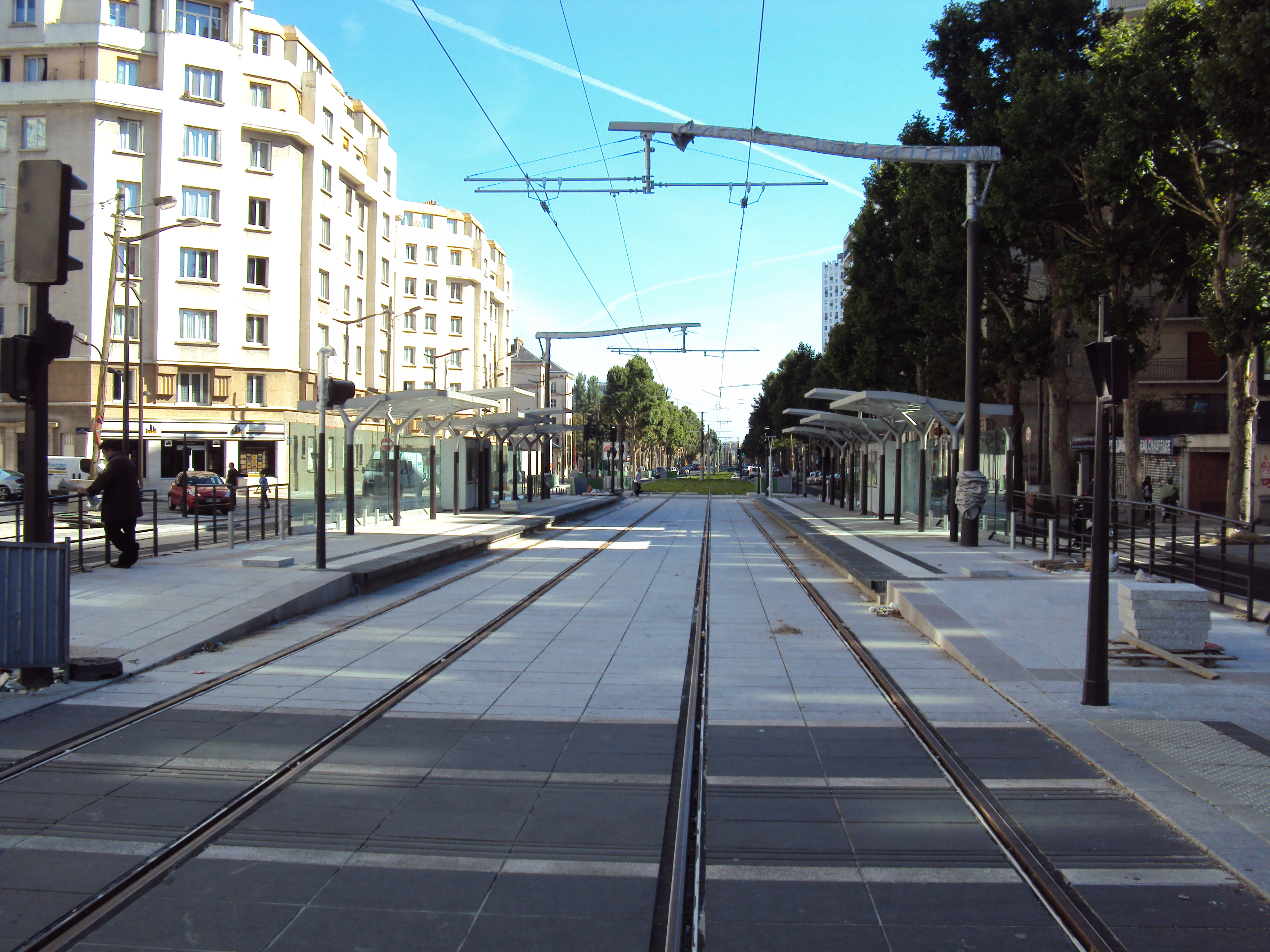
24 novembre 2018 : mise en service entre Porte de la Chapelle et Porte d’Asnières-Marguerite Long
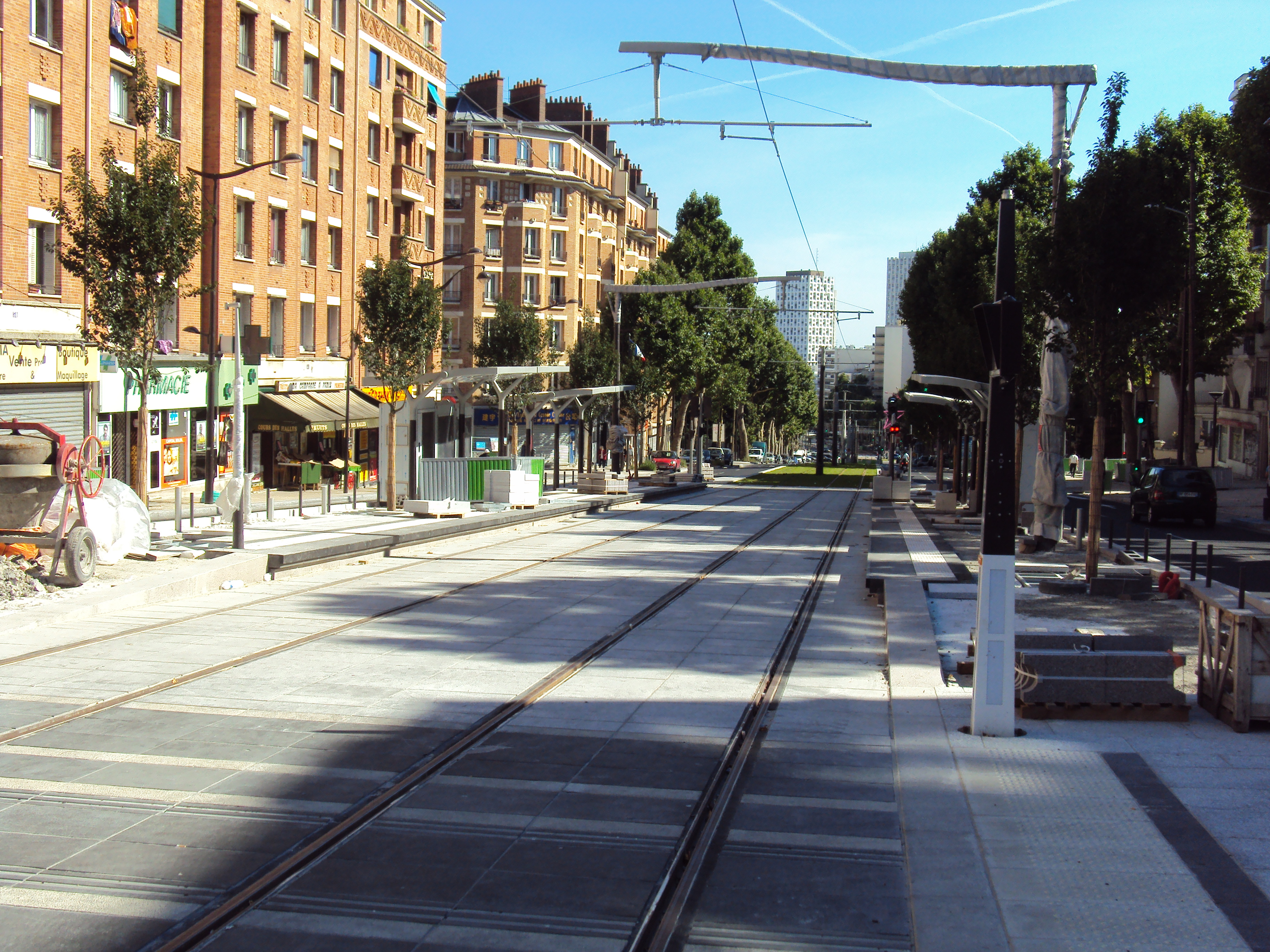
Séverine
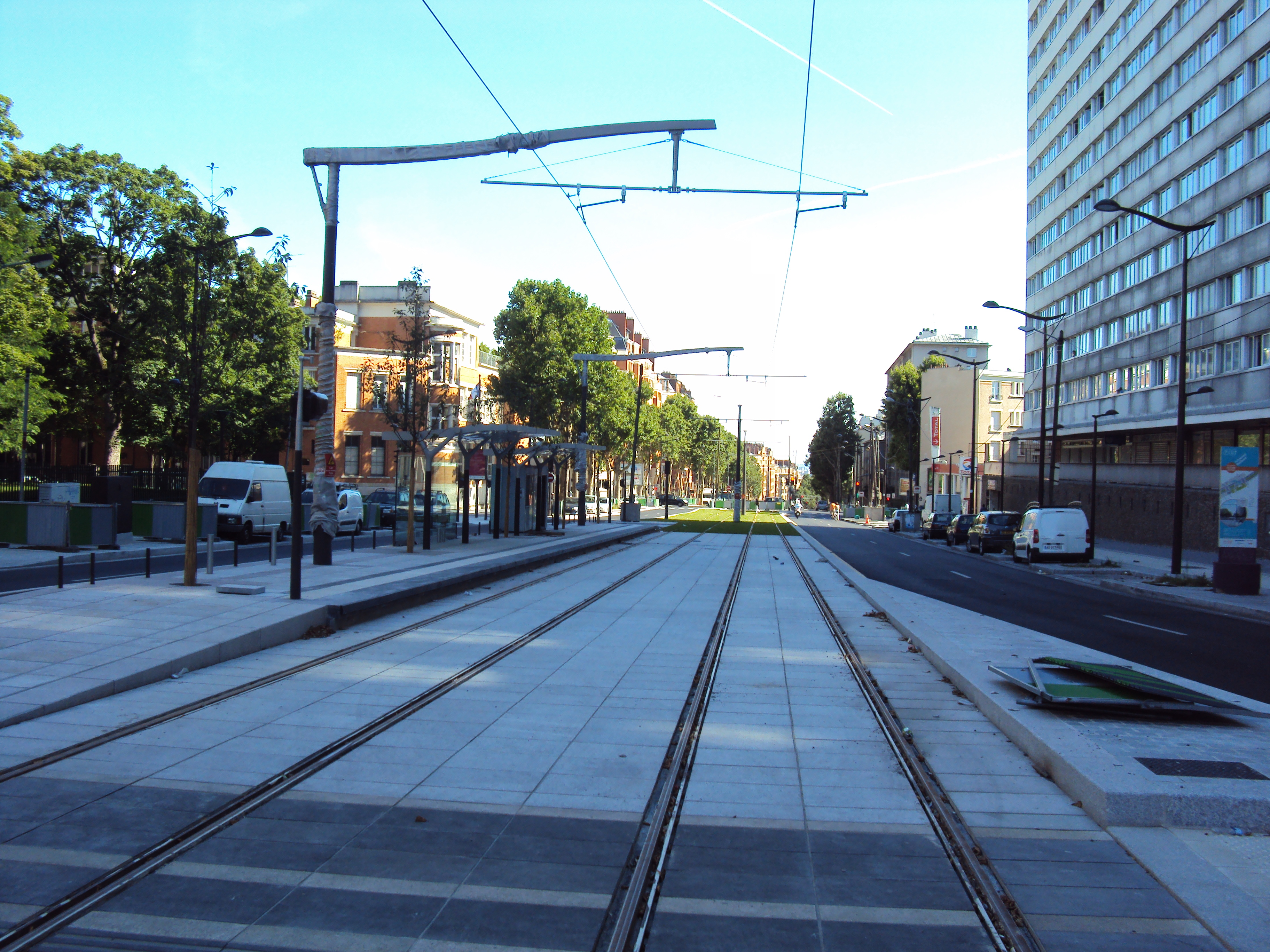
Adrienne Bolland
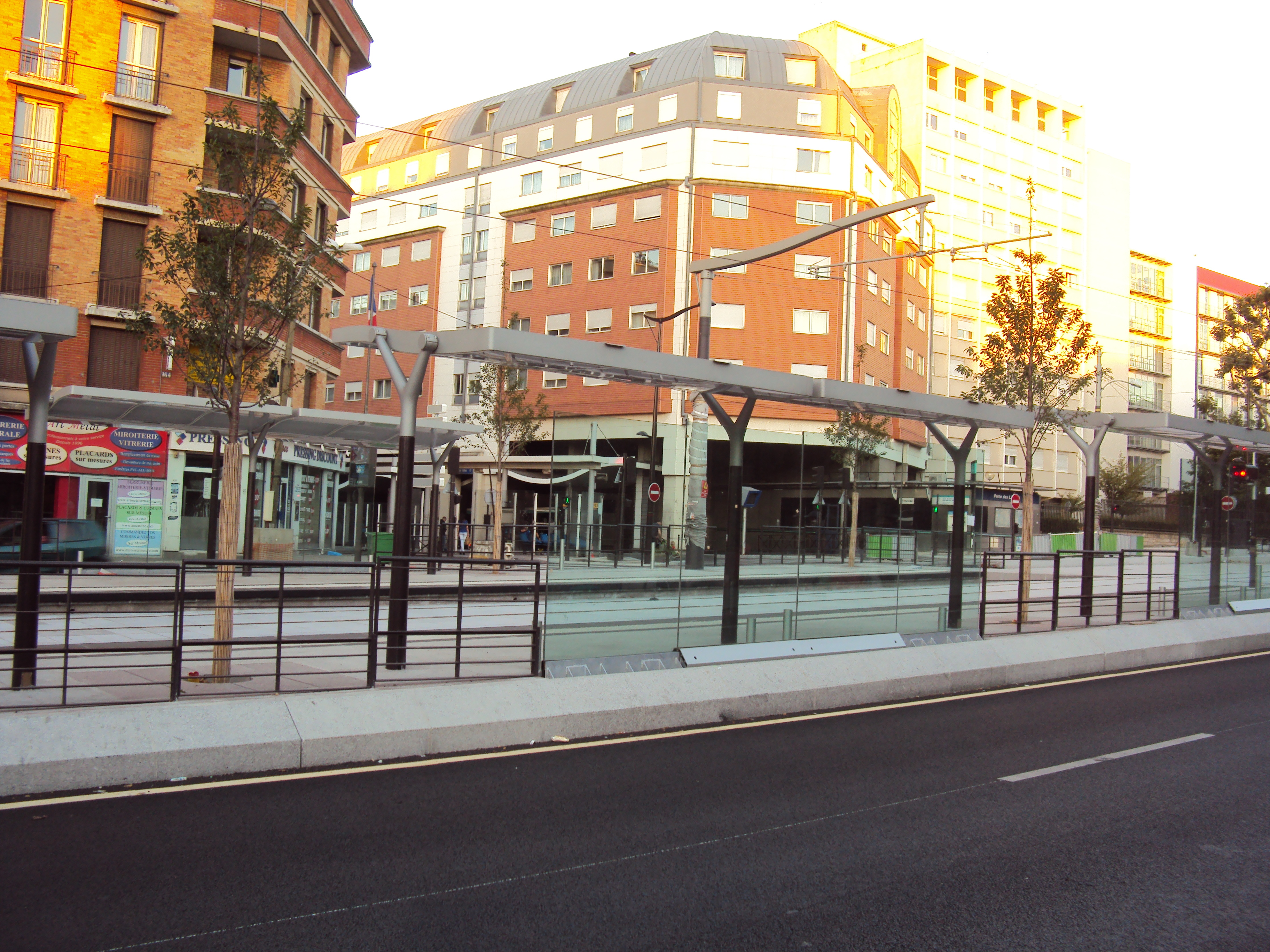
28 mars 2022 : mise en service des premiers Citadis 402 en livrée Île-de-France Mobilités en prévision du prolongement de la ligne jusqu'à Porte Dauphine[4].
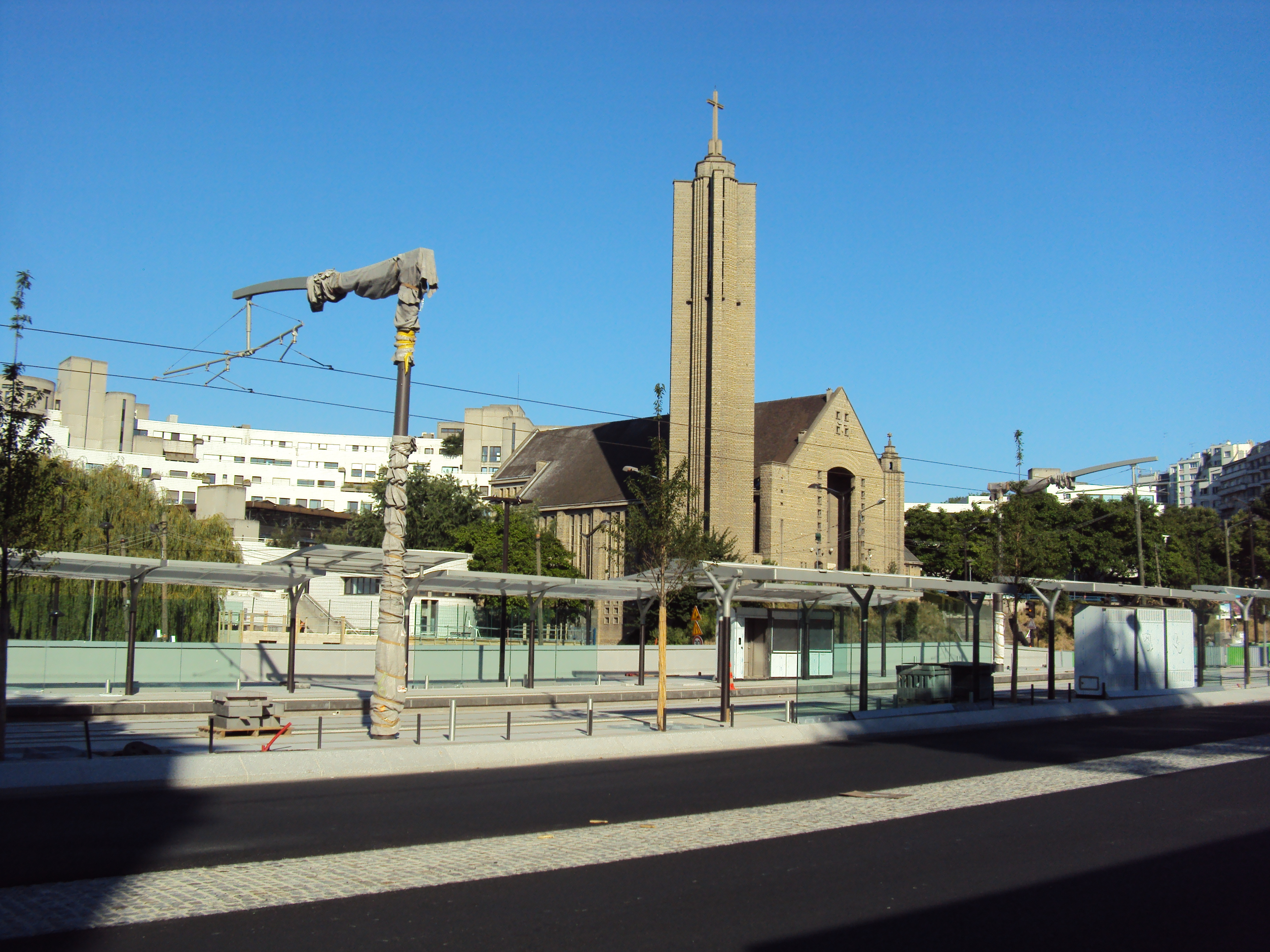
Hôpital Robert-Debré
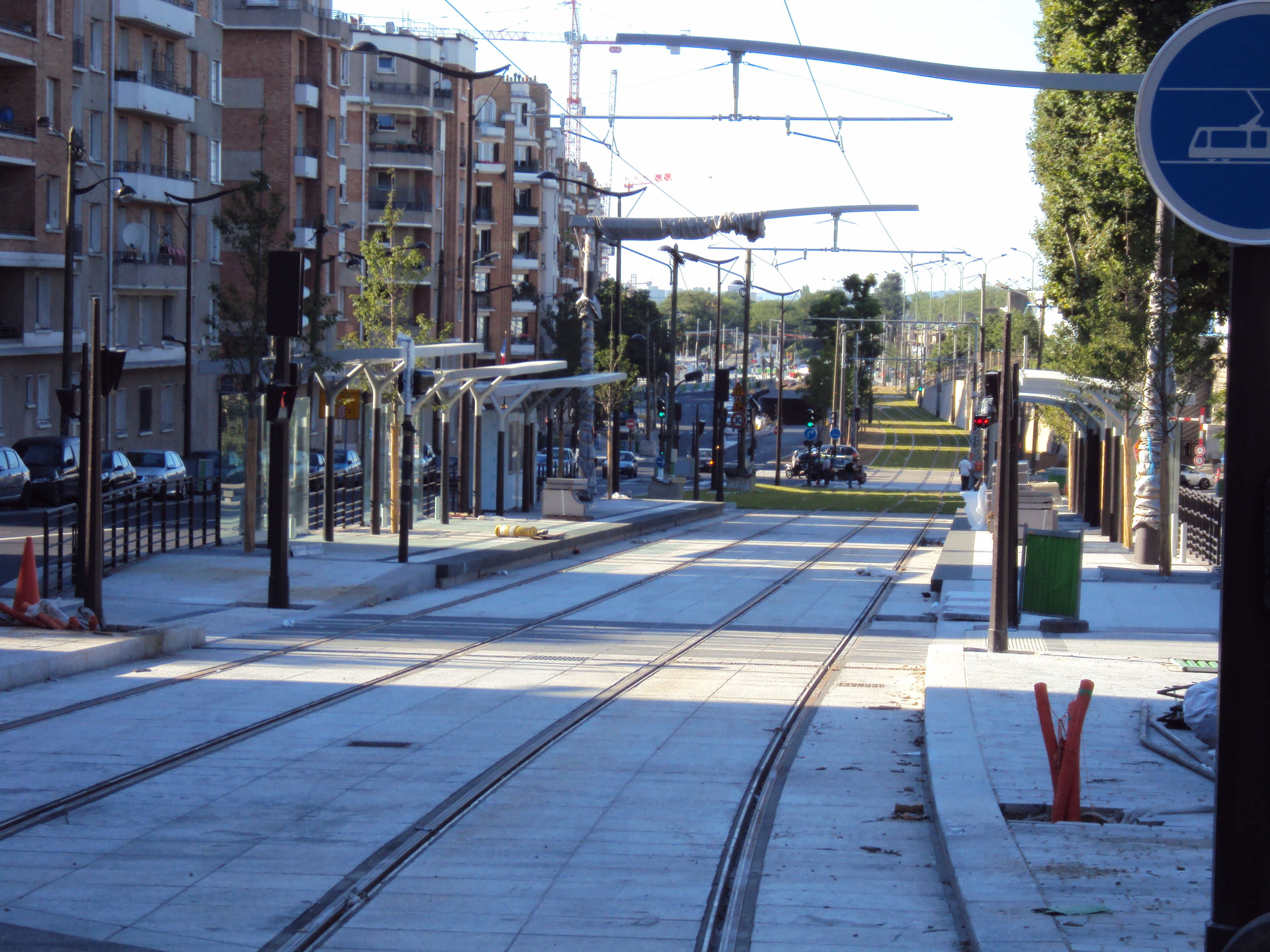
Butte-du-Chapeau-Rouge
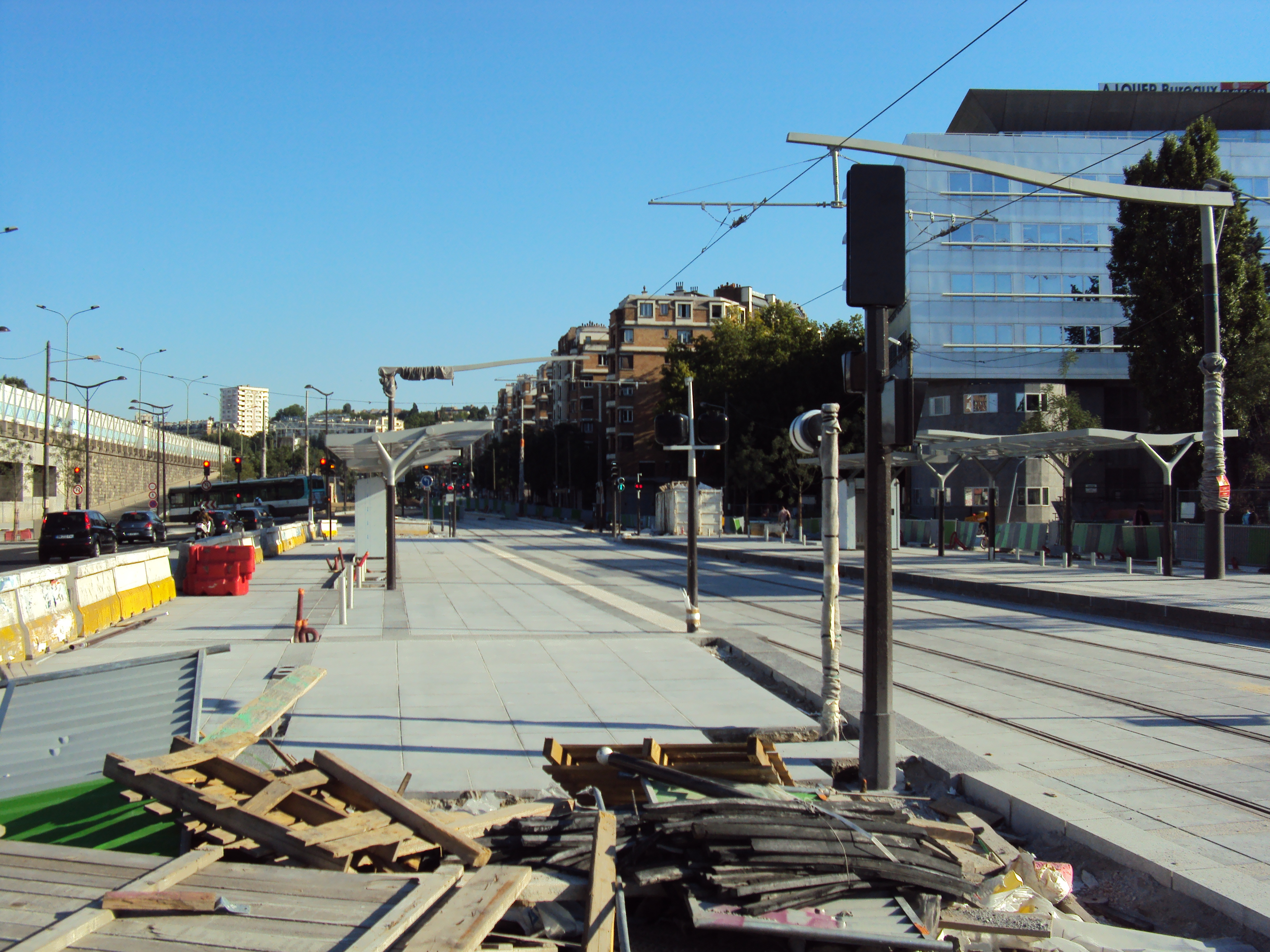
Porte de Pantin
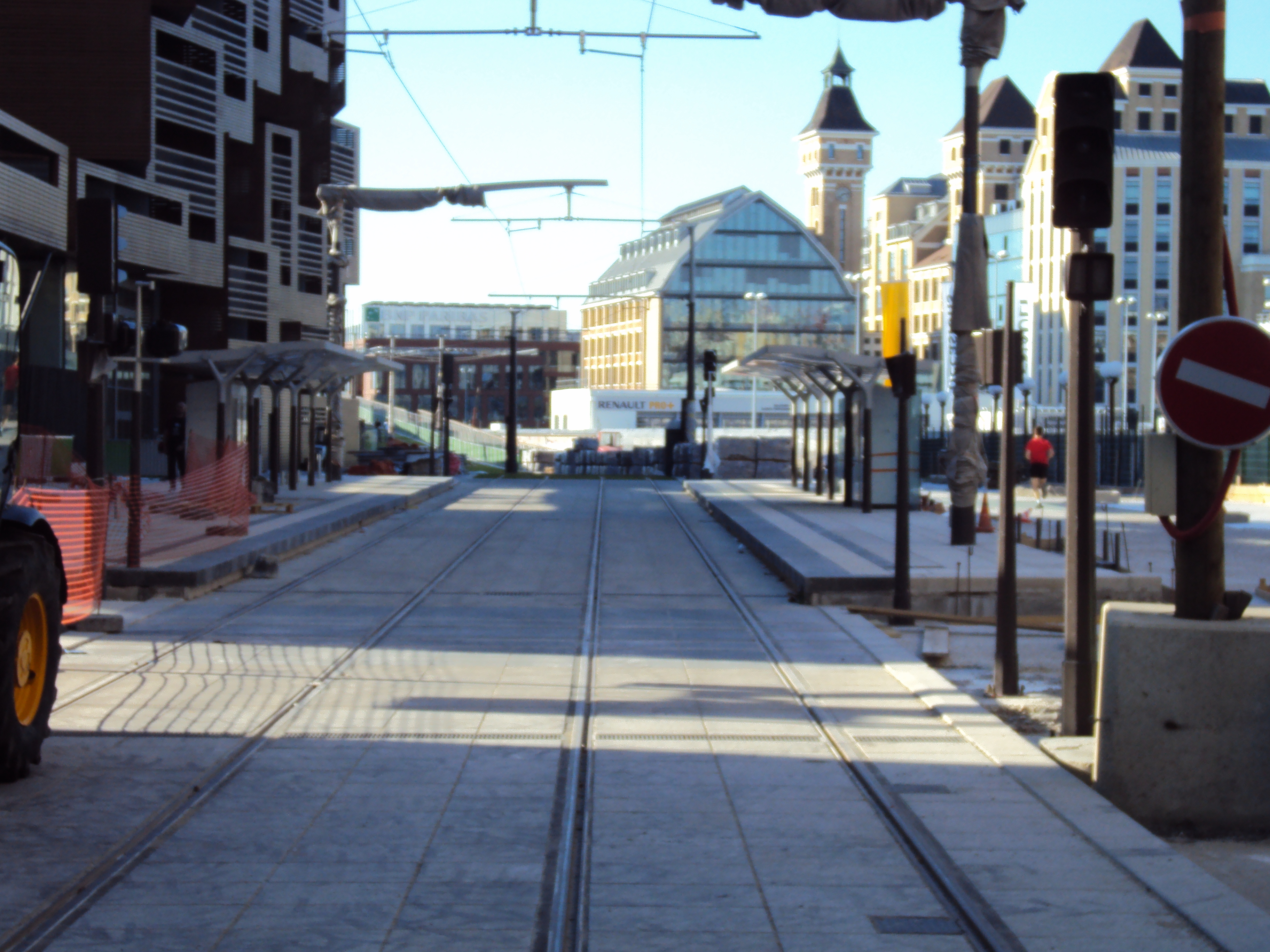
Delphine Seyrig
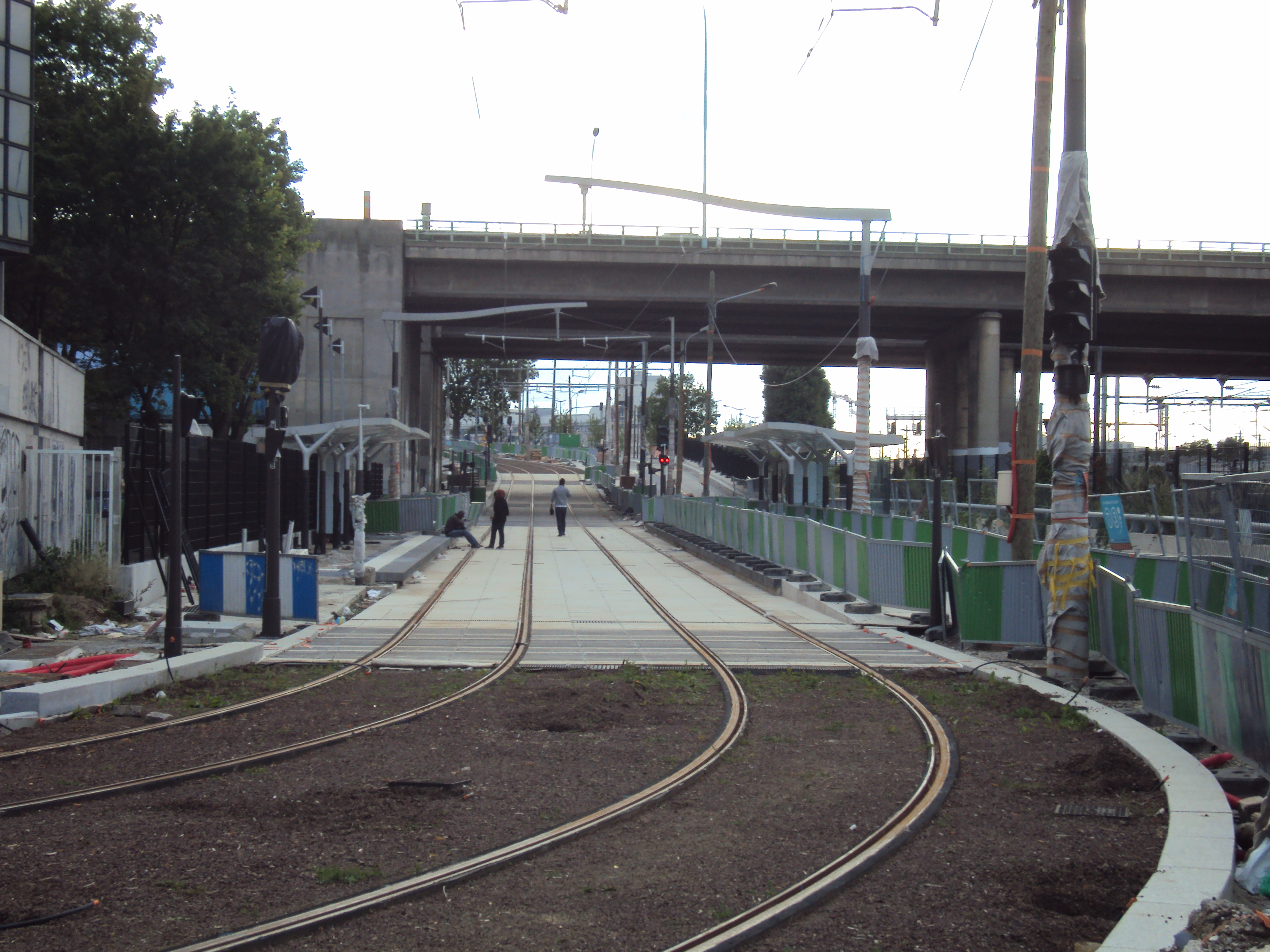
Ella Fitzgerald
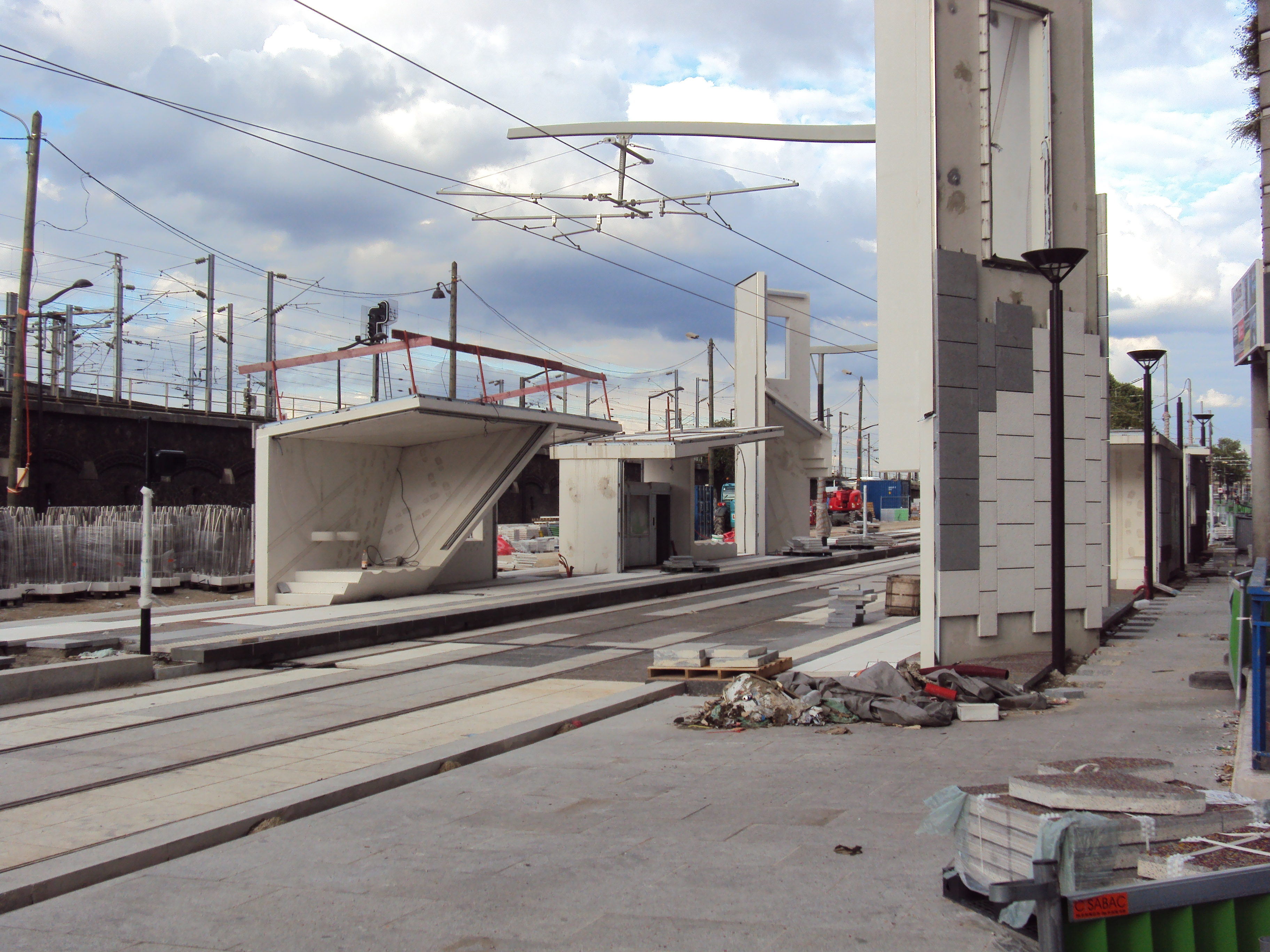
Porte de la Villette
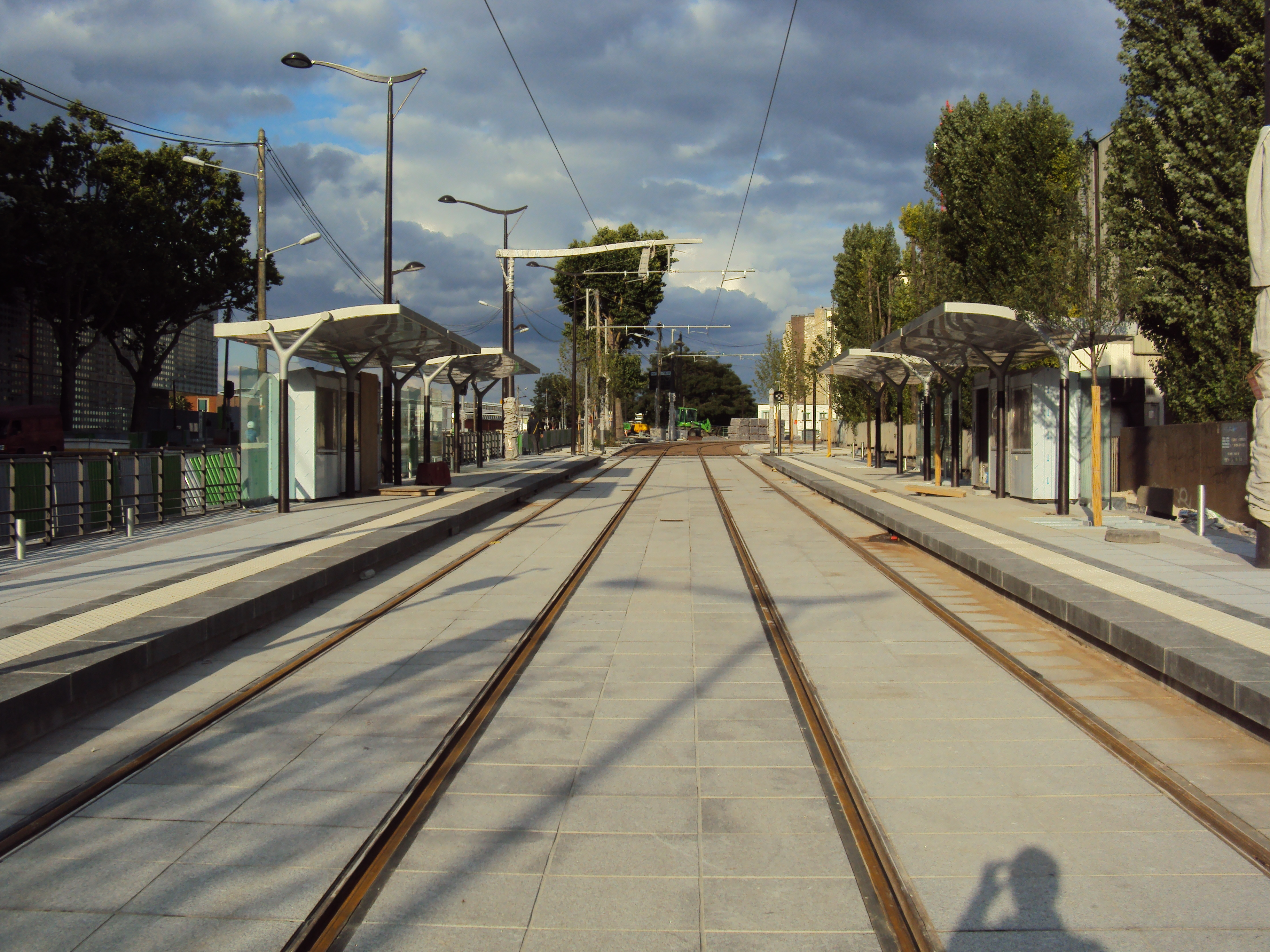
Canal Saint-Denis
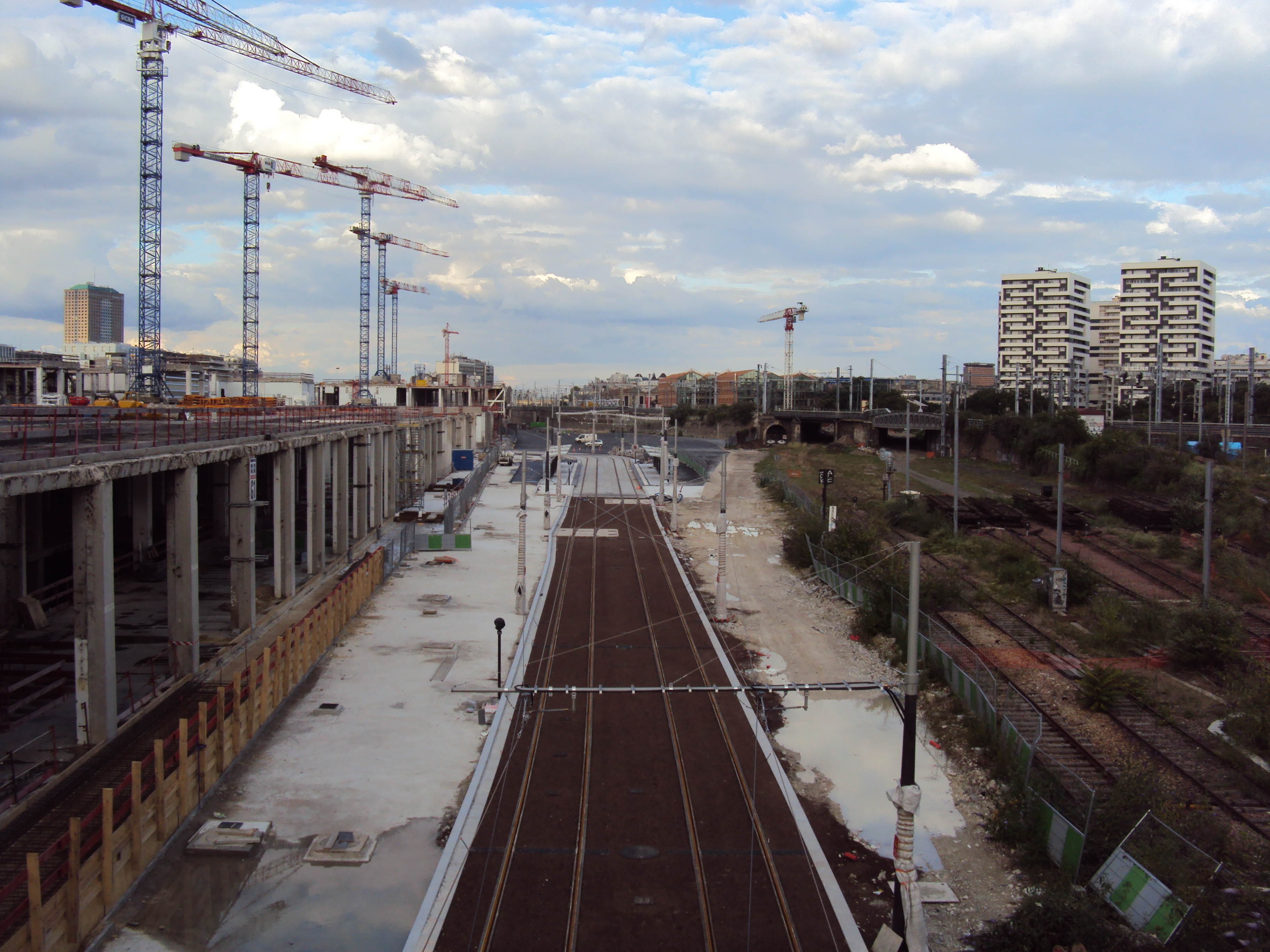
Rosa-Parks
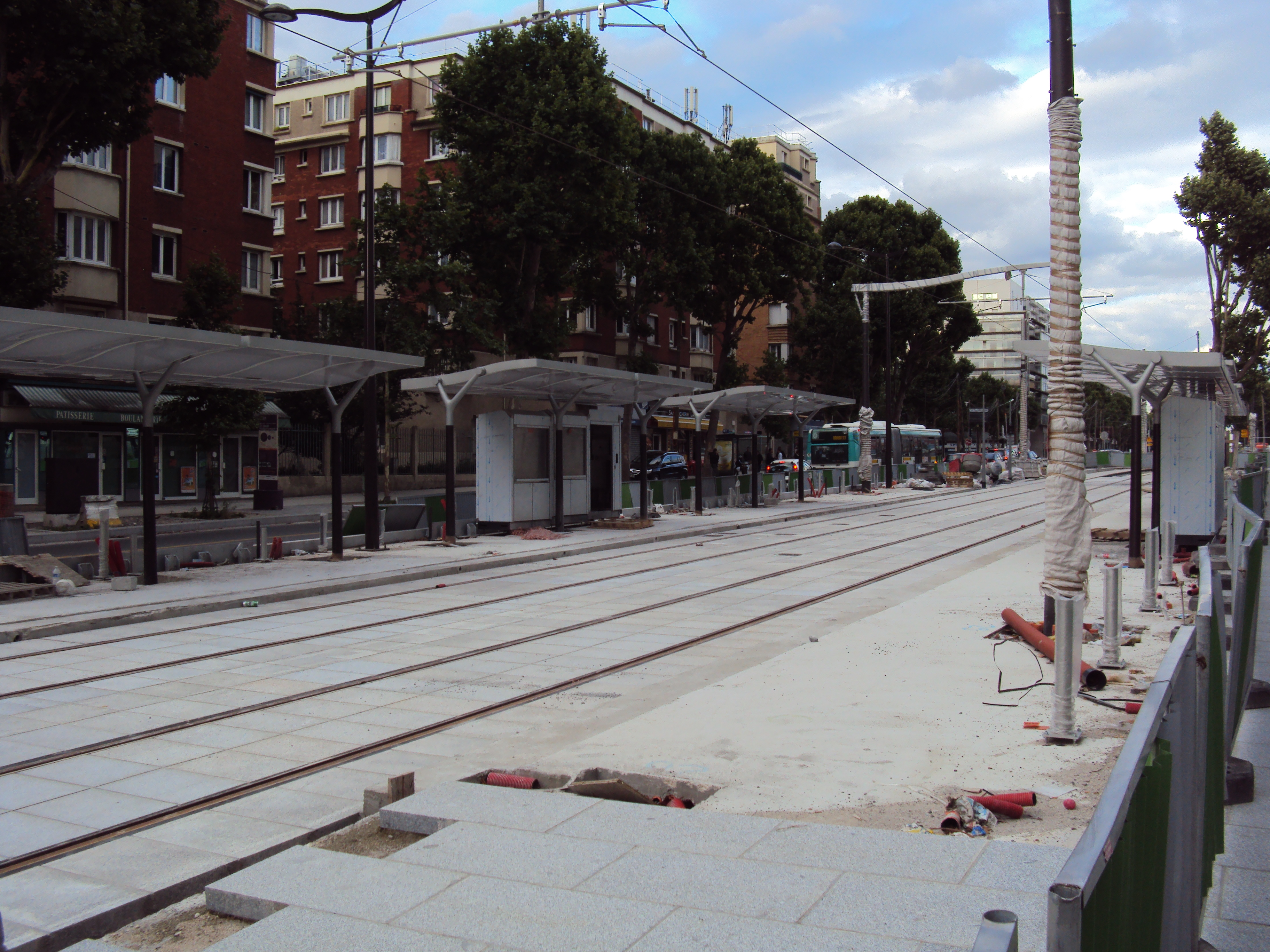
5 avril 2024 : mise en service entre Porte d'Asnières-Marguerite Long et Porte Dauphine
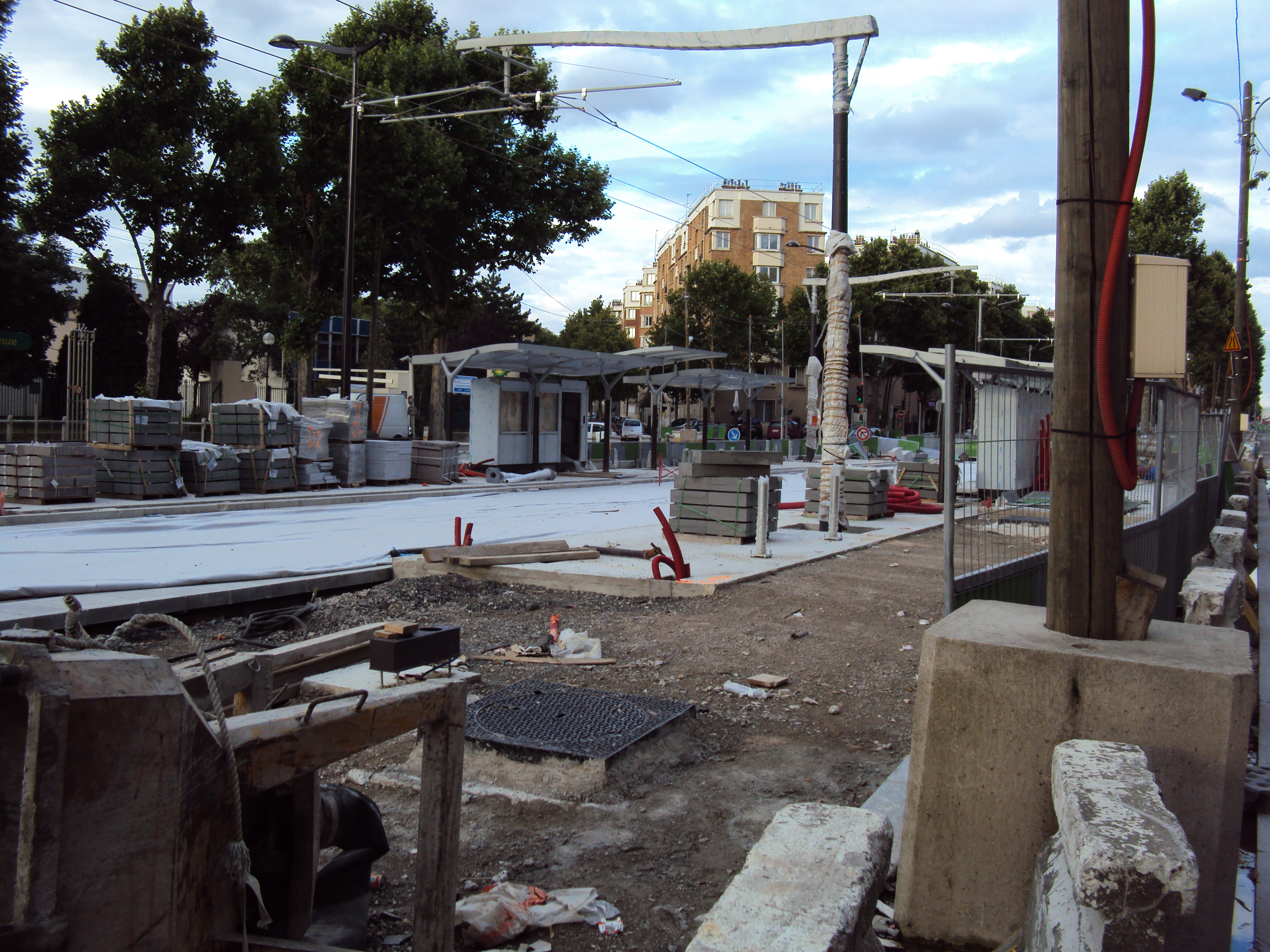
Colette Besson
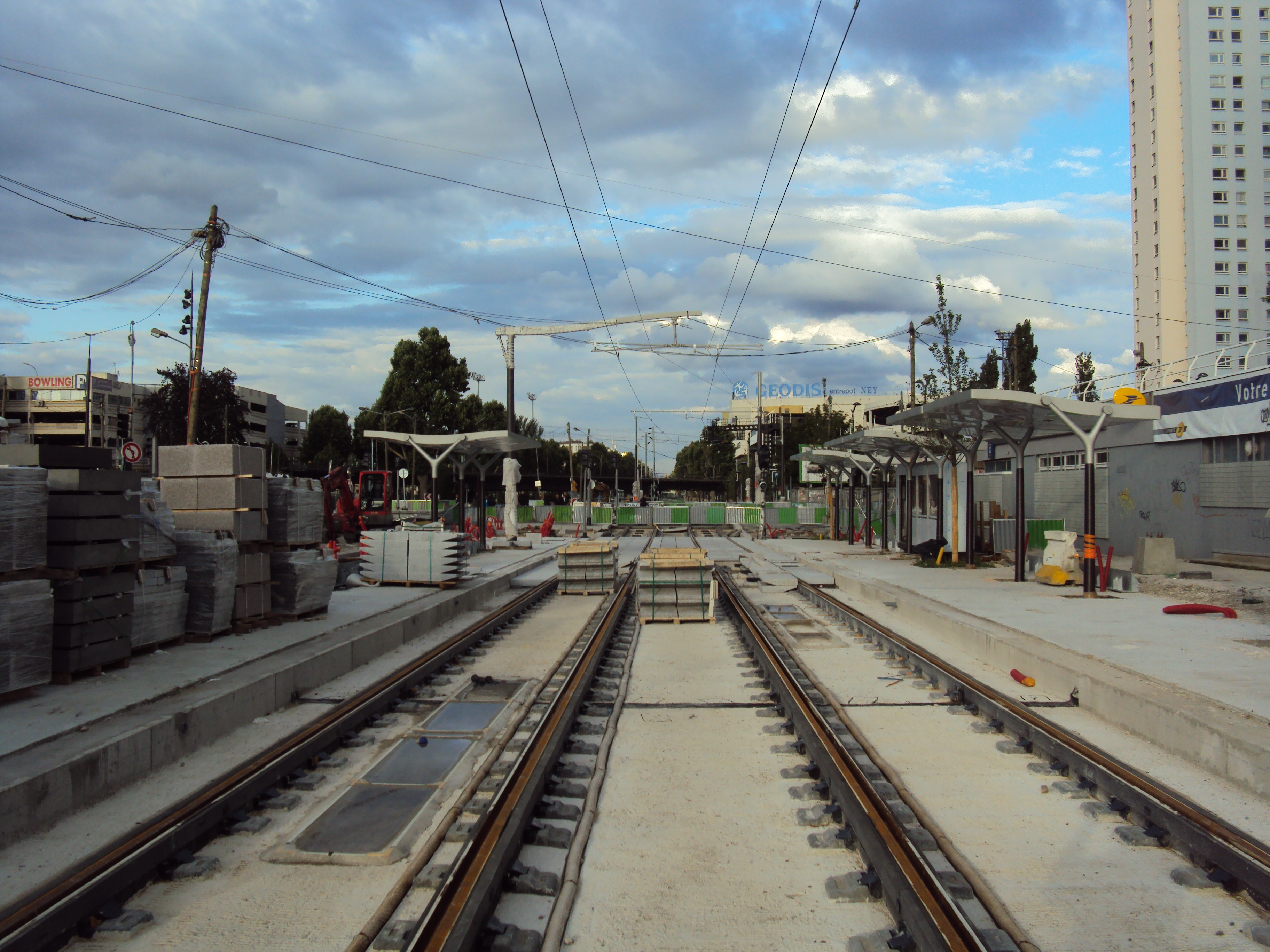
Porte de la Chapelle

### Naissance du projet

Carte des lignes T3a et T3b.

Depuis le lancement du projet de tramway des Maréchaux ou TMS, il était envisagé un prolongement de la ligne T3, de 2,4 kilomètres vers l'est jusqu'à la porte de Charenton (débat public du 30 janvier au 15 mai 2006) dans le contrat de plan 2000-2006. Le tramway devait traverser la Seine. La longueur totale aurait été alors 10,4 kilomètres.
La question du financement fait repousser cette extension, jusqu'à ce que la candidature de Paris aux Jeux olympiques de 2012 englobe ce projet dans un plus ambitieux : prolonger le tramway des Maréchaux jusqu'à la porte de la Chapelle, permettant ainsi la liaison avec le pôle olympique. Les Jeux prévoyaient aussi une extension à l'ouest du pont du Garigliano jusqu'à la porte d'Auteuil.
L'échec de la candidature parisienne retarde ces différents projets. Néanmoins, tandis que le projet d'extension ouest vers la porte d'Auteuil était ajourné, le projet d'extension est maintenu ; le débat public se tint du 30 janvier au 15 mai 2006. La mise en service de ce nouveau tronçon est alors prévue en 2012.
Dans le cadre du projet d'extension, plusieurs variantes ont été proposées dont celle consistant à sortir de la ville de Paris pour desservir une partie de Pantin. À la gare Rosa-Parks, elle devrait donner la correspondance avec le RER E et le projet de T8.
En septembre 2007, le tracé de l'extension est choisi, avec passage au niveau des Grands Moulins de Pantin. Il est finalement validé le 10 octobre par le STIF. Ce projet fait par la suite l'objet d'une enquête publique du 28 avril au 7 juin 2008, avec mise en ligne du dossier d'enquête.

### Réalisation des travaux
Les travaux démarrent en 2009 et entament leur phase active en 2010. De mars à mai 2010, l'ancien entrepôt Macdonald, le plus long bâtiment de Paris, situé entre la porte de la Villette et la porte d'Aubervilliers (19e arrondissement), est coupé en deux pour livrer passage au tramway. Ce bâtiment doit être reconverti en vue de faire partie d'un nouveau quartier d'ici fin 2013. Parallèlement, la trémie routière de la porte de la Chapelle est définitivement fermée en février 2010, et comblée en octobre. En octobre 2010, les piles de la passerelle enjambant le canal de l'Ourcq sont posées. Le premier rail de la nouvelle ligne est symboliquement soudé le 24 janvier 2011 sur le boulevard Macdonald, devant une centaine de représentants des acteurs du projet, dont le maire de Paris, Bertrand Delanoë, le président du conseil régional, Jean-Paul Huchon, ainsi que le PDG de la RATP, Pierre Mongin.
Les travaux permettent également la réalisation des dix-huit stations de la ligne.

### Naissance du T3b
Le samedi 15 décembre 2012, la longue extension du tramway des Maréchaux est scindée en deux tronçons afin de garantir une exploitation adéquate de la ligne.
Le premier tronçon consiste en un prolongement de l'ancienne ligne T3  de la porte d'Ivry à la porte de Vincennes. Ce tronçon allant dorénavant du pont du Garigliano à la porte de Vincennes est alors rebaptisé ligne T3a.
Le second tronçon est exploité comme une nouvelle ligne autonome : la ligne T3b. Elle part de la porte de Vincennes pour rejoindre la porte de la Chapelle. Durant le premier week-end d'exploitation les lignes T3a et T3b offrent un service gratuit à leurs usagers.
Une liaison complémentaire entre la porte de Vincennes et la place de la Nation est à l'étude, selon les annonces faites par Anne Hidalgo, la maire de Paris, en avril 2014, mais le programme n'était alors accompagné d'aucun calendrier.

### Extension de la Porte de la Chapelle à la Porte d'Asnières

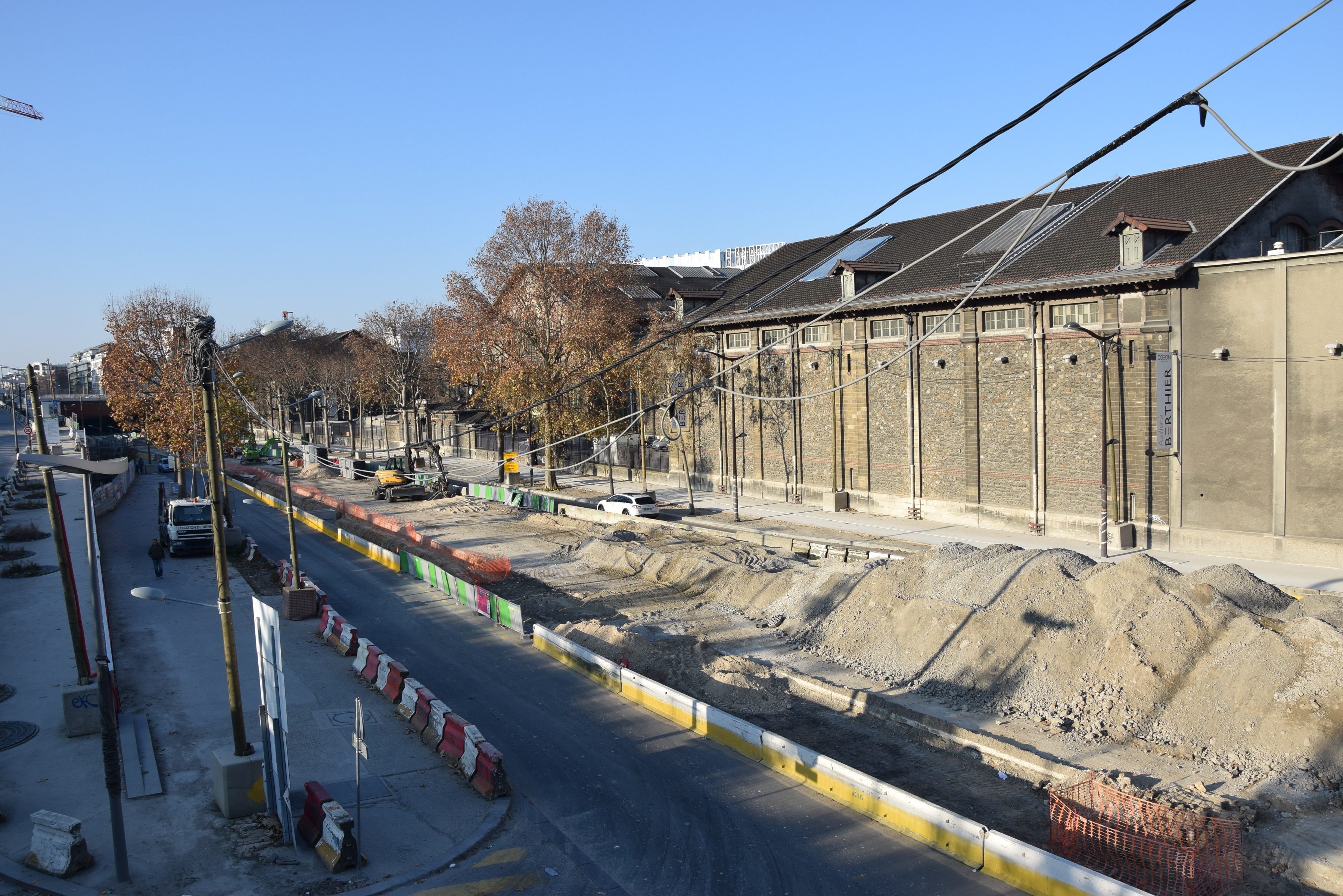
Travaux du prolongement à la porte de Clichy en décembre 2016.

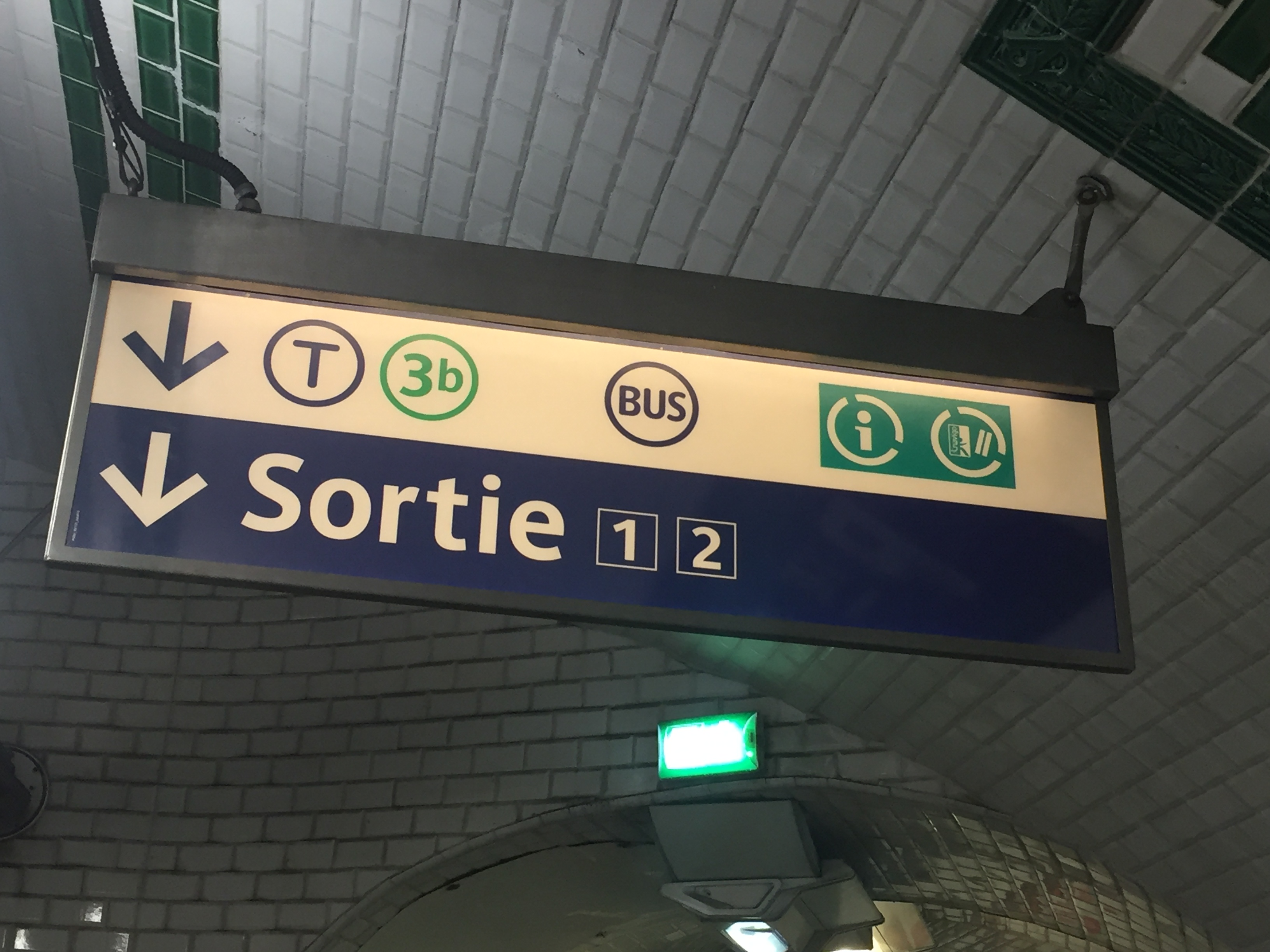
La correspondance avec le métro 13 est possible à la station Porte de Saint-Ouen.

À la suite de nombreuses demandes exprimées lors du débat public sur le prolongement du T3, il est envisagé de prolonger la ligne T3b au-delà de la porte de la Chapelle jusqu'à la porte d'Asnières. Le député Denis Baupin a exprimé le souhait de voir ce prolongement réalisé pour 2012 afin de desservir la ZAC Clichy-Batignolles et réduire la saturation de la ligne 13 du métro.
Le conseil du STIF du 10 octobre 2007 a indiqué que ce prolongement ne pouvait se faire sans apport financier de l'État. De ce fait, cette section sera alors peut-être réalisée dans le cadre du contrat de plan État-Région 2014-2020.
Le 29 septembre 2009, les élus Verts au Conseil de Paris, ont déposé un projet de délibération qui propose de récupérer les deux cents millions d'euros consacrés à la rénovation d'un stade de rugby, le stade Jean-Bouin, pour les attribuer au prolongement du tramway des Maréchaux, de la porte de la Chapelle (18e) à la porte d'Asnières (17e). Le maire de Paris s'oppose toutefois à cette proposition. Le 2 septembre 2010, Annick Lepetit, adjointe au maire de Paris chargée des transports, annonce que le débat public serait lancé dès janvier 2011 pour un début des travaux en 2014. Un mois plus tard, le 4 octobre, le STIF approuve cette future extension qui devrait voir le jour en 2017 : l'extension de 4,7 kilomètres porte la longueur du T3b à 14,3 kilomètres. L'extension prévue comportera six ou sept nouvelles stations, pour un coût d'infrastructure et d'équipement évalué à 205 millions d'euros hors taxes, aux conditions économiques de janvier 2010, auxquels s'ajoutent 41 millions d'euros pour l'achat de douze rames supplémentaires,.
La concertation concernant ce prolongement a lieu du 17 janvier 2011 au 18 février. Ce prolongement concerne directement plus de 600 000 habitants et 384 000 emplois. Il devrait permettre de desservir la ZAC Clichy-Batignolles dans le 17e arrondissement, avec notamment la future cité judiciaire de Paris, ainsi que la ZAC Chapelle International dans le 18e arrondissement. Depuis le 15 décembre 2012, il est en correspondance avec la ligne 12, par ailleurs prolongée à Front populaire à la limite des communes de Saint-Denis et d'Aubervilliers. En outre, il doit assurer une correspondance avec la ligne 14, qui doit être prolongée jusqu'à Mairie de Saint-Ouen. Le calendrier prévoit le début des travaux pour 2014 pour une mise en service en 2017. En revanche, le financement du projet reste flou, les élus parisiens, ainsi que des sénateurs dans leur rapport sur le futur tribunal de grande instance, souhaitant que l'État participe, contrairement à l'extension de la ligne de la porte d'Ivry à la porte de la Chapelle, entièrement financée par la Ville et la Région.

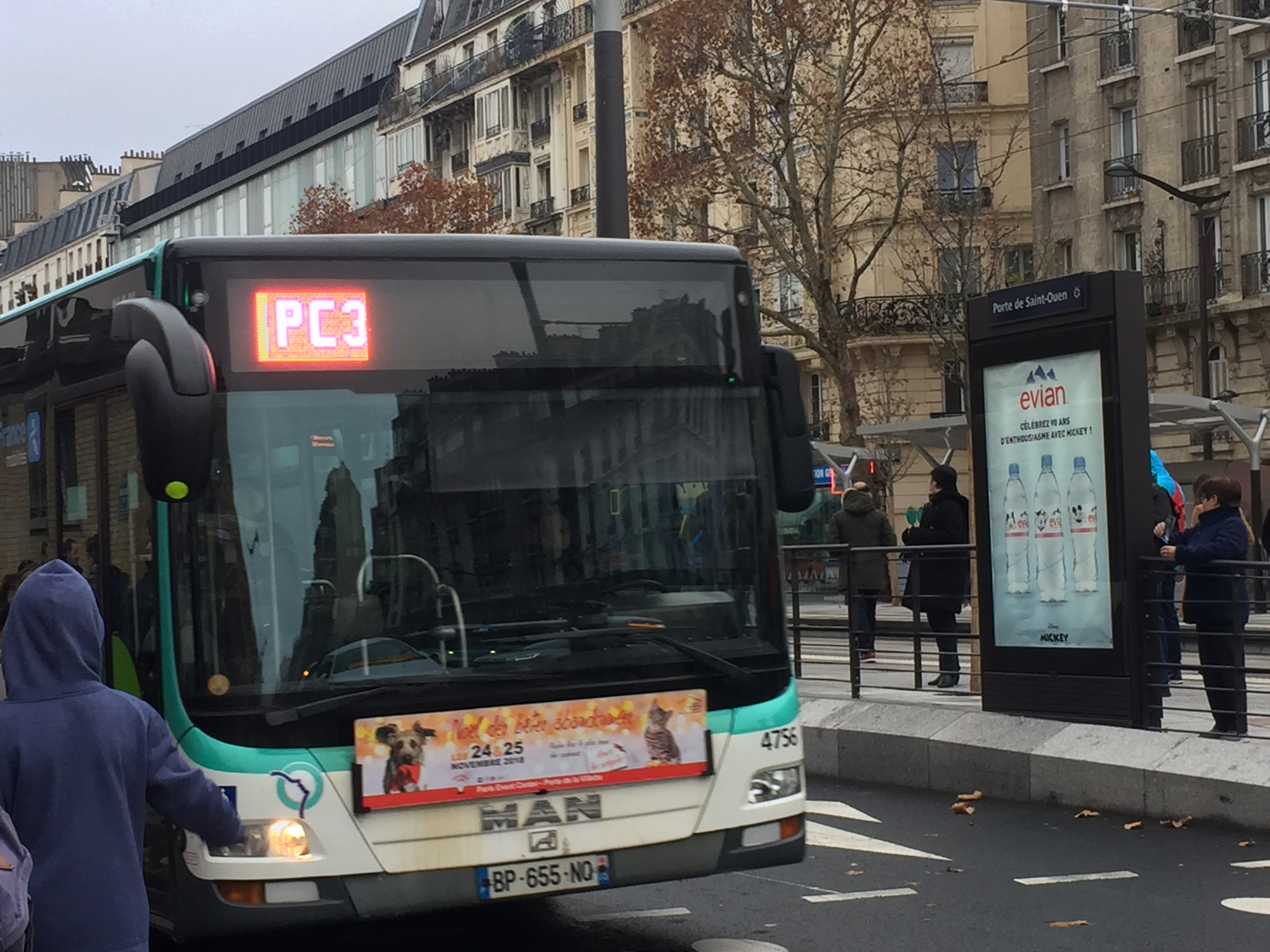
Le bus PC 3 le jour de sa dernière circulation.

Le 6 juillet 2011, à la suite de la concertation publique, le STIF approuve le projet du prolongement du T3 entre Porte de la Chapelle et Porte d’Asnières. Dans la foulée, il lance les études du projet sur les bases du tracé soumis à la concertation, la réalisation du dossier d’enquête publique et toutes les études y afférentes (schéma de principe, étude d’impact, dossiers de sécurité…). De plus, le conseil indique qu'il y a une forte attente pour un quatrième prolongement de la ligne au-delà de la porte d'Asnières. Le 13 décembre 2012, deux jours avant l'inauguration de la ligne T3b, le STIF annonce la tenue de l'enquête publique sur le prolongement mi-2013, avec une ouverture toujours prévue fin 2017, un temps de parcours d'environ 13 minutes, et une estimation de trafic de 76 000 voyageurs par jour. Le coût des travaux est dorénavant estimé à 240 millions d'euros, dont 47 pour l'achat des nouvelles rames nécessaires à sa desserte. L'enquête publique a lieu du 27 mai au 27 juin 2013,. En octobre 2013, la commission d’enquête publique a rendu son rapport et donné un avis favorable au projet. Elle a néanmoins exprimé des réserves sur le coût de ce tronçon de 4,3 kilomètres qui serait, selon la commission d’enquête, « très élevé au kilomètre ». Par ailleurs, la commission d’enquête a regretté que le T3 ne soit pas d’emblée prolongé jusqu’à Porte Maillot. Les travaux de prolongement entre la porte de la Chapelle et la porte d'Asnières ont commencé le 31 mars 2014 pour un achèvement prévu en décembre 2017.
En mars 2016, la mise en service est reportée à l'automne 2018 en raison de la découverte d'amiante dans la chaussée. Elle intervient le 24 novembre 2018 et remplace le bus PC 3. Au-delà d'un simple prolongement ce tronçon est en correspondance avec les deux branches de la ligne 13 du métro, la ligne 4 et le RER C, ce qui incite Île-de-France Mobilités à renforcer la fréquence de la ligne, 90 000 voyageurs quotidiens devant s'ajouter aux 130 000 du tracé antérieur.
Le prolongement est l'occasion de travaux de voirie pour créer 8,6 km de nouvelles pistes cyclables et d'élargir les trottoirs. Des îlots végétalisés sont créés et 184 arbres supplémentaires plantés alors la plateforme du tramway est tapissée de 7 000 m2 de gazon.

### Extension de la porte d’Asnières à la porte Dauphine

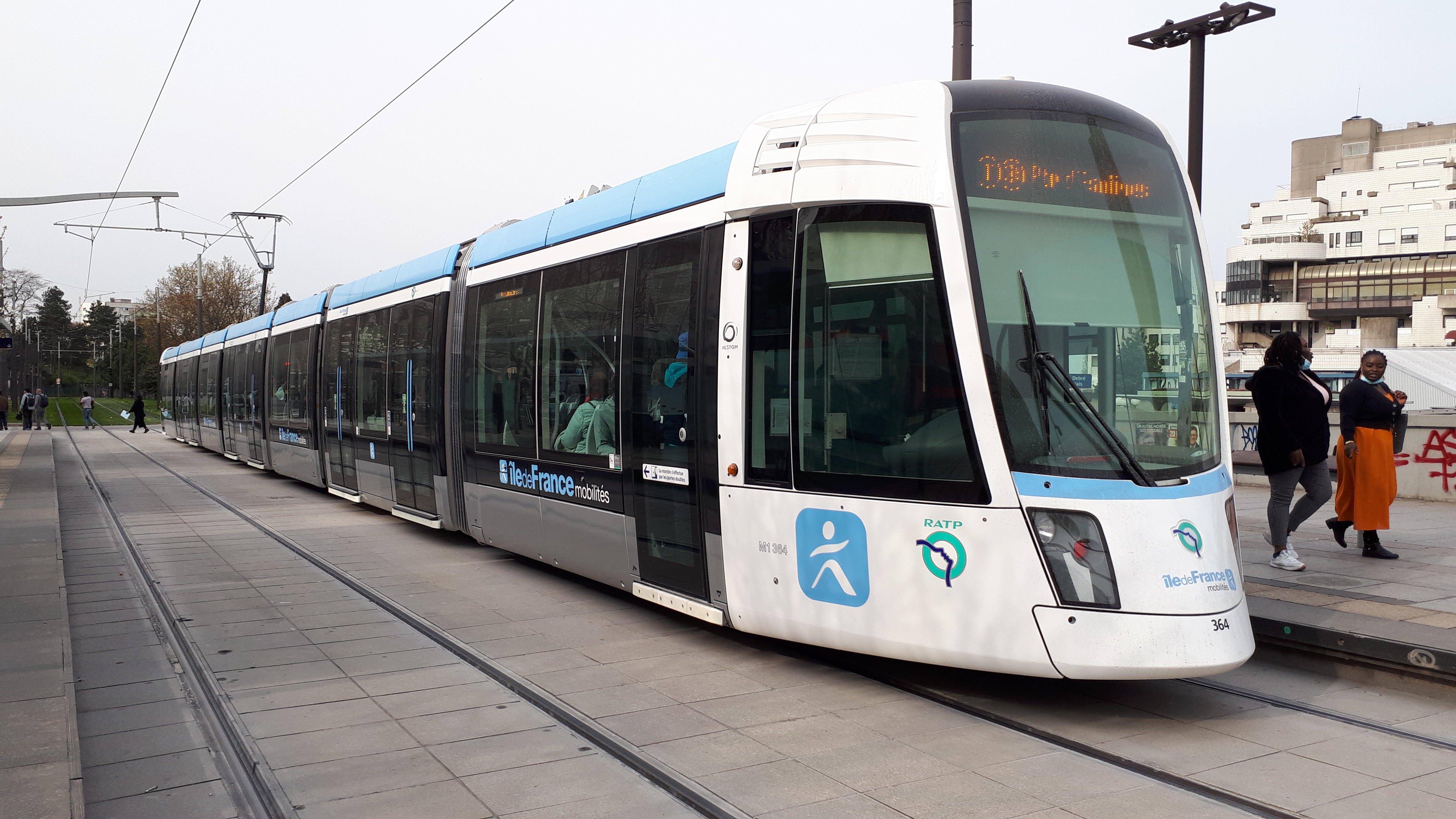
Une rame en livrée Île-de-France Mobilités, destinée au prolongement de la ligne jusqu'à Porte Dauphine, vue ici à la station Hôpital Robert Debré.

En 2010, Annick Lepetit estime que la boucle sera prolongée de la porte d’Asnières « au moins jusqu'à la porte Maillot ». En avril 2014, la maire de Paris, Anne Hidalgo, annonce sa volonté de prolonger le tramway jusqu’à la porte Maillot.
Le 11 février 2015, le syndicat des transports d'Île-de-France approuve en Conseil le financement d'une convention de 3 millions d'euros qui doit permettre de réaliser une première série d’études pour présenter ce projet de prolongement au public dans le cadre de la concertation et de l’enquête publique.
Le 7 octobre 2015, le STIF valide le dossier du prolongement mais jusqu'à porte Dauphine. La concertation se déroule du 18 janvier au 21 février 2016.
Le 12 décembre 2017, le Conseil de Paris avalise le projet de tracé et le lendemain Île-de-France Mobilités (ex-STIF) entérine le prolongement du T3 à la porte Dauphine et le financement des prochaines étapes, pour une mise en service à l'horizon 2023.
Une enquête publique est organisée du 26 septembre au 31 octobre 2018 pour un démarrage des travaux un an plus tard, avec une mise en service prévue en avril 2024.
Les noms des futures stations sont officialisés le 14 septembre 2023,.
La mise en service du prolongement jusqu'à la porte Dauphine a eu lieu le 5 avril 2024. Elle prolonge la ligne de 3,2 km pour un tracé total de 17,5 km.
Ce prolongement permet d'offrir des correspondances avec la ligne 1, la ligne 2 et la ligne 3 ainsi que le RER C et le RER E, lequel est prolongé quelques semaines plus tard jusqu'à Nanterre-La Folie. Cette connectivité accrue incite Île-de-France Mobilités à renforcer la fréquence de la ligne, 74,000 voyageurs quotidiens sur ce tronçon qui s'ajoutera aux 211 000 du reste de la ligne .
Le prolongement à la porte Dauphine a été l'occasion de travaux de voirie pour créer 6,4 km de nouvelles pistes cyclables et d'élargir les trottoirs. Dans le cadre du prolongement, 9 nouvelles rames ont été commandés par IDFM, des îlots végétalisés supplémentaires sont créés et plus de 250 arbres supplémentaires plantés alors la plateforme du tramway est tapissée de 14 000 m2 de gazon.

## Tracé et stations

### Tracé

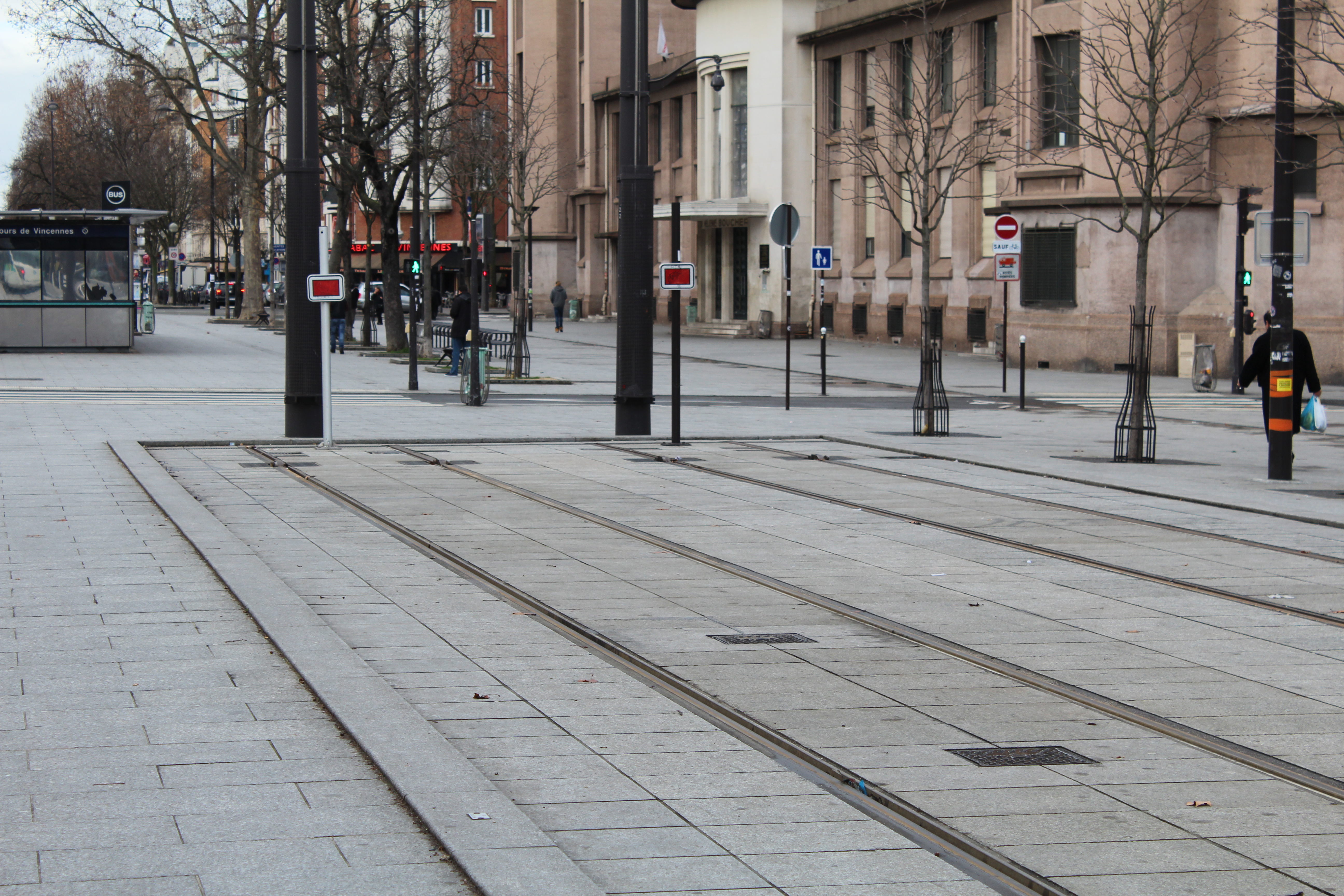
Terminus de la ligne à porte de Vincennes.

La ligne relie la porte de Vincennes, à l'est de Paris, à la porte Dauphine à l'ouest, le long d'un tracé approximativement en quart de cercle à travers les 20e, 19e, 18e, 17e et 16e arrondissements de Paris. Elle dessert  trente-trois stations réparties sur plus d'un quart de la périphérie de Paris. La voie possède un écartement des rails standard de 1 435 mm.
Le terminus sud-est de la ligne se situe en position latérale sur le côté nord du cours de Vincennes dans le 20e arrondissement, à proximité immédiate de la ligne 1 du métro et sous le viaduc de la ligne de Petite Ceinture. Il possède deux voies se prolongeant en tiroir. Le terminus de la ligne 3a possède une configuration identique, mais du côté sud du cours. Une traversée piétonne de cette large voie est nécessaire pour emprunter les deux lignes en correspondance. La ligne 3b se dirige vers l'est en position latérale et bifurque au nord sur le boulevard Davout, après une jonction de service à double voie avec la ligne 3a, qui s'oriente, elle vers le sud, le long du boulevard Soult.

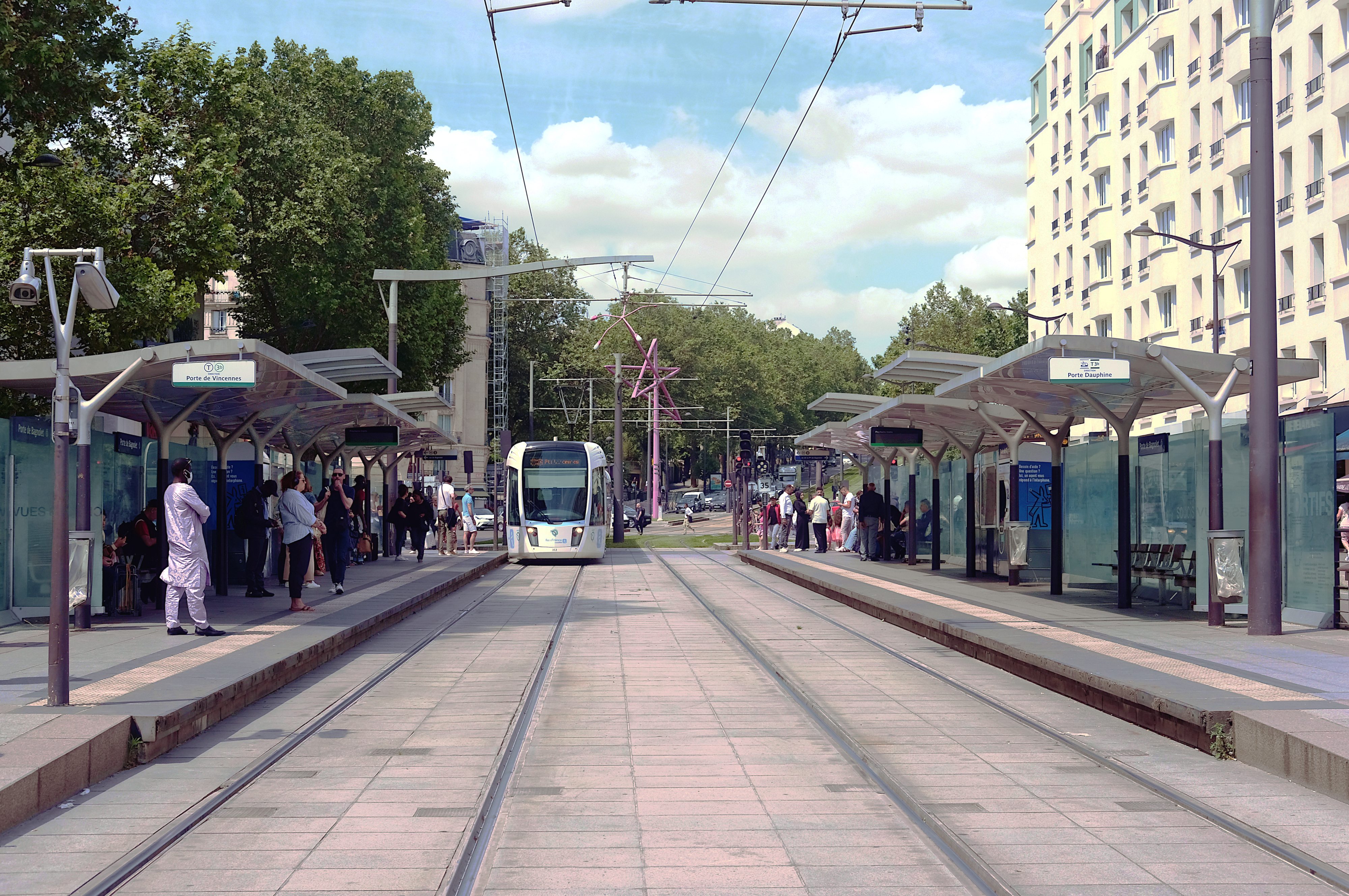
La station porte de Bagnolet du T3b sur le boulevard Davout.

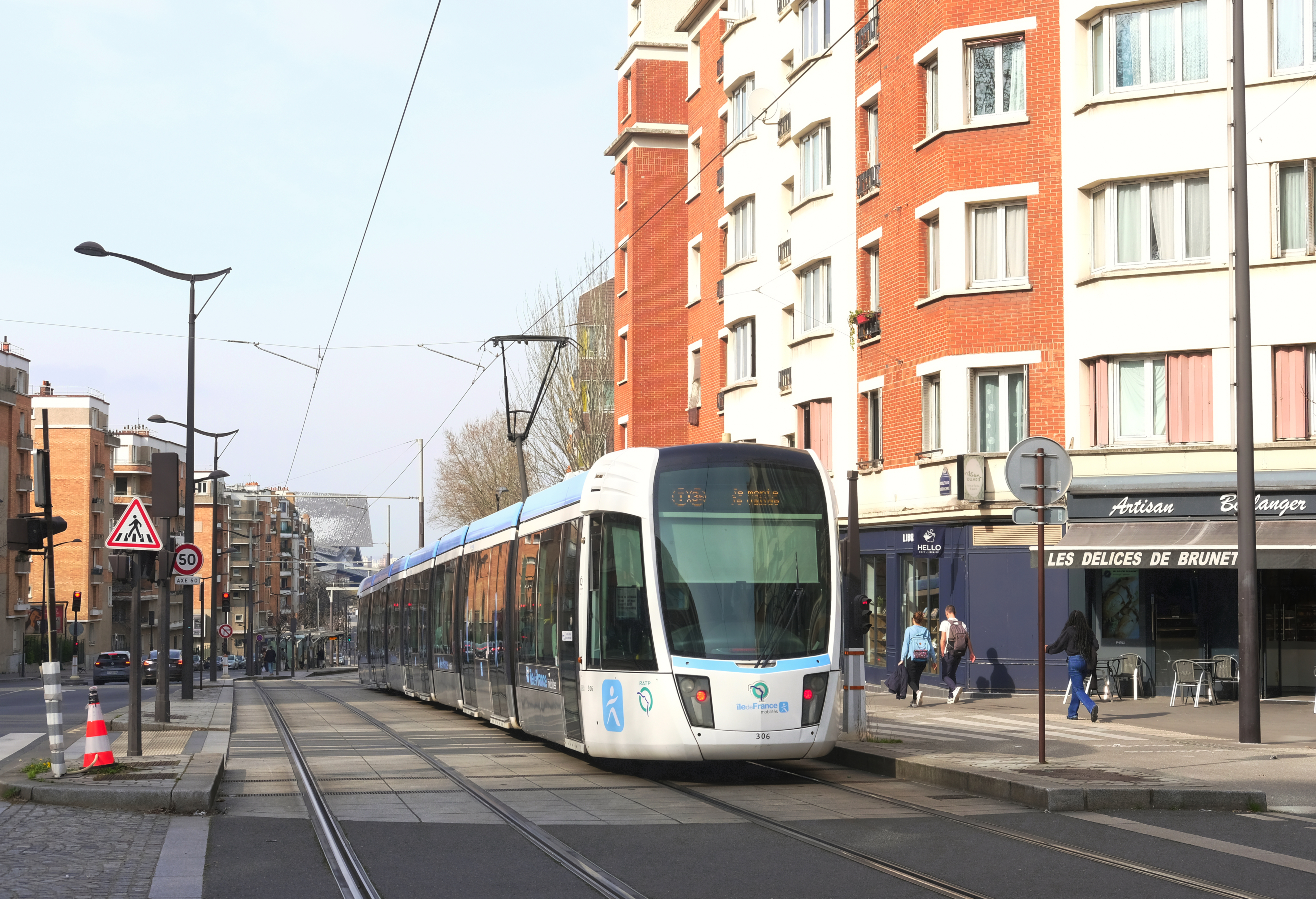
Passage du T3b sur le boulevard d'Indochine.

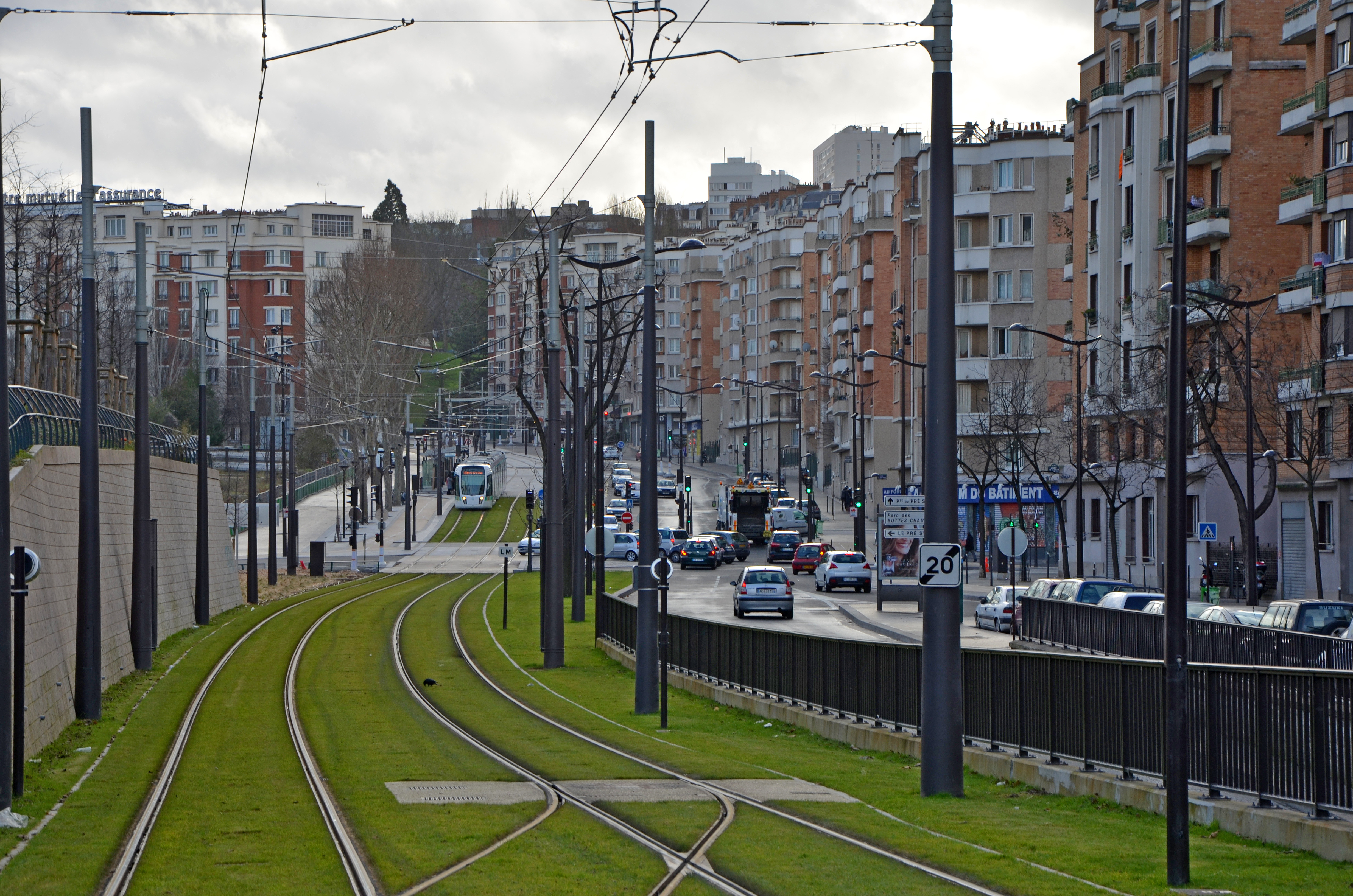
La ligne passe par la porte Chaumont, en décembre 2012.

La ligne suit le boulevard Davout, franchit la porte de Montreuil et entame une longue ascension sur la colline de Belleville, en position axiale. Après la porte de Bagnolet, où une communication entre les deux voies permet d'assurer, le cas échéant, le rebroussement des rames assurant un service provisoire - ou partiel - en cas d'incident, la ligne se poursuit cette fois sur le boulevard Mortier en rampe prononcée, jusqu'au carrefour de la rue Saint-Fargeau. Elle atteint peu après son point culminant à environ 120 m d'altitude, dessert la station Adrienne-Bolland, à quais décalés, et se poursuit en légère pente jusqu'à la porte des Lilas, où une communication permet également d'assurer un service partiel. Le tracé pénètre alors dans le 19e arrondissement de Paris par le boulevard Sérurier en position axiale. Il emprunte alors le boulevard d'Algérie et entame une longue descente relativement sinueuse, en position latérale côté est, en contrebas de l'hôpital Robert-Debré et du parc de la Butte-du-Chapeau-Rouge. Après avoir longé le boulevard d'Indochine où s'achève la descente, puis retrouvé le boulevard Sérurier, il atteint la porte de Pantin. La ligne s'oriente alors vers l'est et passe sous le viaduc du boulevard périphérique de Paris ; une jonction à double voie permet de relier, depuis les deux sens, l'atelier de maintenance situé sous le stade Jules-Ladoumègue. Pour atteindre l'atelier, la double voie de desserte longe le boulevard périphérique sur son côté est. La ligne s'incurve alors de nouveau vers le nord. Elle longe, en limite de la commune de Pantin et du département de la Seine-Saint-Denis, la route des Petits-Ponts, puis la rue Delphine-Seyrig, où elle longe l'atelier de maintenance. Elle franchit alors le canal de l'Ourcq par un viaduc, longe la rue Ella-Fitzgerald ainsi que les Grands Moulins de Pantin puis s'oriente vers l'ouest, le long de la rue de la Clôture.

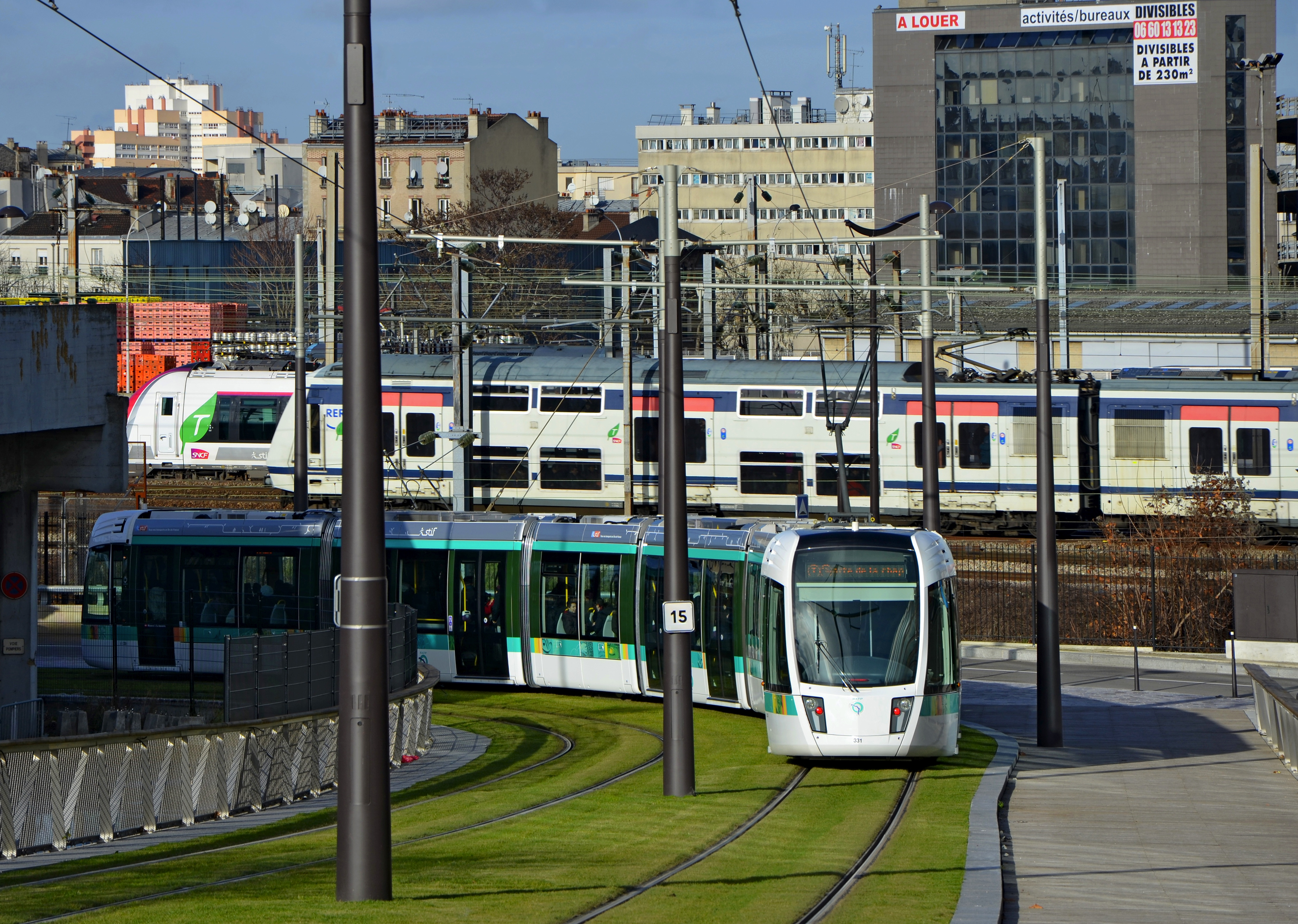
Après avoir franchi le canal de l'Ourcq, la ligne rejoint la porte de la Villette, en longeant les voies ferrées du réseau Est, en décembre 2012.

La ligne repasse alors sous le boulevard périphérique, passe à proximité de la Cité des sciences et de l'industrie et atteint la porte de la Villette, où se trouve également une communication entre les deux voies, après avoir suivi le boulevard Macdonald. Le tracé est alors en position latérale côté sud, longeant sur ce tronçon la limite nord du parc de la Villette. Le tracé s'incurve alors vers le sud-ouest et longe l'avenue Corentin-Cariou jusqu'au pont de Flandre avant de bifurquer vers le nord-est sur le quai de la Gironde, où il suit le canal Saint-Denis sur sa rive occidentale. Après être passée sous le viaduc portant le faisceau de voies aboutissant en gare de Paris-Est, la ligne retrouve alors le boulevard Macdonald et s'oriente de nouveau à l'ouest. Mais elle s'oriente de nouveau vers le sud-est à travers l'ancien entrepôt Macdonald via le passage Susan-Sontag et la rue Cesária-Évora, avant de desservir la gare Rosa-Parks, en correspondance avec la ligne E du RER.
Après avoir desservi cette gare, la ligne bifurque vers le nord le long de la rue d'Aubervilliers et entre dans le 18e arrondissement. Elle s'oriente de nouveau à l'ouest et longe le boulevard Ney. Peu après le carrefour avec la rue de la Chapelle, la ligne passe sous le viaduc portant le faisceau de voies ferrées aboutissant en gare de Paris-Nord. Elle se poursuit en ligne droite et dessert la porte des Poissonniers, la porte de Clignancourt, la porte Montmartre et la porte de Saint-Ouen. Peu après, alors sur le boulevard Bessières, elle s'infléchit vers le sud-ouest et dessert la porte de Clichy, non loin du Tribunal de Paris. Empruntant le boulevard Berthier, elle passe sous les voies ferrées aboutissant en gare de Paris-Saint-Lazare puis dessert la porte d'Asnières. La ligne continue sur le boulevard Berthier avant de birfurquer vers le nord par l'avenue Paul-Adam avant de desservir la porte de Courcelles, après cela, la ligne s'oriente vers le sud via l'avenue Stéphane-Mallarmé où elle dessert la porte de Champerret. Elle traverse ensuite le Boulevard Gouvion-Saint-Cyr où elle passe par la porte de Villiers, avant de longer et desservir la porte des Ternes et la porte Maillot juste à côté du Palais des congrès de Paris. La ligne emprunte ensuite le boulevard de l'Amiral-Bruix jusqu'à la porte Dauphine où après avoir contourné la place du Maréchal-de-Lattre-de-Tassigny par l'est, elle dessert le terminus de la ligne situé dans le boulevard Lannes juste en face de l’université Paris-Dauphine.

### Liste des stations
La ligne comporte trente-trois stations. Les coordonnées et les zones sont approximatives.
|  |   |  | Station                                                  | Lat/Long                    | Zone | Communes  | Correspondances                 |
|  | - |  | -------------------------------------------------------- | --------------------------- | ---- | --------- | ------------------------------- |
|  | ■ |  | Porte de Vincennes                                       | 48° 50′ 50″ N, 2° 24′ 37″ E | 1    | Paris 20e | (M) · (1) · (T) · (3a)          |
|  | • |  | Porte de Montreuil                                       | 48° 51′ 13″ N, 2° 24′ 38″ E | 1    | Paris 20e | (M) · (9)                       |
|  | • |  | Marie de Miribel                                         | 48° 51′ 25″ N, 2° 24′ 36″ E | 1    | Paris 20e |                                 |
|  | • |  | Porte de Bagnolet                                        | 48° 51′ 52″ N, 2° 24′ 32″ E | 1    | Paris 20e | (M) · (3)                       |
|  | • |  | Séverine                                                 | 48° 52′ 10″ N, 2° 24′ 32″ E | 1    | Paris 20e |                                 |
|  | • |  | Adrienne Bolland                                         | 48° 52′ 22″ N, 2° 24′ 31″ E | 1    | Paris 20e |                                 |
|  | • |  | Porte des Lilas                                          | 48° 52′ 36″ N, 2° 24′ 25″ E | 1    | Paris 20e | (M) · (3bis) · (11)             |
|  | • |  | Hôpital Robert-Debré                                     | 48° 52′ 44″ N, 2° 24′ 06″ E | 1    | Paris 19e | (Pré-Saint-Gervais, à distance) |
|  | • |  | Butte du Chapeau Rouge                                   | 48° 53′ 03″ N, 2° 23′ 49″ E | 1    | Paris 19e |                                 |
|  | • |  | Porte de Pantin Parc de la Villette                      | 48° 53′ 19″ N, 2° 23′ 45″ E | 1    | Paris 19e | (M) · (5)                       |
|  | • |  | Delphine Seyrig                                          | 48° 53′ 37″ N, 2° 23′ 53″ E | 1    | Paris 19e |                                 |
|  | • |  | Ella Fitzgerald Grands Moulins de Pantin                 | 48° 53′ 51″ N, 2° 23′ 42″ E | 1    | Paris 19e | (Pantin, à distance)            |
|  | • |  | Porte de la Villette Cité des Sciences et de l'Industrie | 48° 53′ 51″ N, 2° 23′ 10″ E | 1    | Paris 19e | (M) · (7)                       |
|  | • |  | Canal Saint-Denis                                        | 48° 53′ 56″ N, 2° 22′ 54″ E | 1    | Paris 19e |                                 |
|  | • |  | Rosa-Parks                                               | 48° 53′ 49″ N, 2° 22′ 24″ E | 1    | Paris 19e | (RER) · (E)                     |
|  | • |  | Porte d'Aubervilliers                                    | 48° 53′ 55″ N, 2° 22′ 06″ E | 1    | Paris 18e |                                 |
|  | • |  | Colette Besson                                           | 48° 53′ 55″ N, 2° 21′ 52″ E | 1    | Paris 18e |                                 |
|  | • |  | Porte de la Chapelle                                     | 48° 53′ 55″ N, 2° 21′ 33″ E | 1    | Paris 18e | (M) · (12)                      |
|  | • |  | Diane Arbus Porte des Poissonniers                       | 48° 53′ 54″ N, 2° 21′ 06″ E | 1    | Paris 18e |                                 |
|  | • |  | Porte de Clignancourt Puces de Saint-Ouen                | 48° 53′ 53″ N, 2° 20′ 43″ E | 1    | Paris 18e | (M) · (4)                       |
|  | • |  | Angélique Compoint Porte de Montmartre                   | 48° 53′ 52″ N, 2° 20′ 18″ E | 1    | Paris 18e |                                 |
|  | • |  | Porte de Saint-Ouen                                      | 48° 53′ 52″ N, 2° 19′ 48″ E | 1    | Paris 18e | (M) · (13)                      |
|  | • |  | Épinettes - Pouchet                                      | 48° 53′ 51″ N, 2° 19′ 25″ E | 1    | Paris 17e |                                 |
|  | • |  | Honoré de Balzac                                         | 48° 53′ 47″ N, 2° 19′ 08″ E | 1    | Paris 17e |                                 |
|  | • |  | Porte de Clichy Tribunal de Paris                        | 48° 53′ 41″ N, 2° 18′ 51″ E | 1    | Paris 17e | (M) · (13) · (14) · (RER) · (C) |
|  | • |  | Marguerite Long                                          | 48° 53′ 23″ N, 2° 18′ 12″ E | 1    | Paris 17e |                                 |
|  | • |  | Square Sainte-Odile                                      | 48° 53′ 14″ N, 2° 17′ 52″ E | 1    | Paris 17e |                                 |
|  | • |  | Porte de Champerret                                      | 48° 53′ 08″ N, 2° 17′ 29″ E | 1    | Paris 17e | (M) · (3)                       |
|  | • |  | Thérèse Pierre                                           | 48° 52′ 59″ N, 2° 17′ 15″ E | 1    | Paris 17e |                                 |
|  | • |  | Anny Flore                                               | 48° 52′ 49″ N, 2° 17′ 18″ E | 1    | Paris 17e |                                 |
|  | • |  | Porte Maillot Palais des Congrès                         | 48° 52′ 40″ N, 2° 16′ 56″ E | 1    | Paris 17e | (Neuilly - Porte Maillot)       |
|  | • |  | Anna de Noailles                                         | 48° 52′ 29″ N, 2° 16′ 44″ E | 1    | Paris 16e |                                 |
|  | ■ |  | Porte Dauphine Avenue Foch                               | 48° 52′ 18″ N, 2° 16′ 30″ E | 1    | Paris 16e | (Avenue Foch)                   |

Les stations en gras servent de départ ou de terminus à certaines missions.

### Intermodalité
La ligne 3b du tramway propose de nombreuses correspondances avec le métro (excepté les lignes 6, 8 et 10), le tramway (ligne 3a) et le RER (lignes C et E) à Porte Dauphine, Porte Maillot, Porte de Clichy, Ella Fitzgerald et Rosa Parks. Les correspondances se trouvent en général aux stations situées aux portes de la capitale.

### Noms des stations

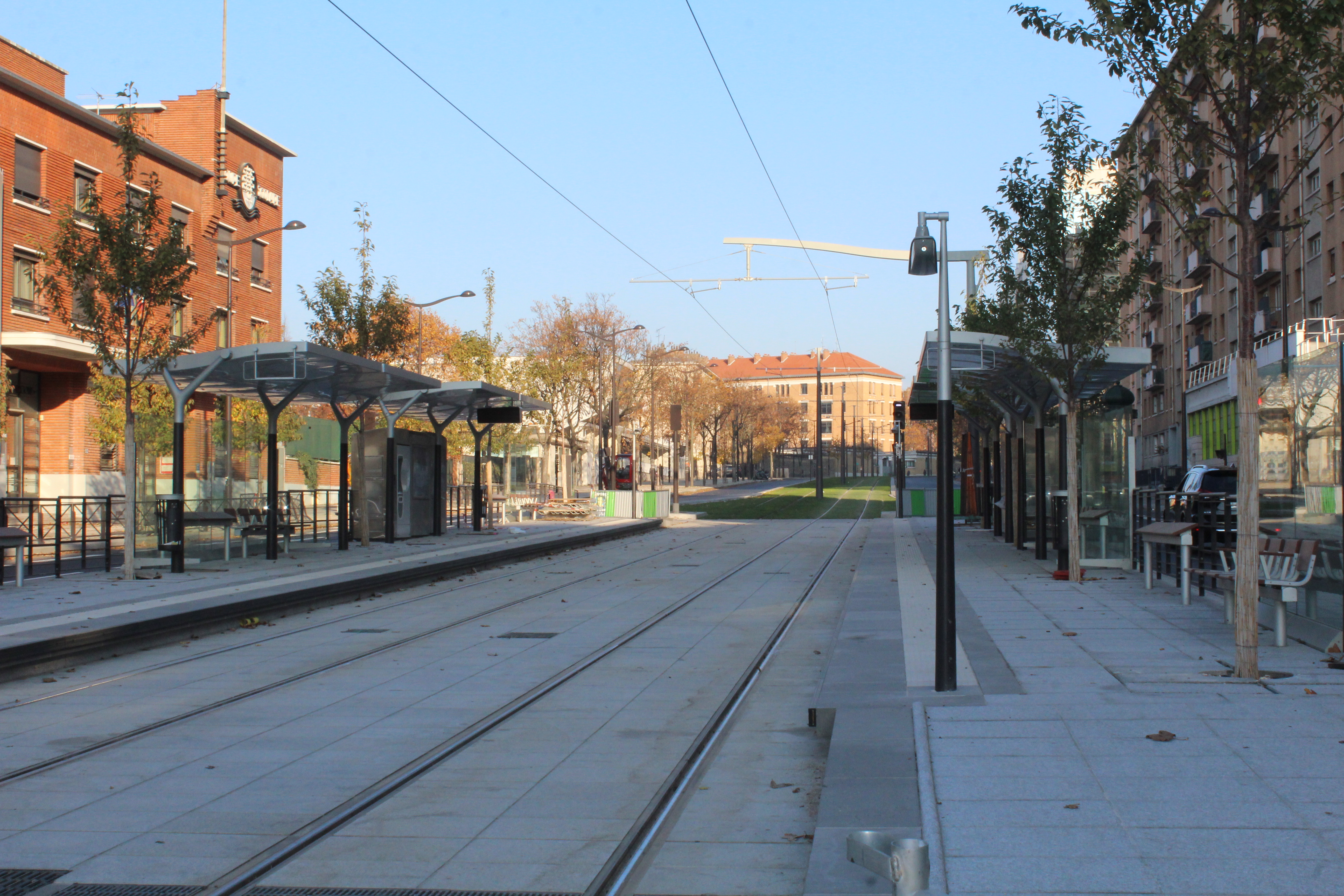
La station Honoré de Balzac, à l'intersection du boulevard Bessières et du passage Rose-Valland, dont le nom fut préféré par IDF-Mobilités à celui de Rose Valland.

À l'ouverture de la ligne, le 15 décembre 2012, sur dix-huit stations, neuf portent des noms de femmes, marquant une parité symbolique selon les souhaits de la mairie de Paris.
Ces choix rendent hommage à des femmes combattantes : Marie de Miribel, fondatrice des œuvres sociales et hospitalières de la Croix Saint-Simon, Séverine, écrivain, journaliste libertaire et féministe, et Rosa Parks (parvis Rosa-Parks et gare Rosa-Parks), figure de la lutte contre la ségrégation raciale aux États-Unis, ou encore à la journaliste et exploratrice Alexandra David-Néel. Les autres portent les noms de personnalités du monde du sport et des arts : les aviatrices Maryse Bastié et Adrienne Bolland, l'athlète Colette Besson, qui a remporté la médaille d’or du 400 m aux Jeux olympiques de Mexico en 1968, Ella Fitzgerald, grande chanteuse de jazz, et l'actrice française Delphine Seyrig.
Lors du prolongement vers la porte d'Asnières, 3 stations portent des noms de femmes :  la photographe Diane Arbus, l'agricultrice Angélique Compoint et la pianiste Marguerite Long. Le nom d'un homme, l'écrivain Honoré de Balzac (correspondant au nom du lycée jouxtant la station), fut ajouté, préféré par Île-de-France Mobilités au nom de la résistante et héroïne de l'histoire de l'art durant la Seconde Guerre mondiale Rose Valland, dont l'arrêt est situé précisément sur le passage Rose-Valland dans le 17e arrondissement qui porte son nom.
Lors du prolongement vers la porte Dauphine, 4 stations font référence des noms de femmes : la sainte patronne de l'Alsace et des mal-voyants, Odile de Hohenbourg dite sainte Odile, la résistante Thérèse Pierre, la chanteuse et actrice Anny Flore et la romancière et poétesse Anna de Noailles.

### Tramway et art contemporain

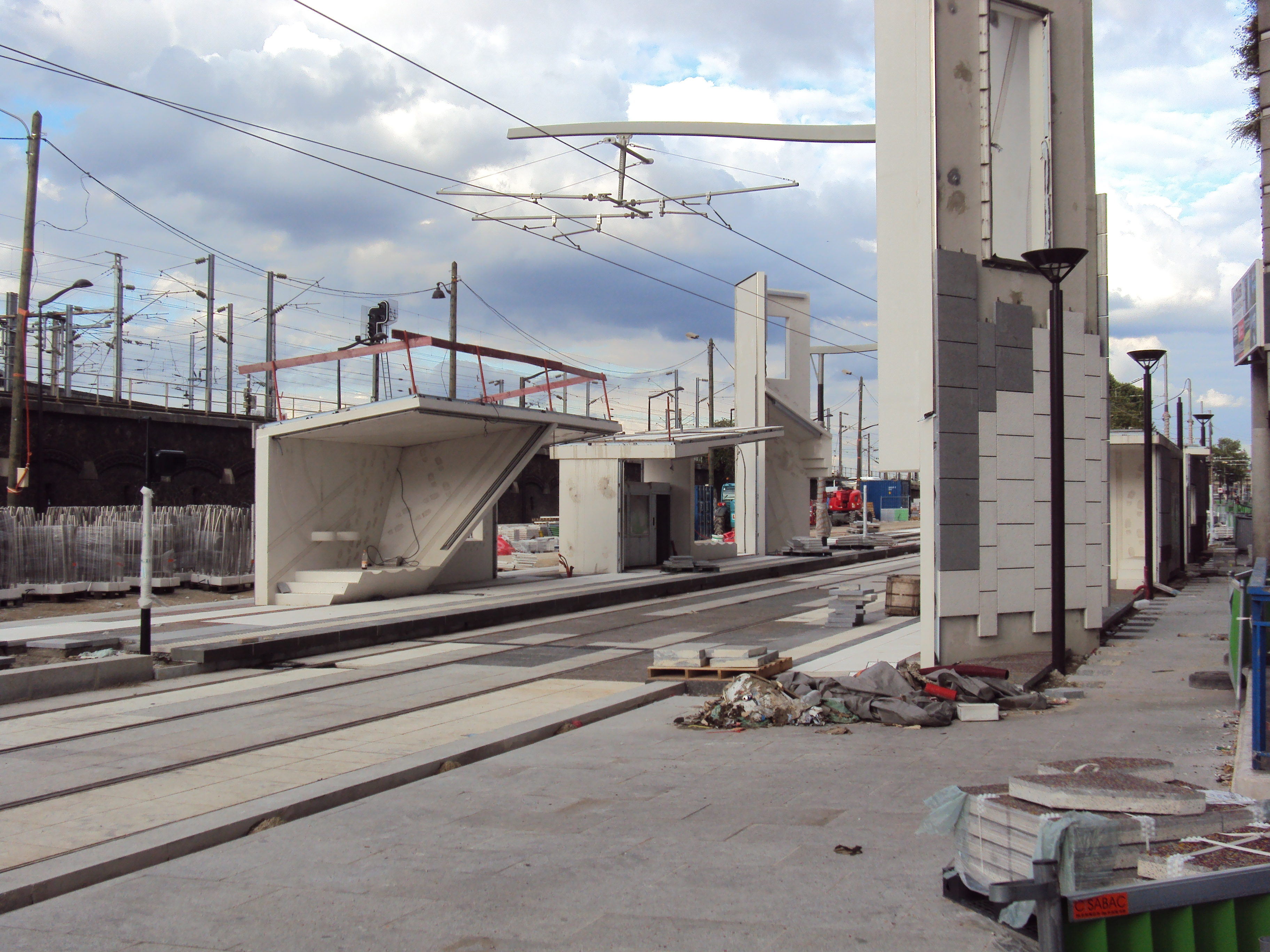
L'œuvre d'art La Station d'Anita Molinero à la station Porte de la Villette, lors de son installation, en juillet 2012.

La mise en service de la ligne donne lieu à l'installation de plusieurs œuvres d'art, :
- Porte de Vincennes : Call & Response, Langlands et Bell
- Porte de Montreuil : Les Poings d'eau, Pascale Marthine Tayou
- Porte de Bagnolet : Twisted Lamppost Star, Mark Handforth
- Parc de la Butte-du-Chapeau-Rouge : 2551913, Bert Theis
- Porte de Pantin : Les Fourmis, Peter Kogler
- Stade Jules-Ladoumègue : La Grille, Pascal Pinaud
- Porte de la Villette : La Station, Anita Molinero
- Porte d'Aubervilliers : 
  - La Grande Fontaine, Katinka Bock
  - Tu me fais tourner la tête, Pierre Ardouvin
- Porte de Clignancourt : Cœur de Paris, Joana Vasconcelos[3]
- Porte de Saint-Ouen : From Paris with love, Bruno Peinado[3]
- Porte Pouchet : La rivière est une île, Pierre Malphettes[3]
- Pont ferroviaire au-dessus du boulevard Berthier : Spectrum, traversée chromatique, Olivier Ratsi
- Toutes les stations : Choses lues, Thomas Lago et Olivier Cadiot

La sonorisation des rames a également fait l'objet d'une démarche artistique avec le travail de Rodolphe Burger, qui a conçu Les Voix du monde, une œuvre artistique autour de l’annonce sonore des points d’arrêt. Rodolphe Burger, qui est notamment déjà intervenu sur l'habillage sonore du tramway de Strasbourg, a ainsi conçu des annonces spécifiques à chaque station : des couples de voix énoncent les noms des stations traversées par le tram. Plus de six cents personnes ont participé aux enregistrements de l’œuvre dont quelques célébrités parmi lesquelles Jane Birkin, Philippe Manœuvre, Pascale Clark, Jackie Berroyer, Henry Chapier, Jacques Higelin, Patrick Poivey (la voix française de Bruce Willis).

## Exploitation de la ligne

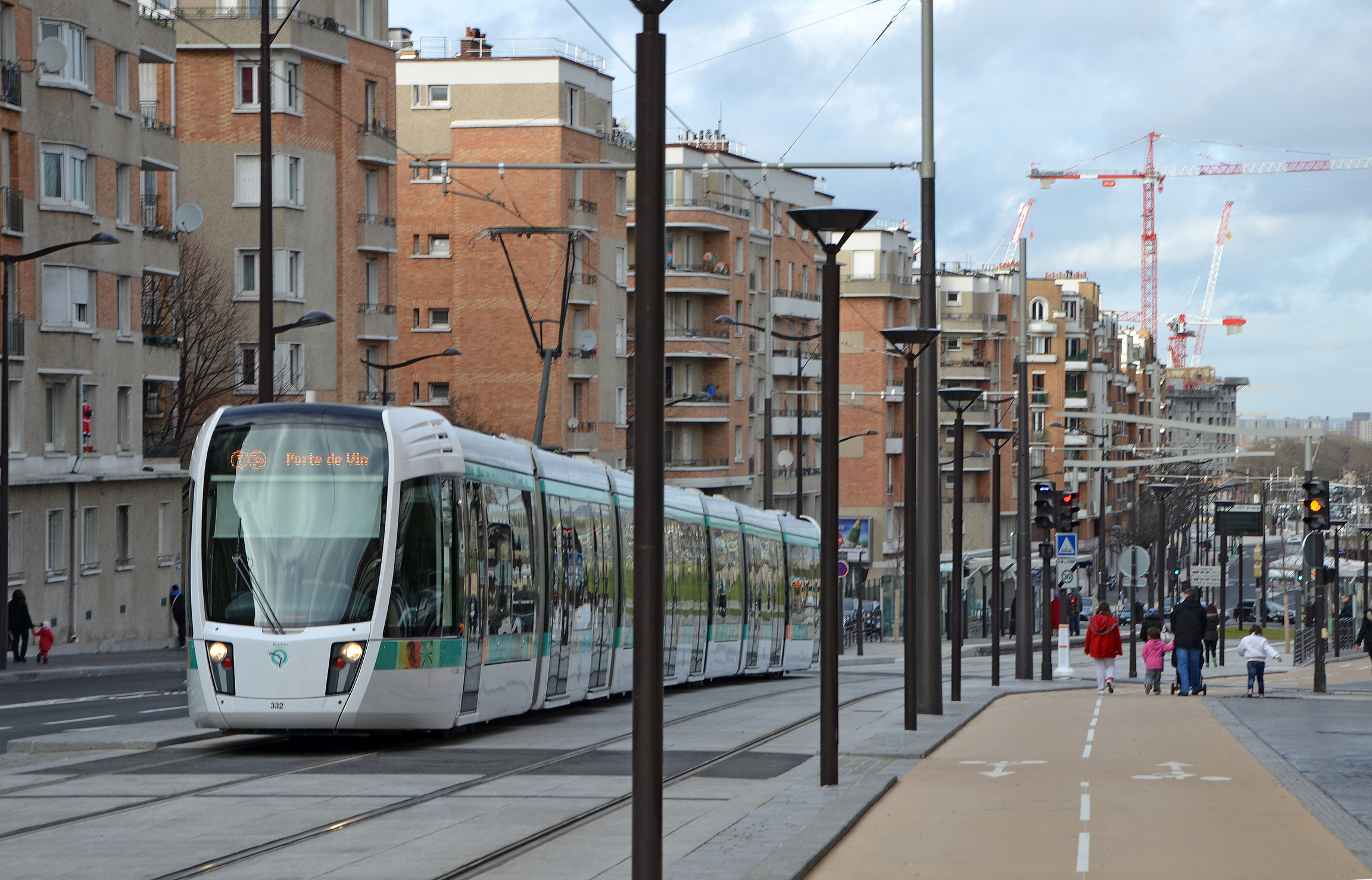
La rame Citadis 402 no 332 passant près de la porte Chaumont, en décembre 2012.

La vitesse commerciale prévue est de 19 à 20 km/h, bien qu'elle soit probablement surévaluée, le premier tronçon du T3a au sud peinant à atteindre les 18 km/h, comme le souligne un rapport de la Cour des comptes daté de novembre 2010. La signalisation routière aux carrefours donne la priorité aux tramways, ce qui favorise leur progression (et est, de plus, dissuasif pour les automobilistes, choix qui était clair dès le début du projet).
Du lundi au vendredi, la fréquence des rames est de cinq à six minutes aux heures de pointe et de six à huit minutes aux heures creuses avant de passer en novembre 2018 à quatre minutes aux heures de pointe en raison des nombreuses correspondances avec les transports lourds du prolongement à la porte d'Asnières et le fort trafic induit. Jusqu'en 2018, la fréquence est de quinze minutes de 22 h à la fin du service. Le samedi, l'intervalle entre deux rames varie de sept à dix minutes en journée et de huit à quinze minutes les dimanches et jours de fêtes.
Le premier départ de Porte de Vincennes est à 5 h 30 (6 h 30 les dimanches et jours fériés) ; celui de Porte de la Chapelle est à 5 h 30 (6 h 30 les dimanches et jours fériés). Le dernier tramway part de Porte de Vincennes à 0 h 30 (1 h 30 les vendredis, samedis et veilles de fête) en direction de Porte de la Chapelle et à 1 h 05 (2 h 05 les vendredis, samedis et veilles de fête) en direction de Porte de Pantin ; celui de Porte de la Chapelle à 0 h 30 (1 h 30 les vendredis, samedis et veilles de fête) en direction de Porte de Vincennes et à 1 h 05 (2 h 05 les vendredis, samedis et veilles de fête) en direction de Delphine Seyrig. Ces horaires sont allégés durant la période estivale.

### Matériel roulant

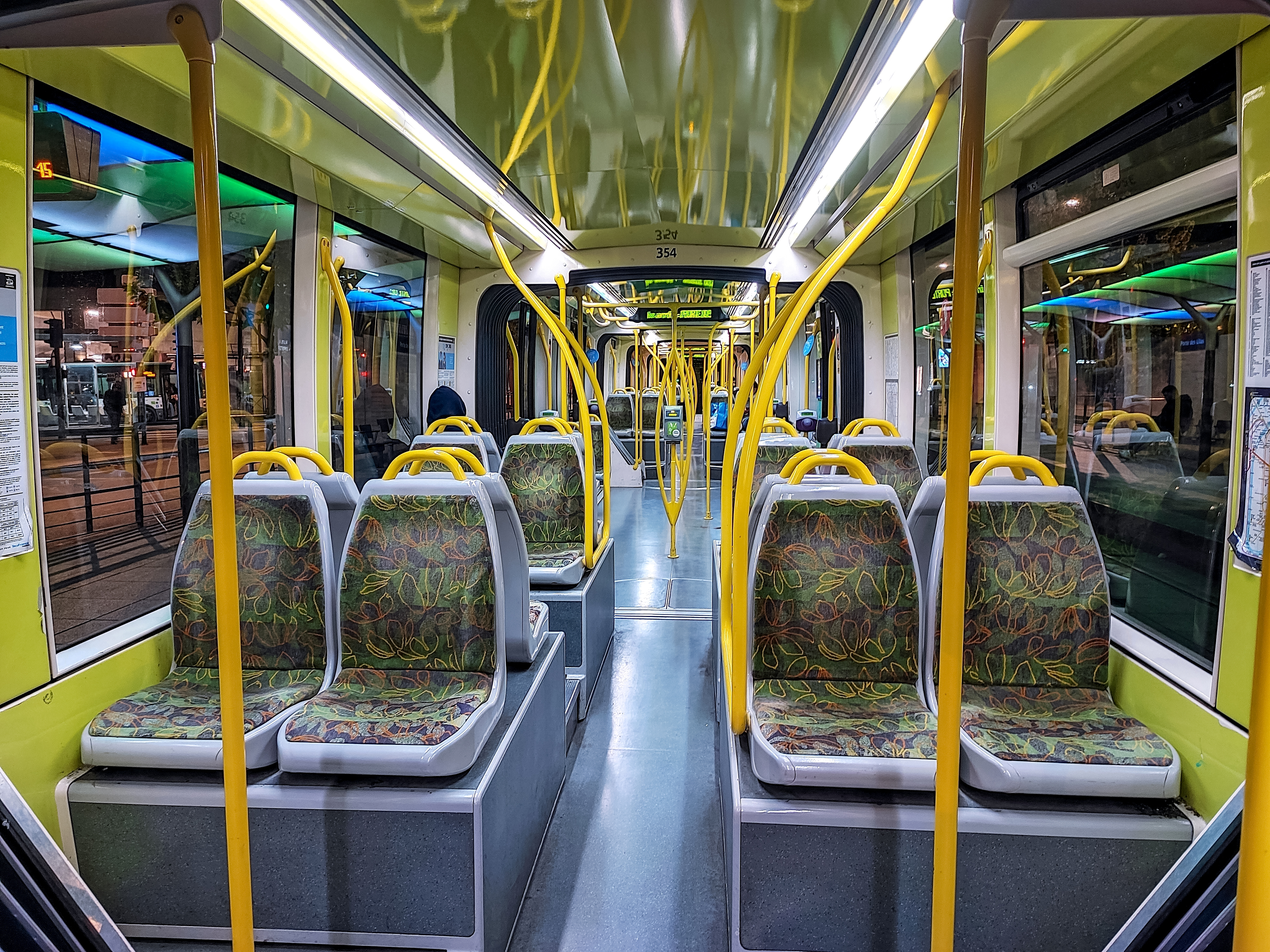
Intérieur d'une rame Citadis 402 en livrée RATP.

La ligne T3b est équipée de cinquante et une rames Citadis 402 fournies par Alstom.
Ce matériel roulant, déjà présent sur la ligne T3a, a pour caractéristiques de posséder un plancher bas intégral le rendant accessible aux personnes à mobilité réduite, une ventilation réfrigérée, un système de vidéosurveillance. Les rames ont une longueur de 43,7 m pour une largeur de 2,65 m. Elles sont également composées de sept modules et le nombre de places assises est de soixante-dix-huit pour une capacité totale de 304 personnes par rame.
Le matériel, apte à une vitesse maximale de 60 km/h, est entraîné par six moteurs asynchrones d'une puissance nominale de 120 kilowatts, alimentés sous une tension de 750 volts continu, courant capté par caténaire via un pantographe.

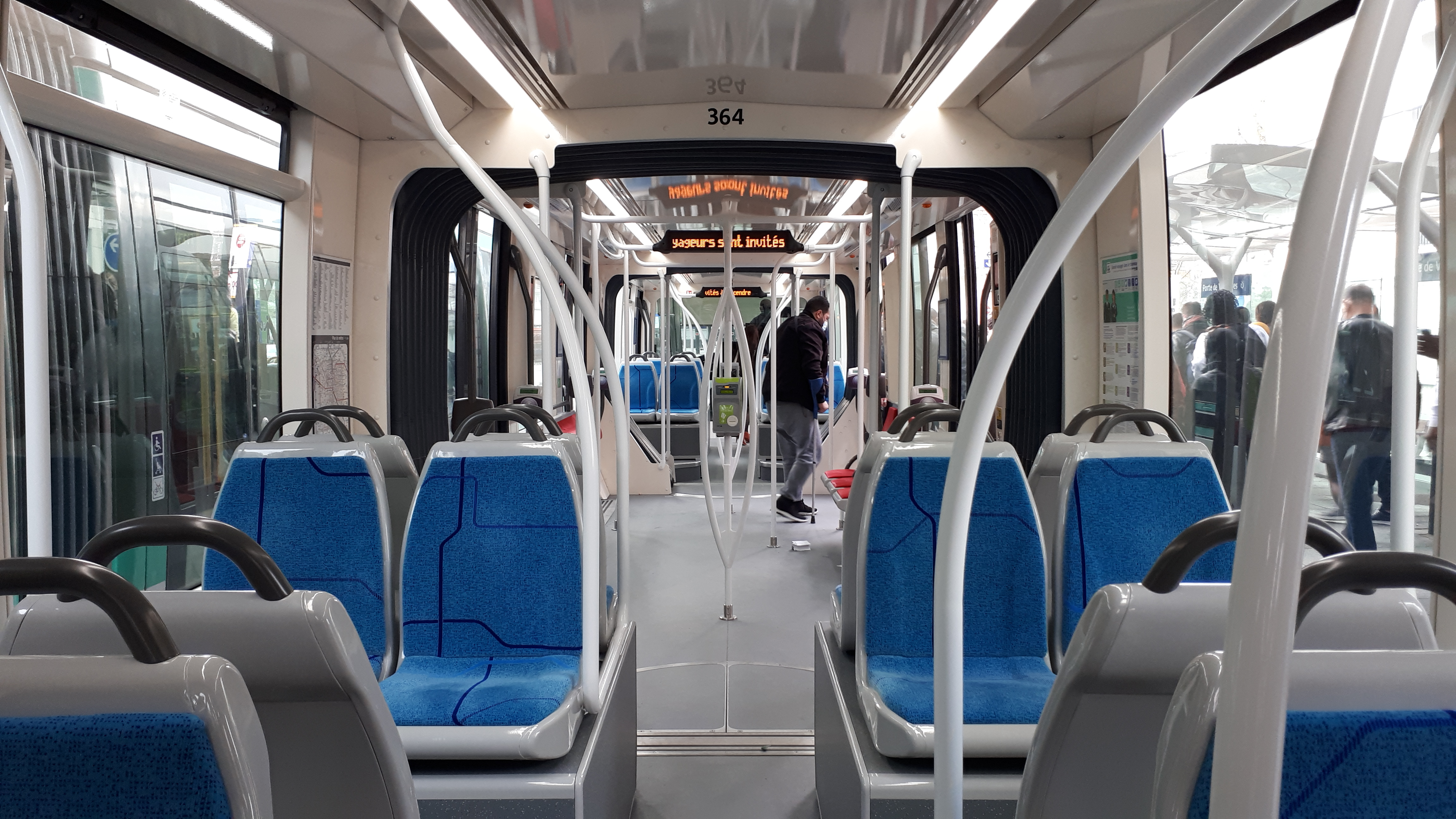
Habillage intérieur d'une rame aux coloris d'Île-de-France Mobilités.

Le parc de la ligne est partagé avec celui de la ligne T3a et divisé en quatre tranches, la première correspondant aux rames livrées pour le premier tronçon de cette dernière ligne. Les seconde et troisième tranches, livrées respectivement pour le prolongement à Porte de la Chapelle et l'extension à Porte d'Asnières, se composent respectivement de vingt-cinq et dix-sept éléments ; elles se distinguent par des modifications mineures comme le changement de fournisseur pour les vantaux de portes, l'adoption d'un second signal sonore de fermeture des portes et l'installation d'écrans à diodes défilants plus larges pour l'annonce des prochaines stations. La quatrième tranche, composée de neuf rames pour les besoins du prolongement à Porte Dauphine, se distingue par l'application d'une nouvelle livrée et d'un nouvel habillage intérieur aux coloris d'Île-de-France Mobilités, ainsi que par leur nez au profil plus pointu.

### Conduite et signalisation

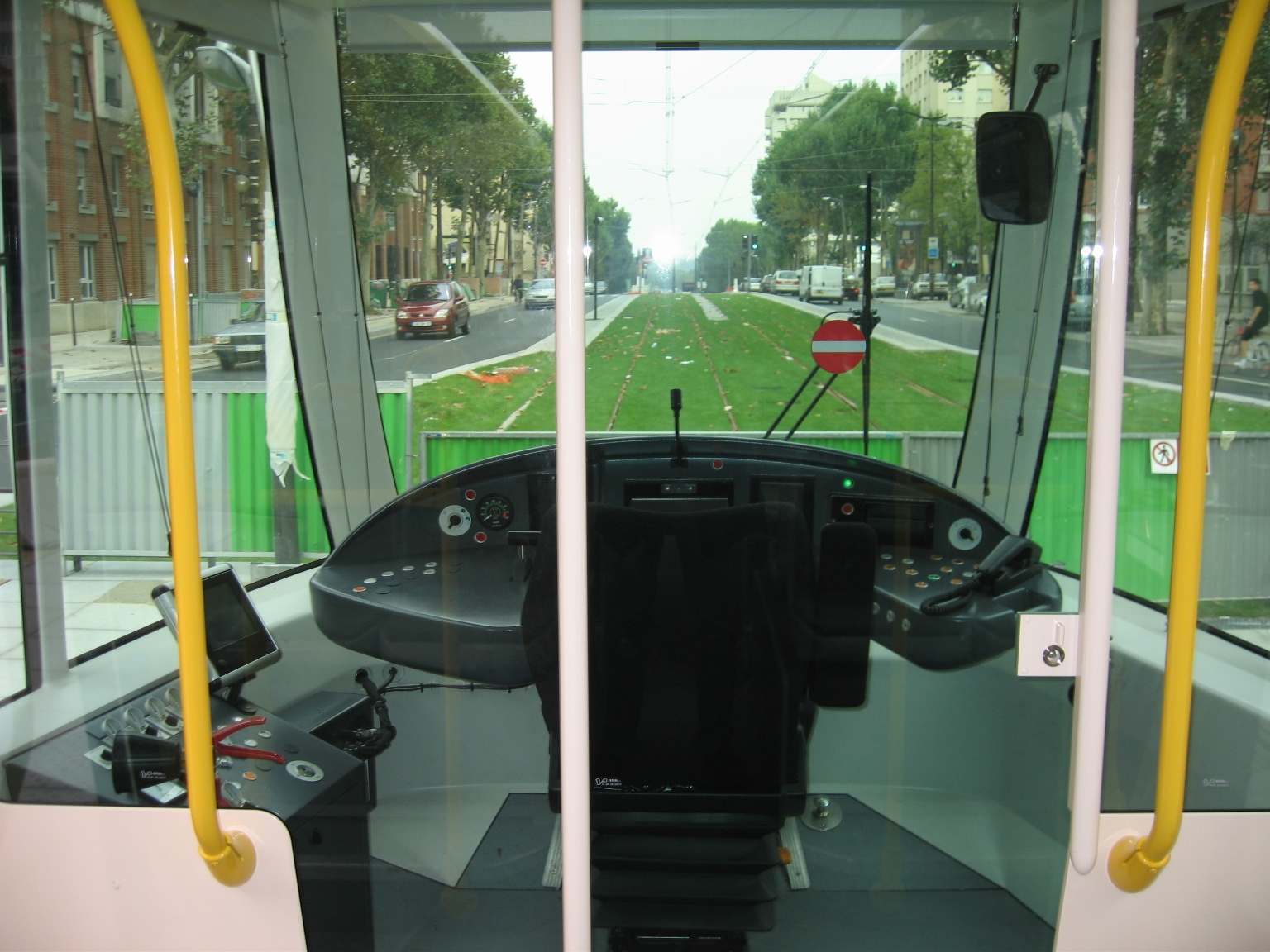
Cabine de conduite du Citadis 402.

La conduite sur la ligne se fait en « conduite à vue » ; on n'y trouve normalement que des panneaux de limitation de vitesse, des signaux de protection d'itinéraires et des signaux protégeant le franchissement des carrefours. Pour ces derniers, la voirie est équipée de signaux tricolores classiques de type R11 tandis que la ligne est équipée de signaux de type R17 et R18 associés à la signalisation routière.
Sur un fond noir, une barre horizontale de couleur blanche signale l'arrêt, un rond blanc annonce un signal d'arrêt et une barre verticale blanche la voie libre. Une signalisation d'aide à l'exploitation complète ces signaux, un losange lumineux signalant la prise en charge de la demande de priorité au carrefour.
Les signaux de protection d'itinéraires ou signaux d'exploitation se situent où se trouvent les appareils de voies (aiguillages). Les panneaux de limitation de vitesse se présentent quant à eux comme des panneaux carrés avec des chiffres noirs sur fond blanc. Enfin, les indicateurs de coupure de courant sont implantés en amont de chaque secteur d'alimentation de la ligne aérienne de contact (LAC). Deux ronds blancs alignés en position verticale annoncent une ligne alimentée, alignés en position horizontale une ligne non-alimentée.

### Régulation du trafic (priorité tramway)

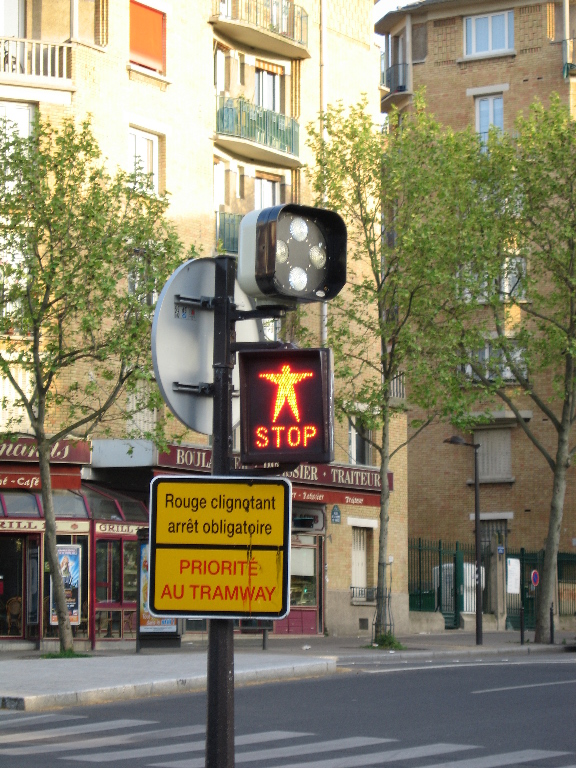
Signalisation piétons et indicateur d'alimentation.

Le tramway est toujours prioritaire aux carrefours. Chaque contrôleur de carrefour suit en temps réel l'arrivée des différentes rames sur les lignes de feux des voies tramway (gestion de délais d'approche en secondes), et adapte dynamiquement (prolongation ou raccourcissement) les durées des deux phases de circulations des voitures (Maréchaux et radiales) afin de faire passer la rame sans qu'elle ait à s'arrêter à aucun carrefour. Pour ce faire, le contrôleur gère un algorithme de priorité tramway. Les contrôleurs continuent à fonctionner en mode coordonné entre chaque passage de tramway.
Tous les contrôleurs communiquent en ethernet sur un réseau fibre optique dédié. Ils s'échangent des tables de détections de boucles électromagnétiques (avec reconnaissance de balise numérique présente sur chaque rame, la détection magnétique temporisée servant en secours).
Un poste central de régulation du trafic permet d'exploiter la ligne en surveillant tous les contrôleurs et en permettant de régler certains paramètres (temps d'arrêts en stations, temps d'approches pour chaque point de détection, …). Ce système permet de grandement faciliter la phase de mise au point de la ligne durant la marche à blanc (fonctionnement sans passagers) afin de minimiser les interventions terrains. Les temps d'arrêts en stations sont pris en compte suivant des durées fixées de manière statistique dans des tables horaires (les délais d'approches finaux calculés par le PC et transmis aux contrôleurs tiennent compte de ces durées).
Certains carrefours sont équipés de caméras vidéos effectuant une analyse vidéo afin de déterminer une éventuelle occupation prolongée de la plate-forme tramway par des véhicules qui la traversent. Ceci permet d'anticiper le passage au rouge sur les feux concernant ces véhicules, afin que le tramway ne se retrouve pas bloqué lors de son arrivée, ce qui annulerait l'effet de la priorité assurée pour franchir le feu.

### Trafic

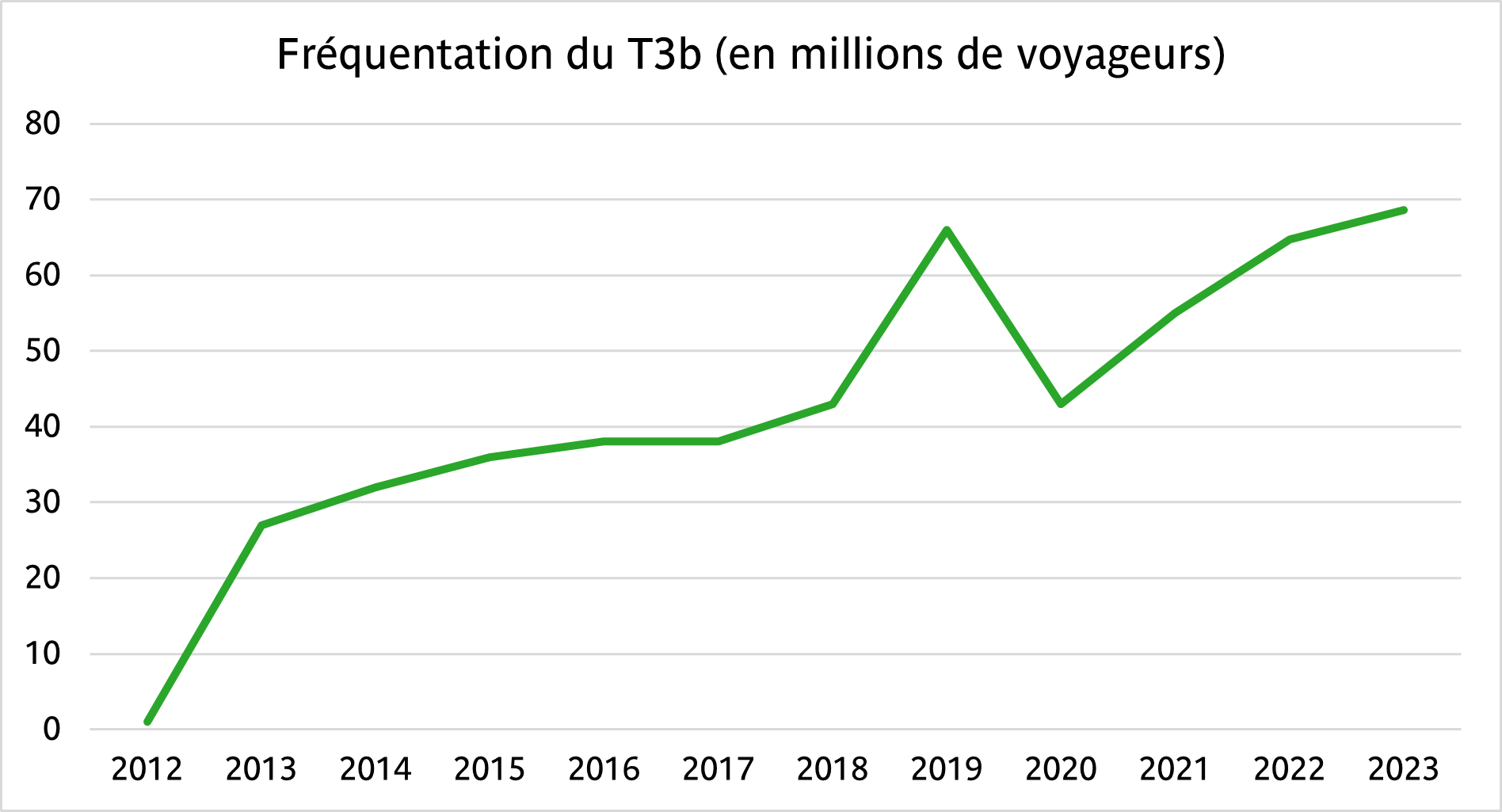
Fréquentation de la ligne T3b.

| Années                            | 2013 | 2014 | 2015 | 2016 | 2017 | 2018 | 2019 | 2020 | 2021 | 2022 | 2023 |
| --------------------------------- | ---- | ---- | ---- | ---- | ---- | ---- | ---- | ---- | ---- | ---- | ---- |
| Nombre de voyageurs (en millions) | 27   | 32   | 36   | 38   | 38   | 43   | 66   | 43   | 55   | 65   | 69   |

### Ateliers

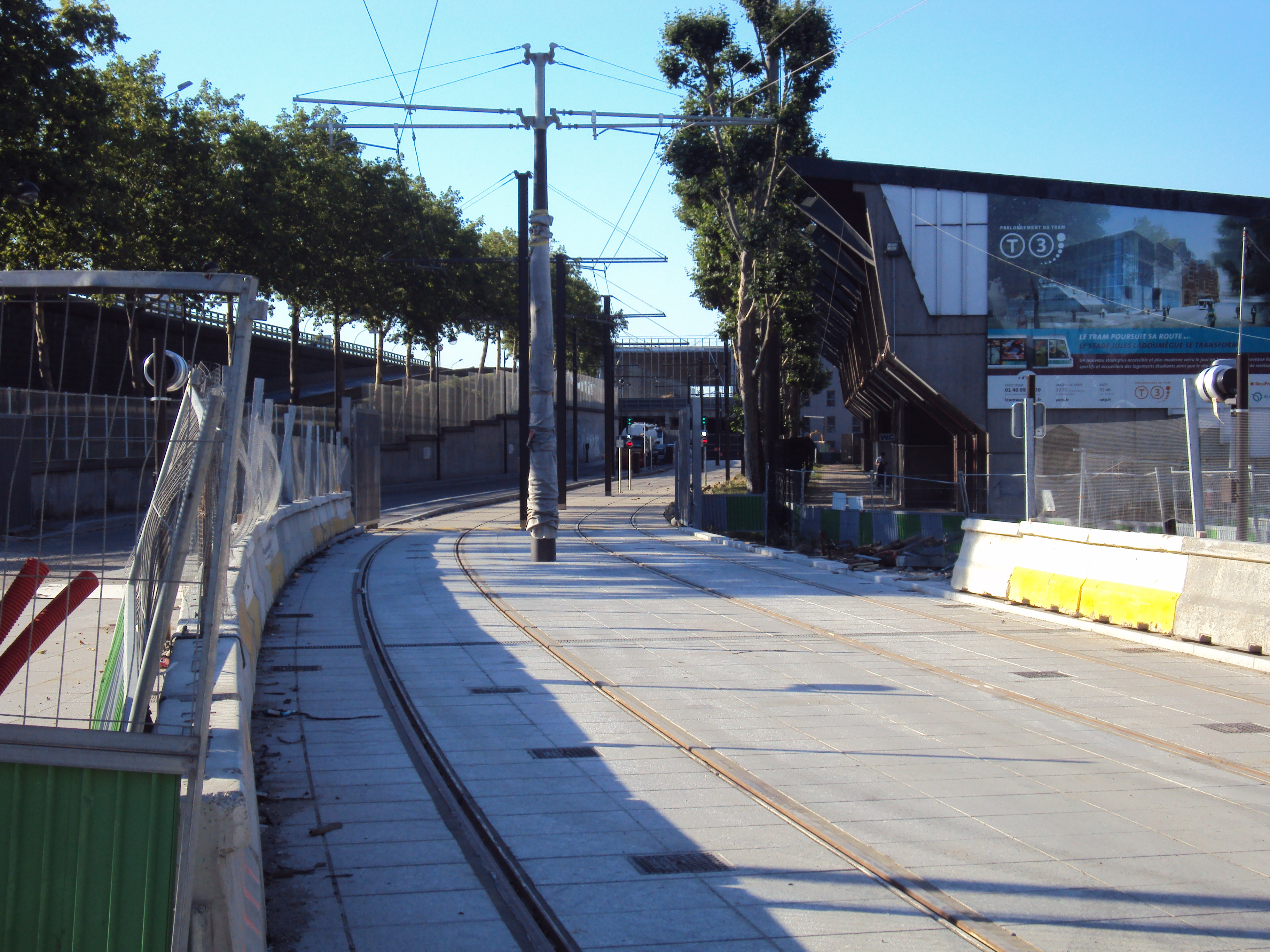
Voies de liaison vers les ateliers d'entretien du Stade Jules-Ladoumègue.

Le site de maintenance et de remisage de la ligne est implanté (48° 53′ 37″ N, 2° 23′ 49″ E) sous une partie du Stade Jules-Ladoumègue et peut accueillir près de cinquante rames de tramway. Outre les rames nécessaires à l'exploitation du prolongement jusqu'à la porte de la Chapelle, la capacité de ce nouvel atelier permet une éventuelle augmentation du trafic et de futurs prolongements. Les équipements sportifs ont été reconstruits au-dessus du site de maintenance et de remisage, et complétés par de nouvelles installations,.

### Tarification et financement
La tarification de la ligne est identique à celle en vigueur sur tout le réseau du tramway d'Île-de-France. Un ticket « bus-tram », qui remplace le ticket t+ au 1er janvier 2025, permet un trajet simple quelle que soit la distance, avec une ou plusieurs correspondances possibles avec les autres lignes de bus et de tramway pendant une durée maximale de 1 h 30 entre la première et dernière validation. En revanche, un ticket validé dans un bus ne permet pas d'emprunter le métro, ni le Transilien et le RER. Une exception existe à titre temporaire pour l'emprunt des T11 à T13, précédemment accessibles avec le billet origine-destination, où le ticket « métro-train-RER » est nécessaire.
Le financement du fonctionnement de la ligne (entretien, matériel et charges de personnel) est assuré par l'exploitant. Cependant, les tarifs des billets et abonnements dont le montant est limité par décision politique ne couvrent pas les frais réels de transport. Le manque à gagner est compensé par l'autorité organisatrice, Île-de-France Mobilités, présidée depuis 2005 par le président du Conseil régional d'Île-de-France et composé d'élus locaux. Elle définit les conditions générales d'exploitation ainsi que la durée et la fréquence des services. L'équilibre financier du fonctionnement est assuré par une dotation globale annuelle aux transporteurs de la région grâce au versement mobilité payé par les entreprises et aux contributions des collectivités publiques.

Logo de la ligne 3b du tramway pour Île-de-France Mobilités.

Le coût de l'infrastructure, évalué initialement à 615 millions d'euros, atteint 651,9 millions d'euros lors de la signature de la convention de financement le jeudi 16 avril 2009, soit 433,6 millions d'euros pour la Ville de Paris et 218,3 millions d'euros pour la région Île-de-France. S'ajoutent à ces chiffres 149 millions d'euros pour les travaux d'aménagement urbain financés par la Ville de Paris, et 86,1 millions d'euros pour le matériel roulant. Il est réparti pour moitié entre la Ville de Paris et la région Île-de-France pour le tronçon de Porte d'Ivry à Porte de Charenton, et la Ville de Paris en finance 70 % de la section au-delà jusqu'à Porte de la Chapelle. Certains opposants évaluent cependant le coût réel à 931 millions d'euros en janvier 2009.
Pour cette extension, en septembre 2009, la Ville de Paris a obtenu un financement de 500 millions d'euros auprès de la Banque européenne d'investissement (BEI), après un prêt de 130 millions pour le premier tronçon du T3. Cet accord a été signé par Anne Hidalgo et Philippe de Fontaine-Vive, vice-président de la BEI. Le prêt, flexible, sera remboursable en vingt-cinq ans.

### Trafic escompté
La ligne T3b devrait transporter 90 200 voyageurs par jour ouvré entre Porte de Vincennes et Porte de la Chapelle, soit environ 270 000 par jour en 2013 pour l'ensemble du tramway des Maréchaux. Le trafic du prolongement de la porte de la Chapelle à la porte d'Asnières est évalué à 85 000 voyageurs pour ce seul tronçon, soit 175 000 voyageurs par jour ouvré pour l'ensemble du T3b à l'horizon 2017.

## Galerie de photographies

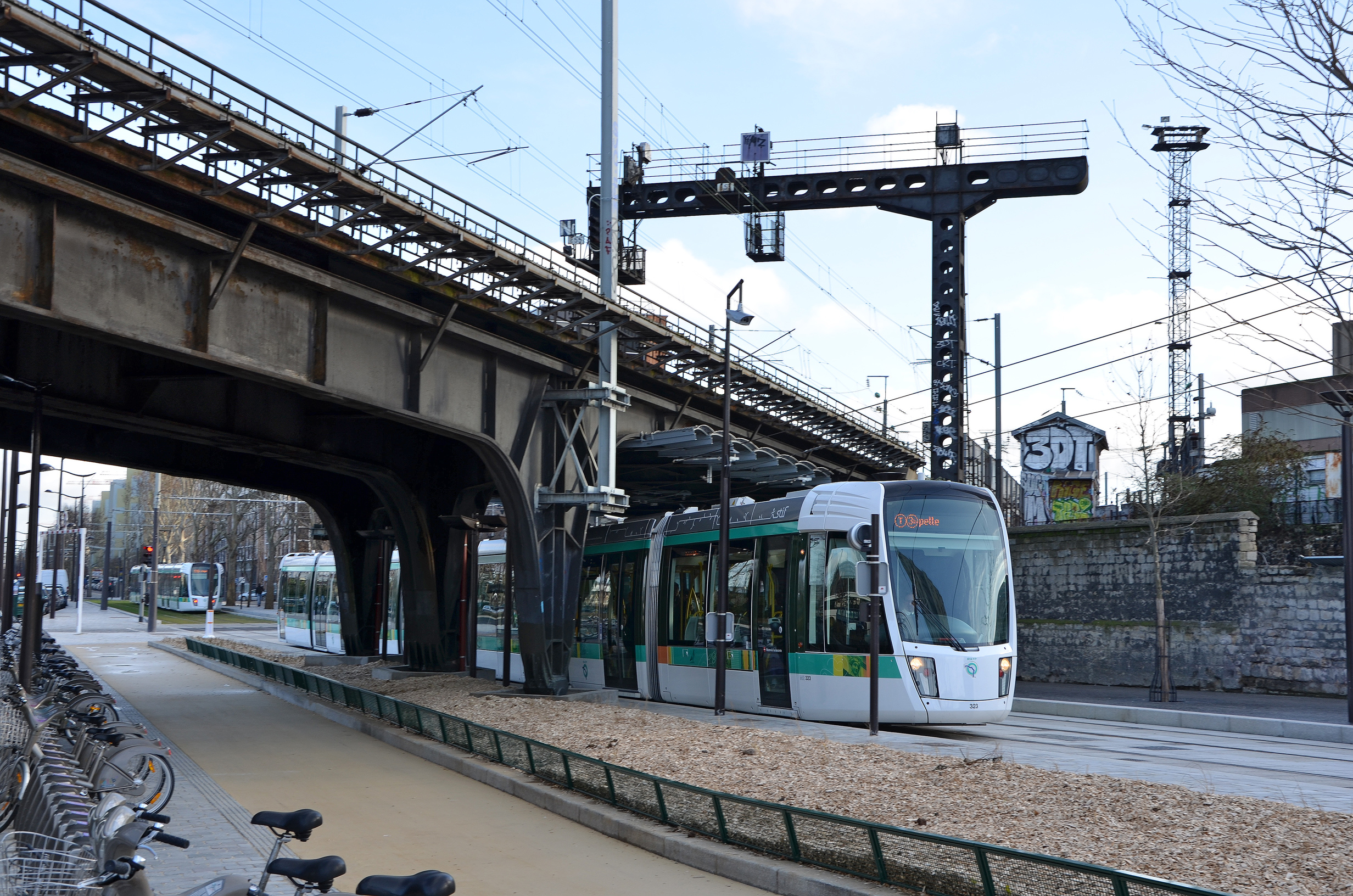
Tram près de la porte de la Chapelle.
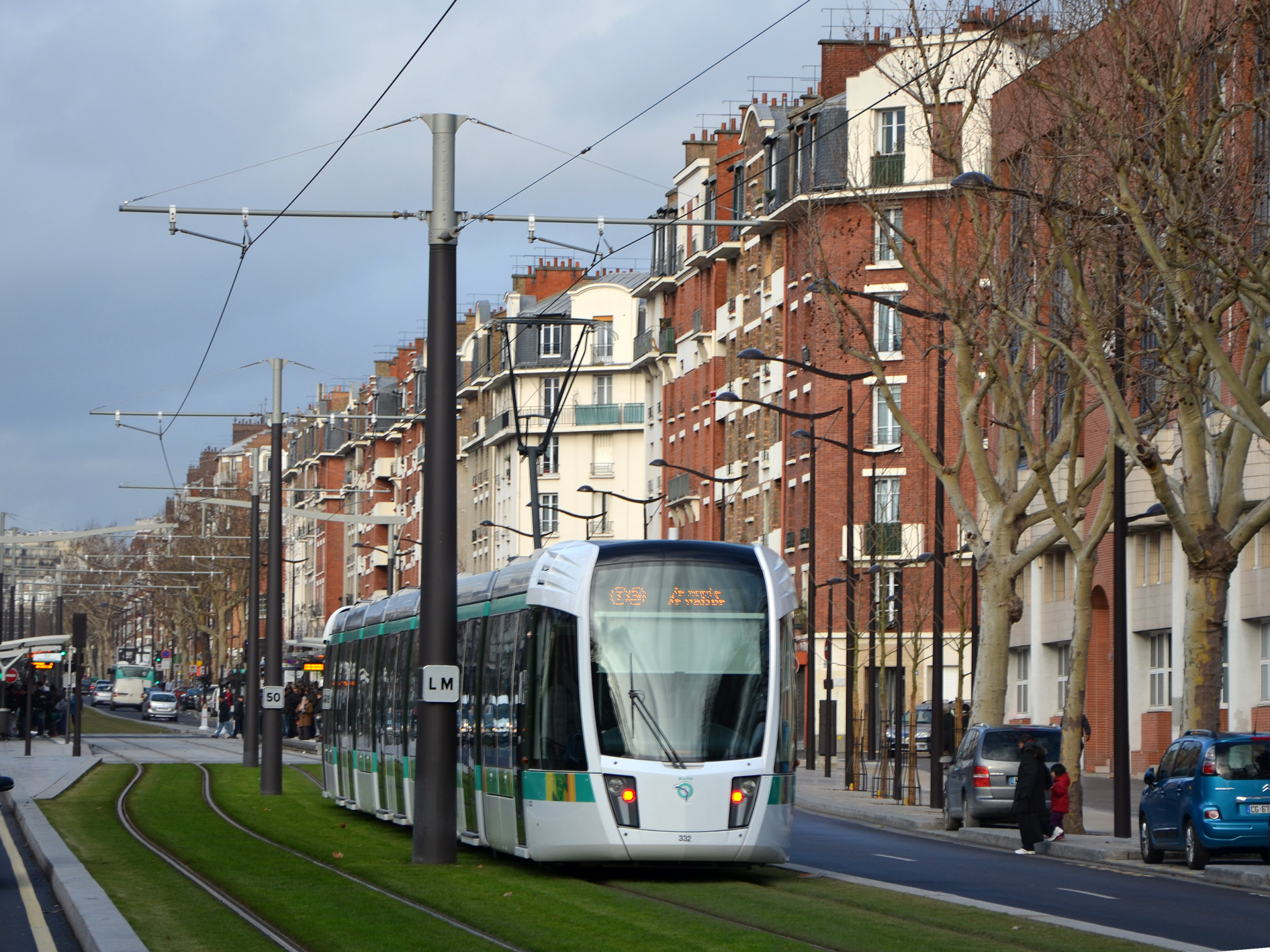
Tram près du boulevard Davout.
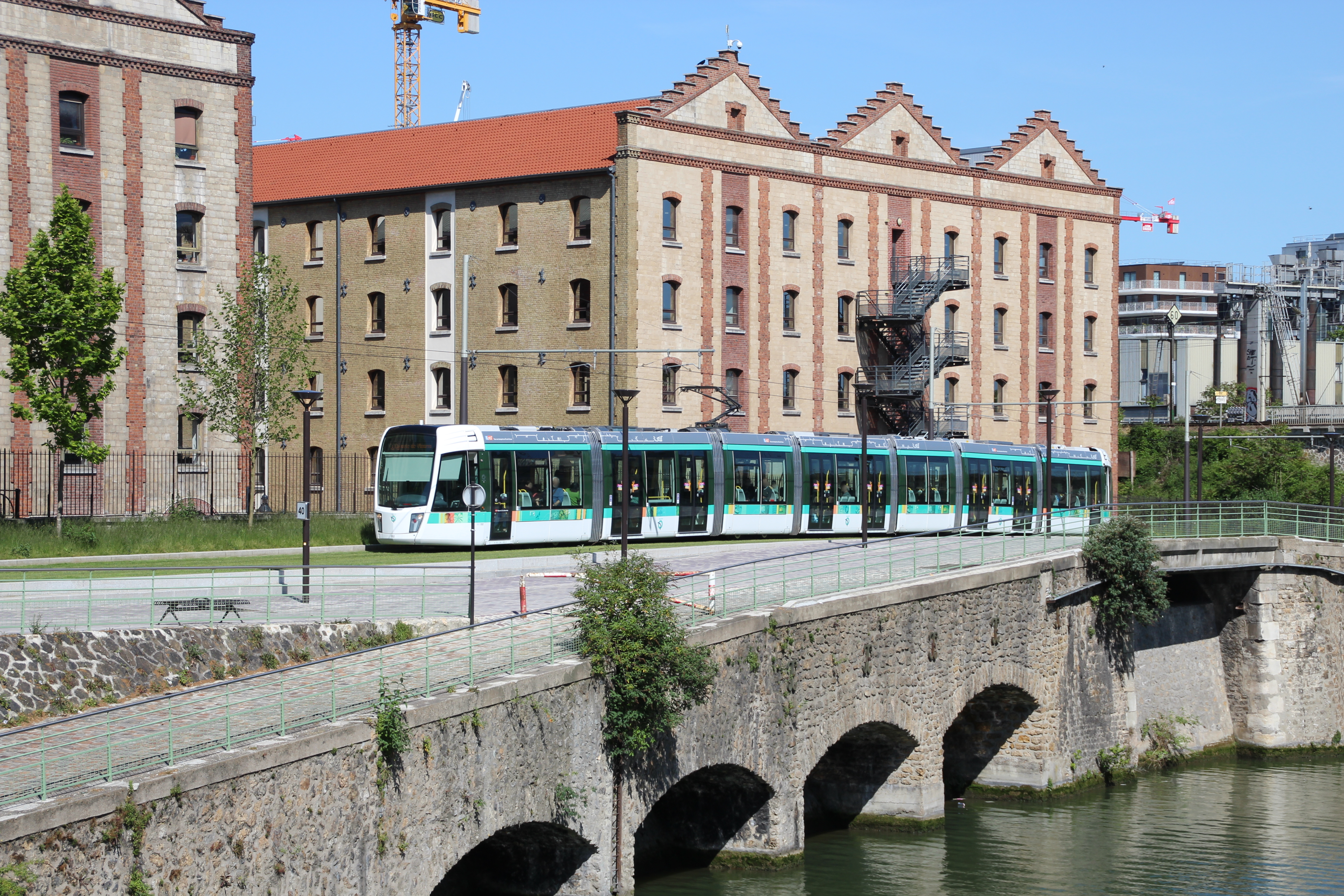
Un tram sur le quai de la Gironde.
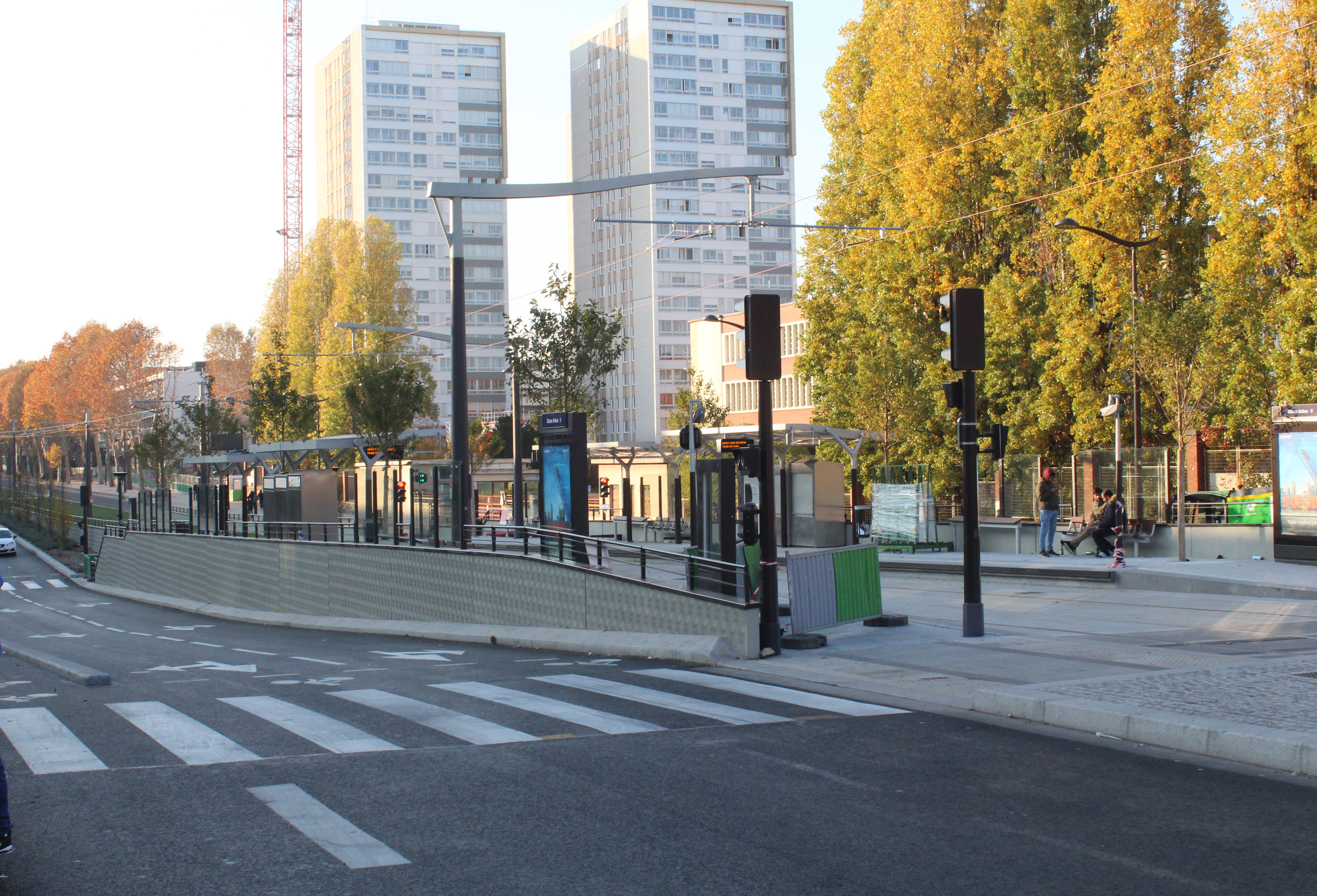
La station Diane Arbus, en remblai comme la station Les Moulineaux du T2.
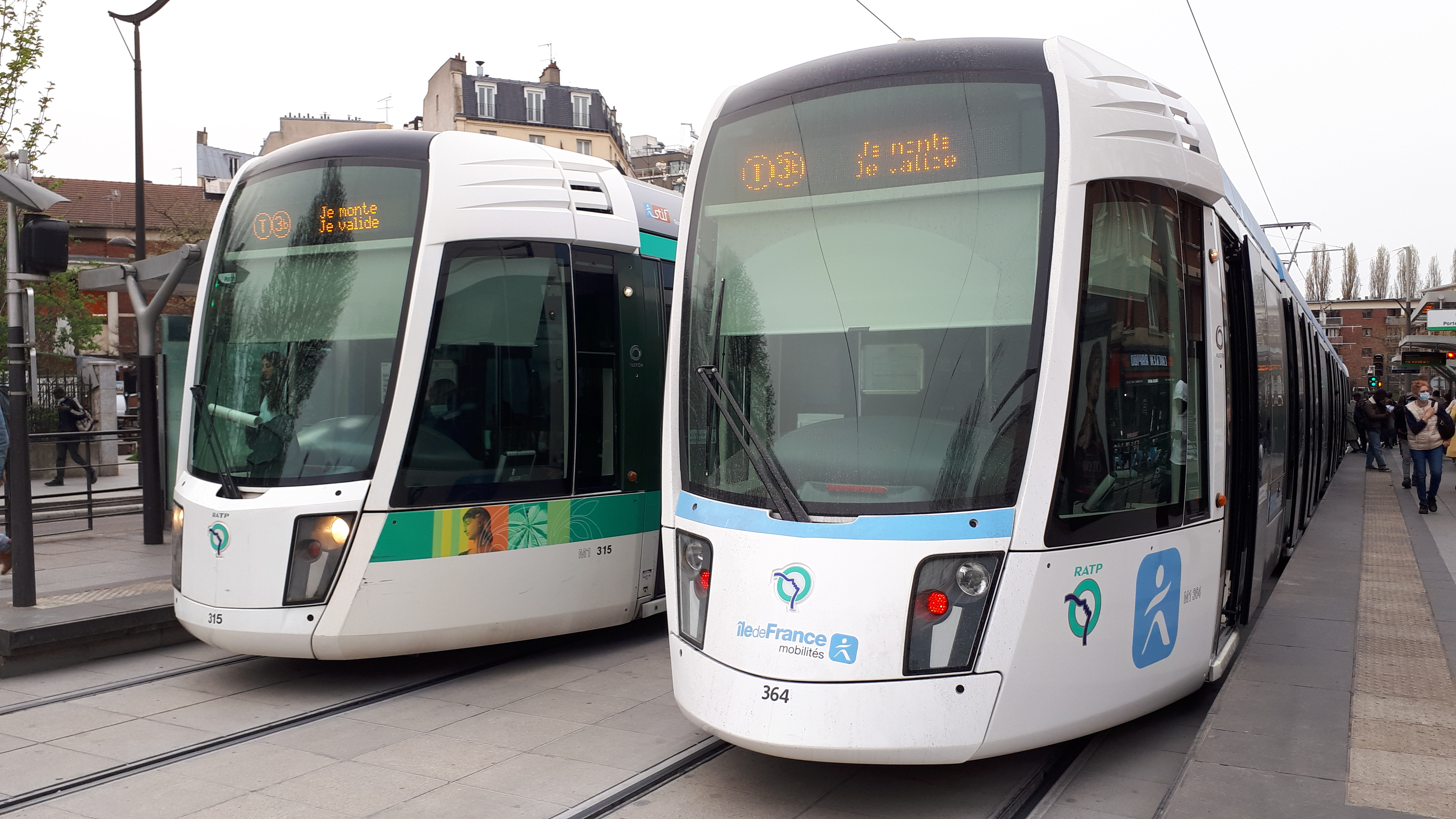
Deux rames avec des livrées différentes (RATP à gauche, IDFM à droite) à la porte des Lilas.
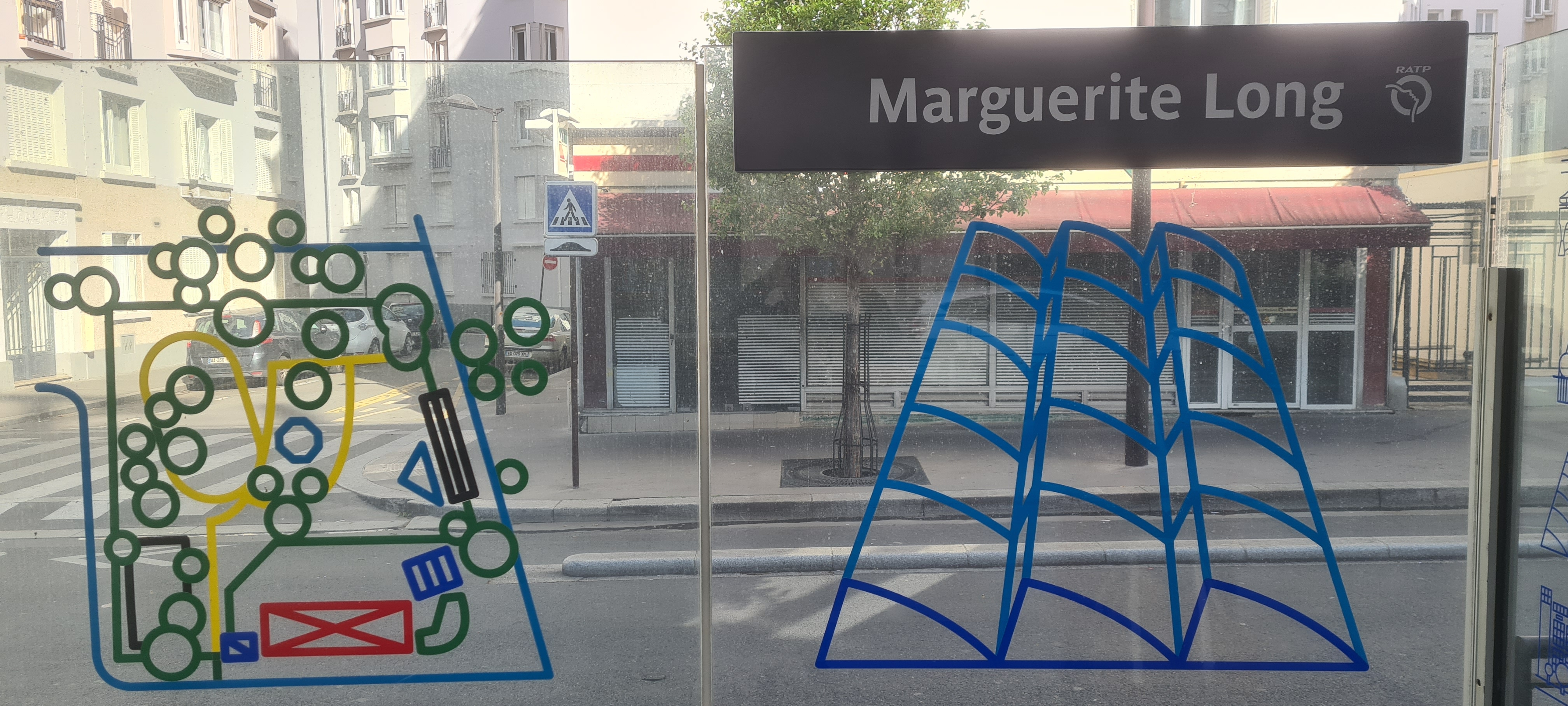
Station Marguerite Long (ex Porte d'Asnières)
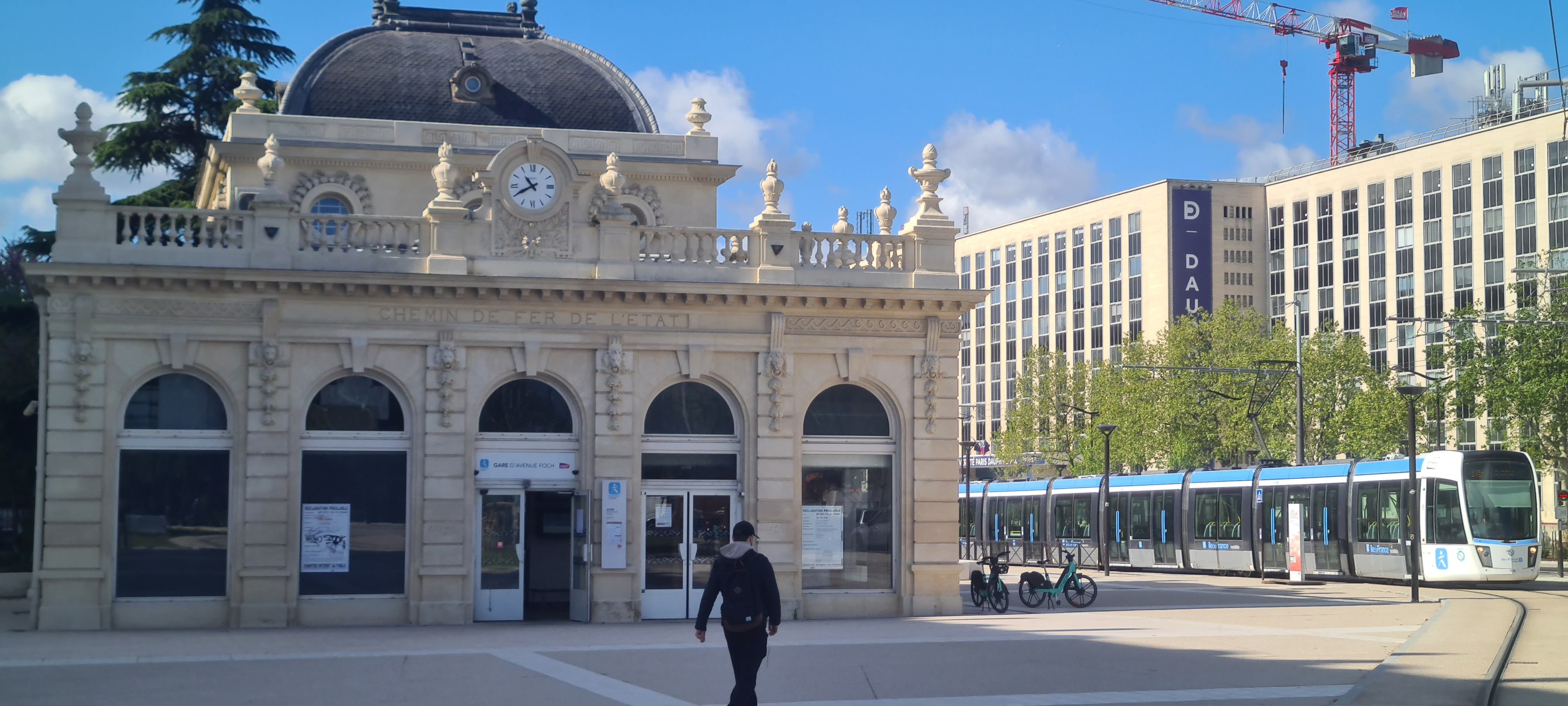
Gare RER Avenue Foch avec une rame du T3b partant de la station porte Dauphine

## Projets d'extension

### De la porte Dauphine au pont du Garigliano
Afin que le tramway fasse le tour complet de Paris, il est régulièrement proposé de prolonger le T3b de la porte Dauphine jusqu'au pont du Garigliano, où il rejoindrait le terminus du T3a. Cependant, en raison d'une forte opposition au projet, exprimée par les riverains lors du débat public sur le prolongement du T3 entre Pont du Garigliano et Porte d'Auteuil, le projet de prolongement a été reporté sine die. Des habitants du 16e arrondissement de Paris estiment que le prolongement du tramway serait d'un coût excessif, ne correspond pas à une réelle demande de transports, sera destructeur de places de stationnement et mettra en péril le commerce local le temps de la durée des travaux. Néanmoins, le 15 avril 2014, la maire de Paris, Anne Hidalgo, annonce sa volonté de prolonger le tramway à terme jusqu’au pont du Garigliano.
En 2018, Laurent Probst, le directeur général d’Île-de-France Mobilités, réaffirme qu’il n’est pas envisagé de boucler la boucle et de rejoindre le pont du Garigliano. « Il n’y aura pas suffisamment de voyageurs sur ce tronçon. Nous prévoyons un bus en site propre à haut niveau de service (BHNS) ». Cette ligne se substituerait à la ligne de bus PC existante.
Le jour de l'inauguration du tramway jusqu'à la porte Dauphine, David Belliard, adjoint à la maire de Paris, écrit dans un Tweet : « c'est parti pour le bouclage du tram jusque pont du Garigliano ».

## Lieux desservis

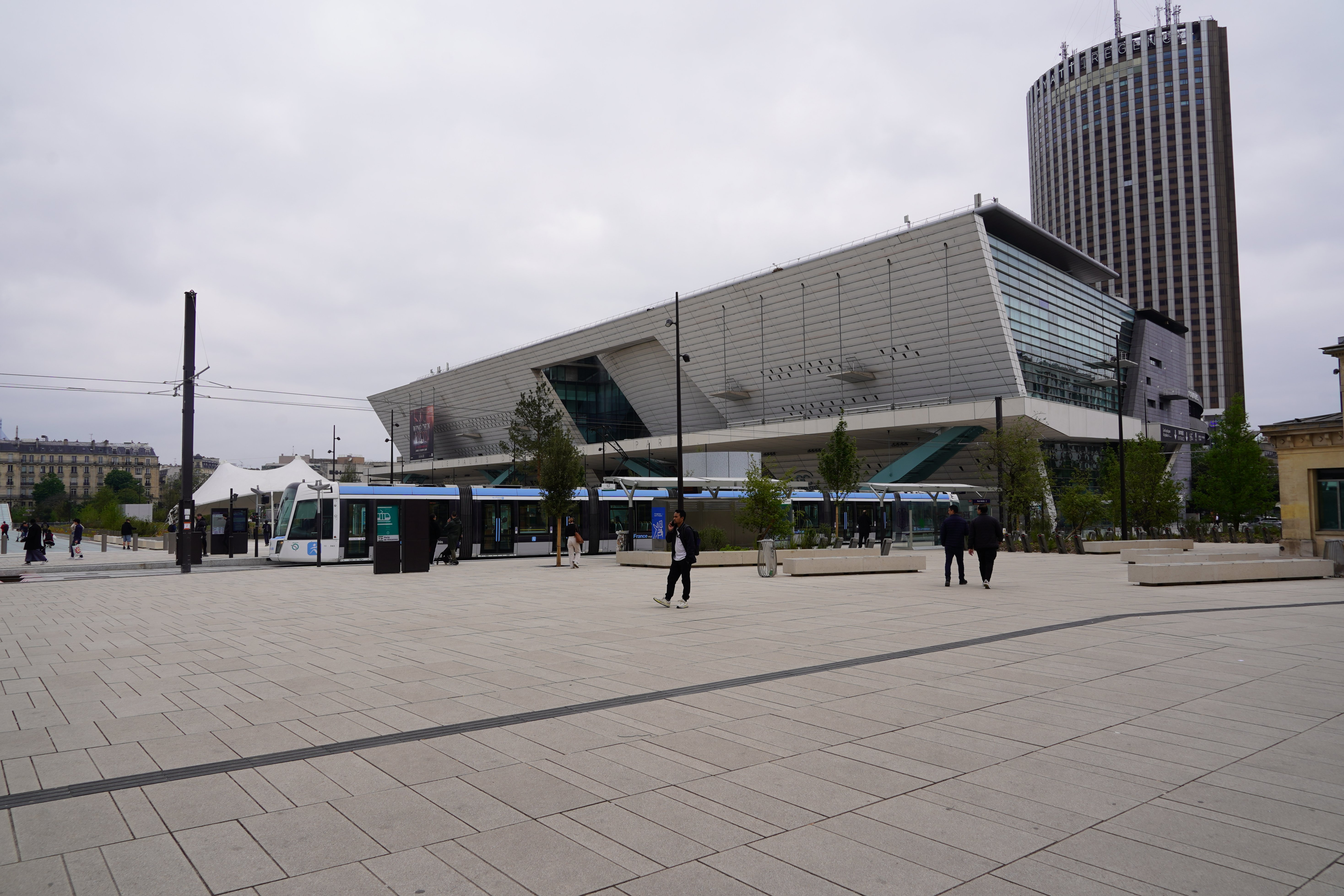
La station Porte Maillot en mai 2024 avec le Palais des Congrès en arrière-plan.

La ligne T3b dessert, de l'est à l'ouest, les lieux suivants :
- le marché aux puces de la porte de Montreuil (station Porte de Montreuil) ;
- l'hôpital Robert-Debré (station Hôpital Robert-Debré) ;
- Le parc de la Butte-du-Chapeau-Rouge (station Butte-du-Chapeau-Rouge) ;
- la cité de la musique, le Conservatoire national supérieur de musique et de danse de Paris, la grande halle de la Villette (station Porte de Pantin) ;
- le parc de la Villette (stations Porte de Pantin, Ella Fitzgerald et Porte de la Vilette) ;
- les rives du canal de l'Ourcq (stations Delphine Seyrig et Ella Fitzgerald) ;
- les grands moulins de Pantin (station Ella Fitzgerald) ;
- la Géode, la Cité des sciences et de l'industrie et le Paris Event Center (Porte de la Villette) ;
- les rives du canal Saint-Denis (stations Porte de la Villette et Canal Saint-Denis) ;
- l'Adidas Arena (Porte de la Chapelle) ;
- le marché aux puces de Saint-Ouen (stations Porte de Clignancourt et Angélique Compoint) ;
- le hôpital Bichat-Claude-Bernard (station Porte de Saint-Ouen) ;
- l'École nationale de commerce et l'école 42 (station Honoré de Balzac) ;
- la Cité judiciaire de Paris (station Porte de Clichy) ;
- le centre commercial So Ouest (station Marguerite Long) ;
- l'Espace Champerret (station Porte de Champerret) ;
- le palais des congrès de Paris et l'avenue de la Grande-Armée (station Porte Maillot) ;
- le bois de Boulogne (stations Porte Maillot, Anna de Noailles et Porte Dauphine) ;
- l'avenue Foch et l'université Paris Dauphine (station Porte Dauphine).